# Biserica de lemn din Derșida

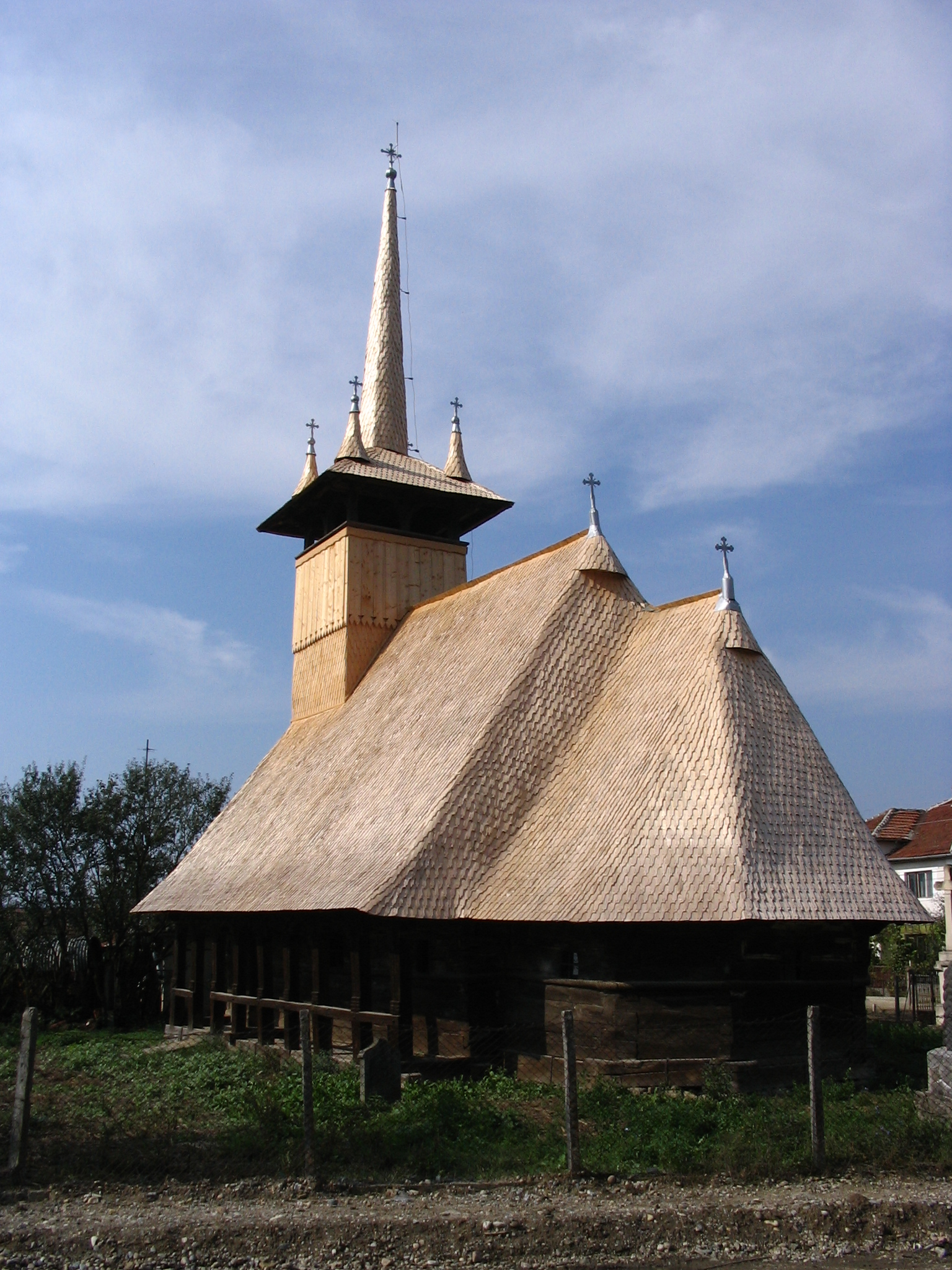
Biserica de lemn din Derșida, foto: octombrie 2005.

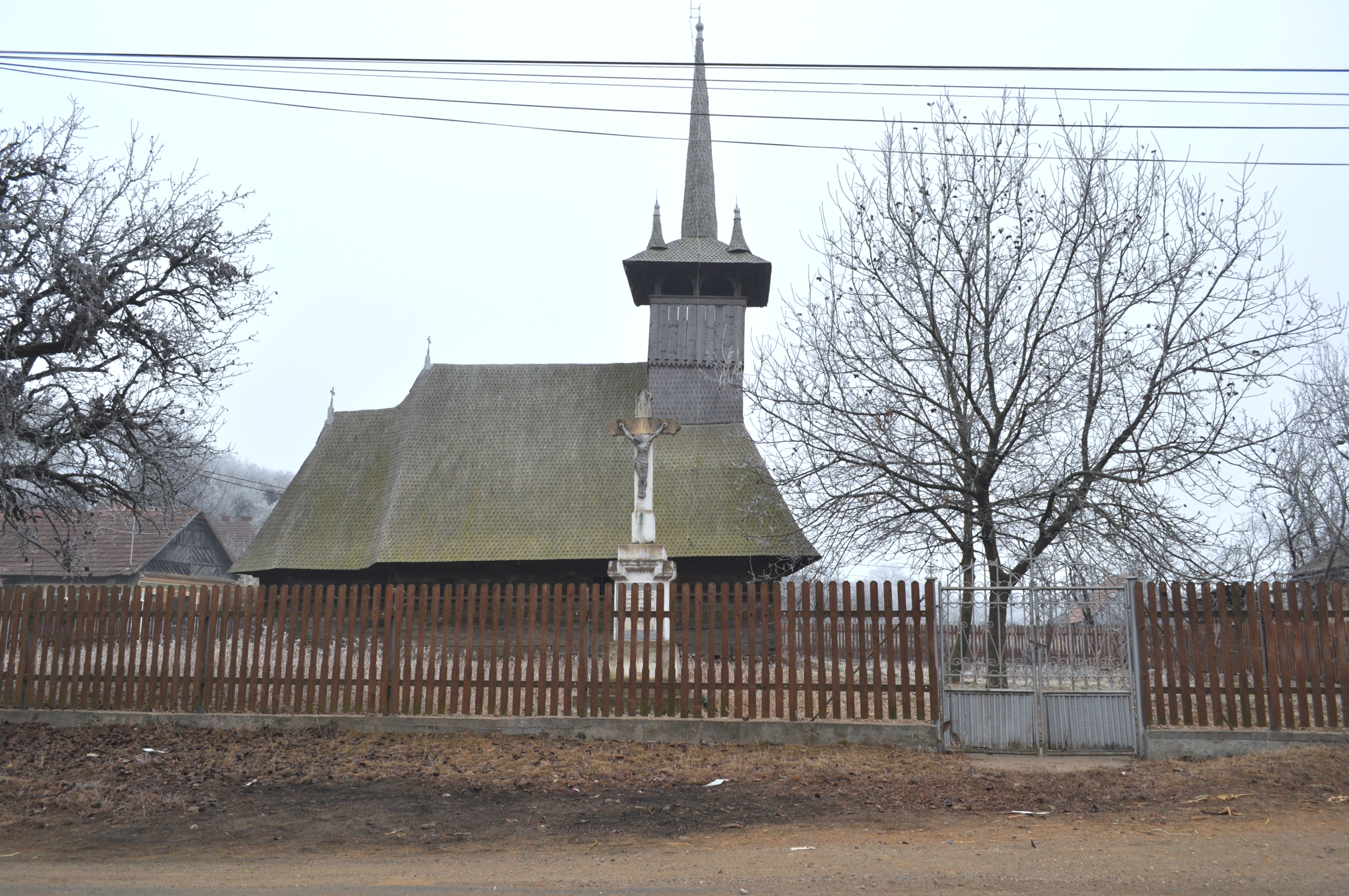
Biserica de lemn „Sfinții Arhangheli Mihail și Gavriil" din Derșida, județul Sălaj, foto: noiembrie 2011.

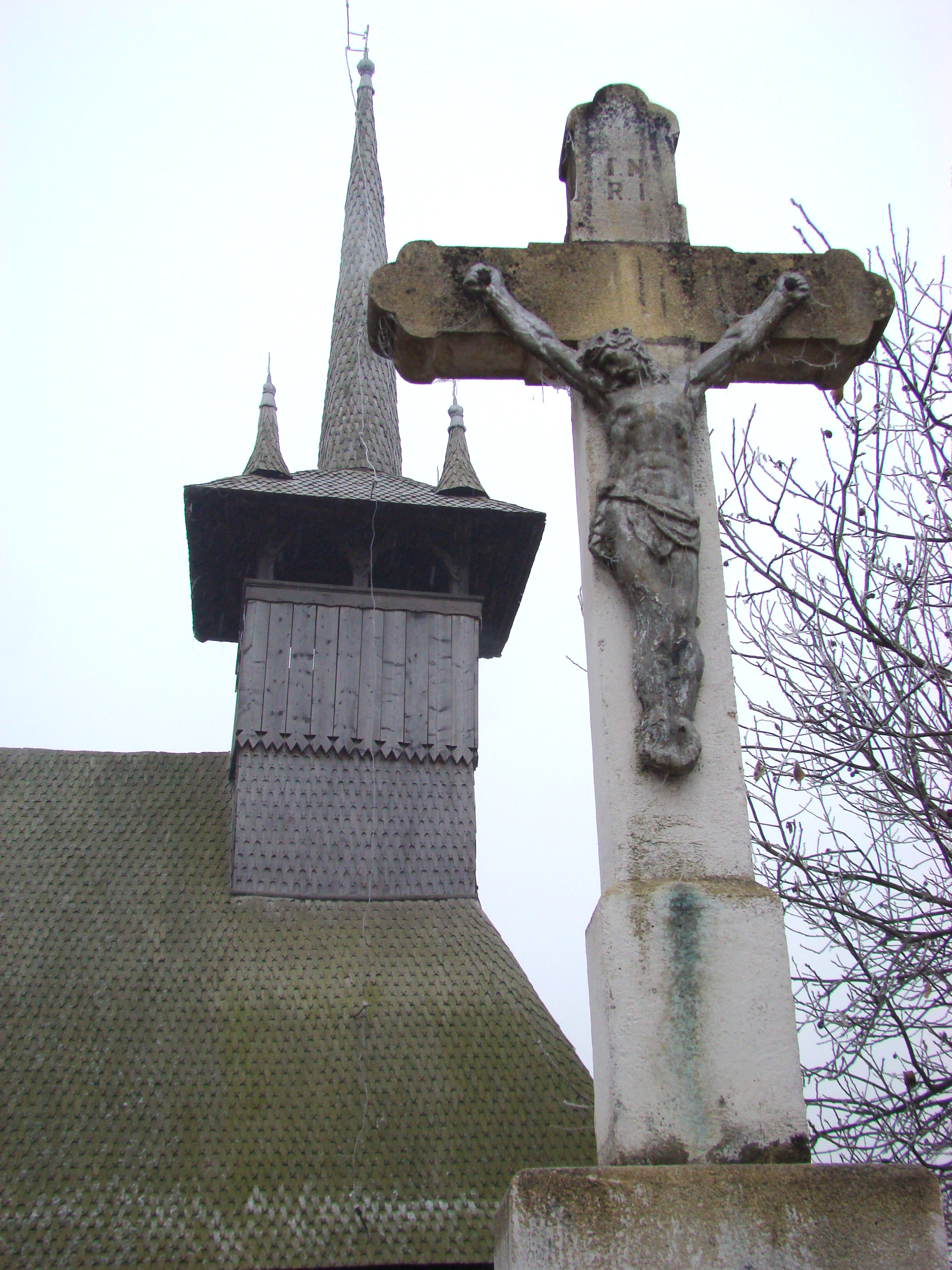
Biserica de lemn „Sfinții Arhangheli Mihail și Gavriil" din Derșida, județul Sălaj, foto: noiembrie 2011.

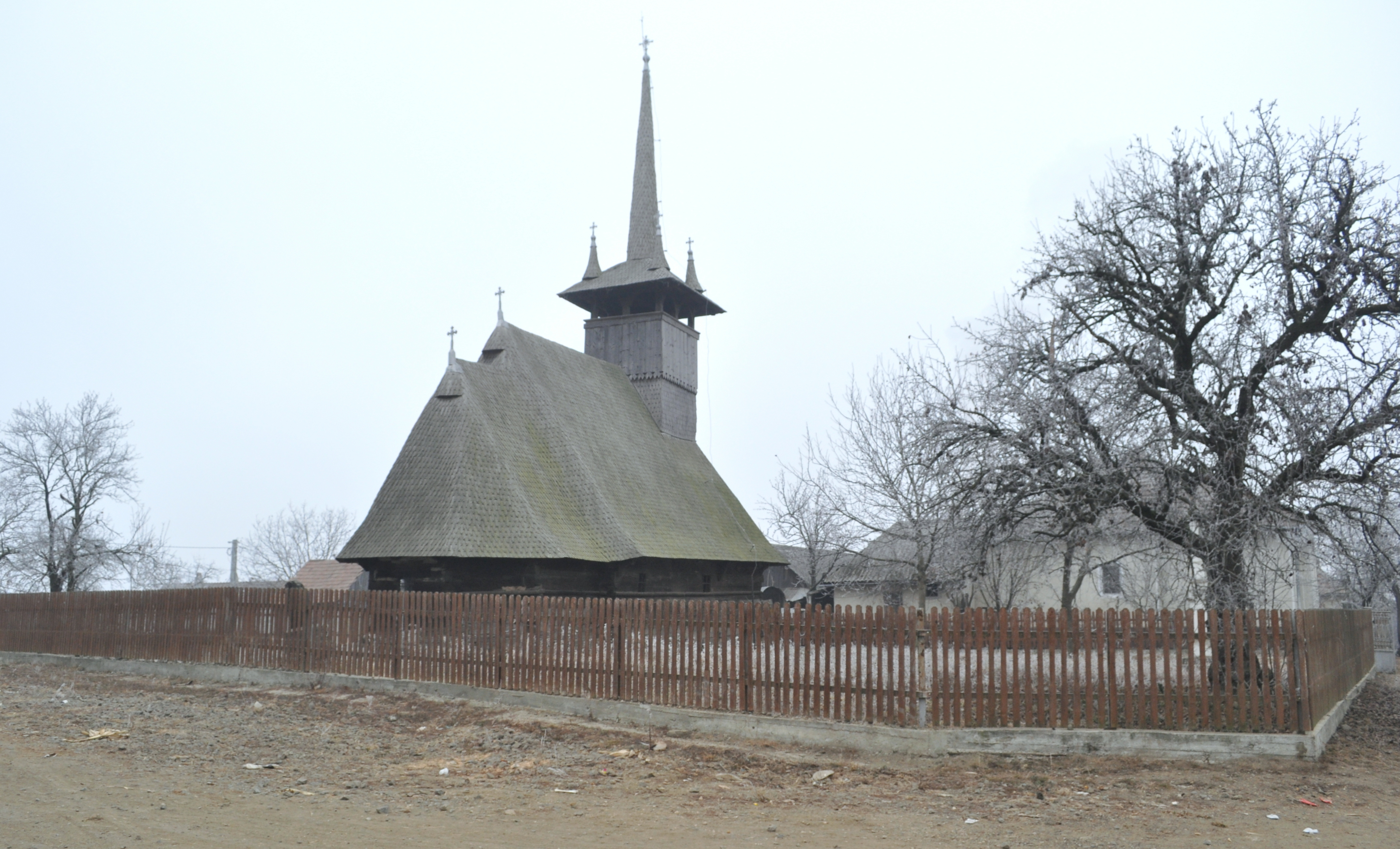
Biserica (nord-est)

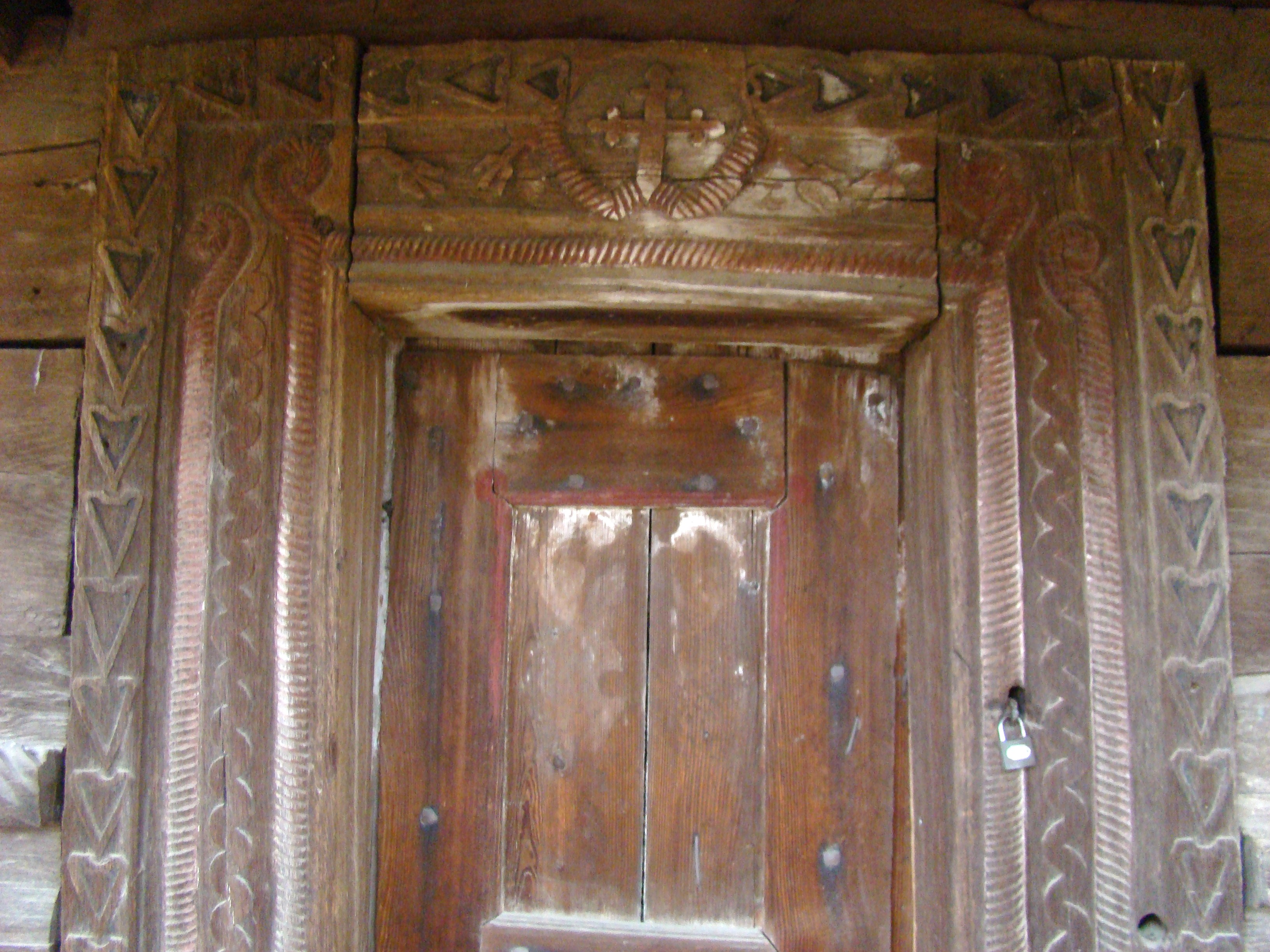
Portalul exterior

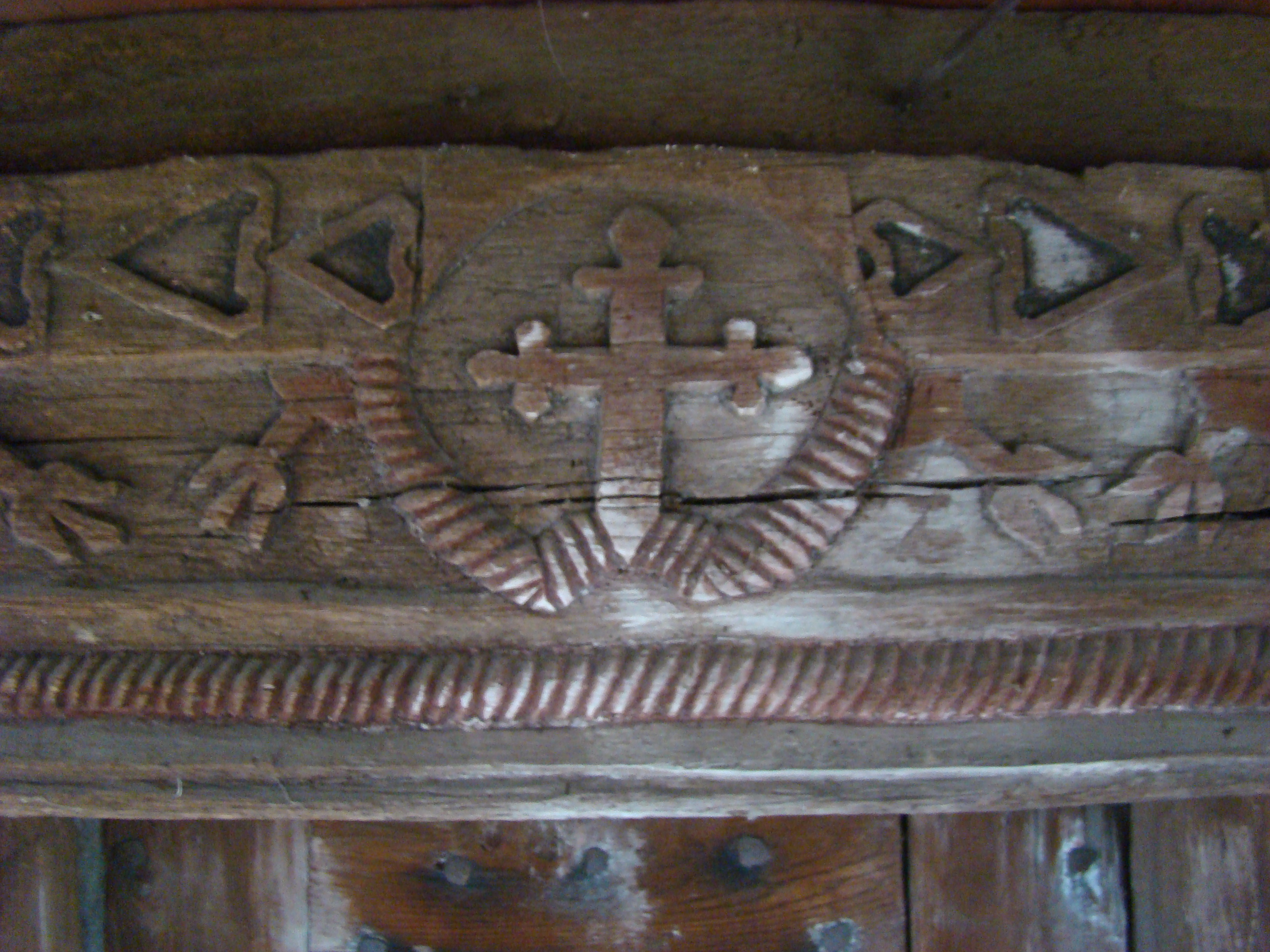
Portalul exterior (detaliu)

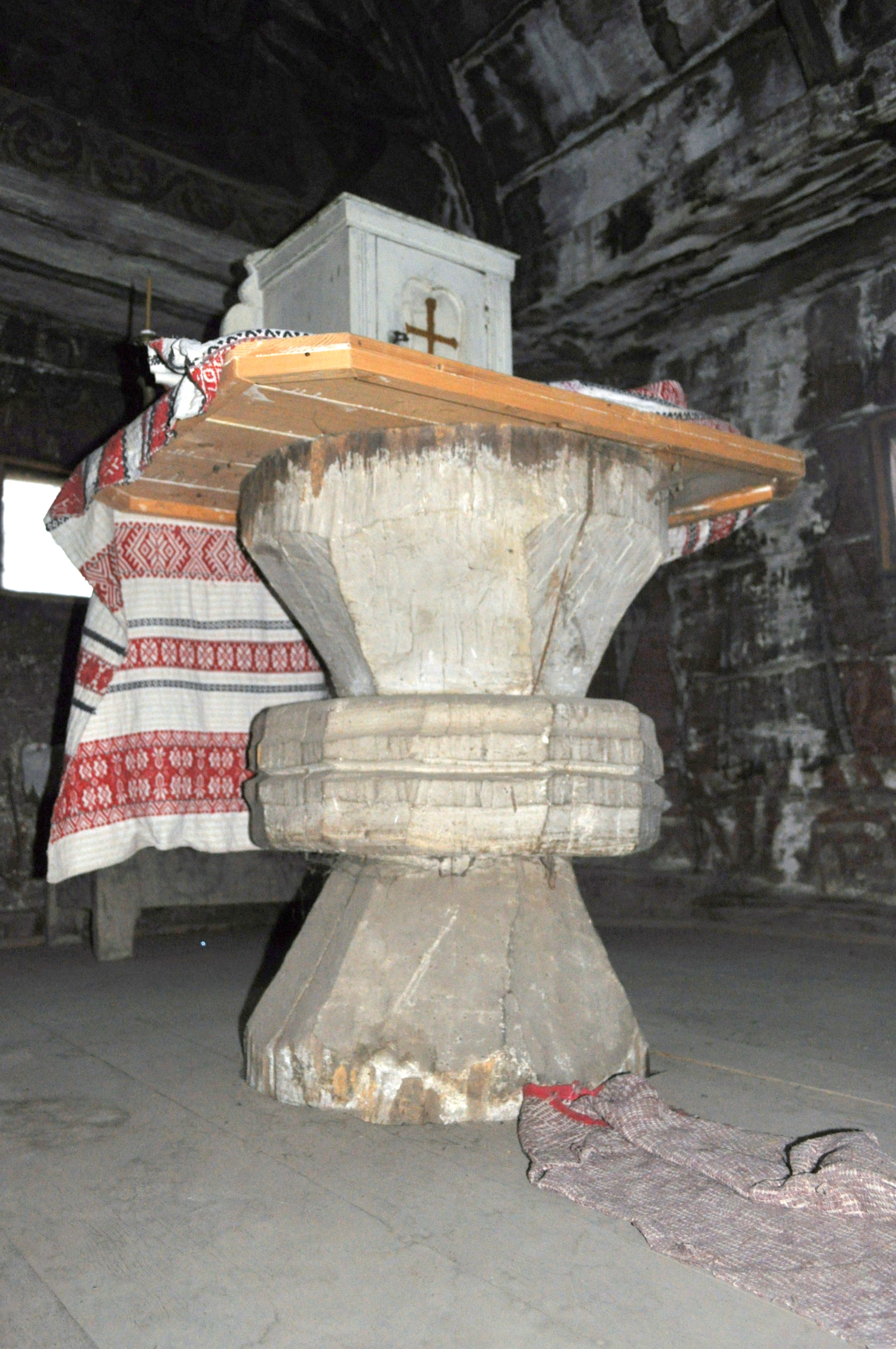
Piciorul mesei altarului

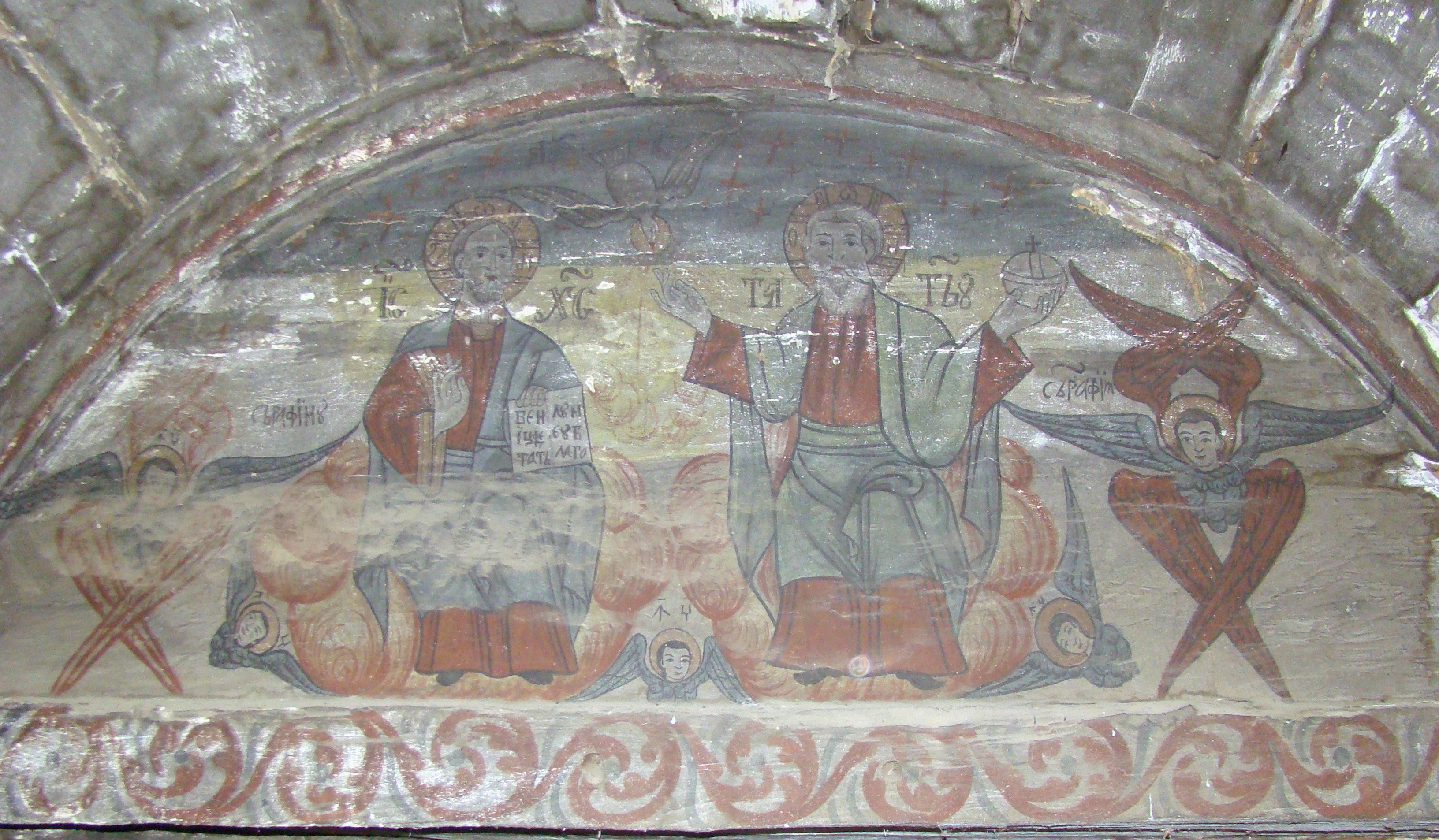
Altar: Sfânta Treime

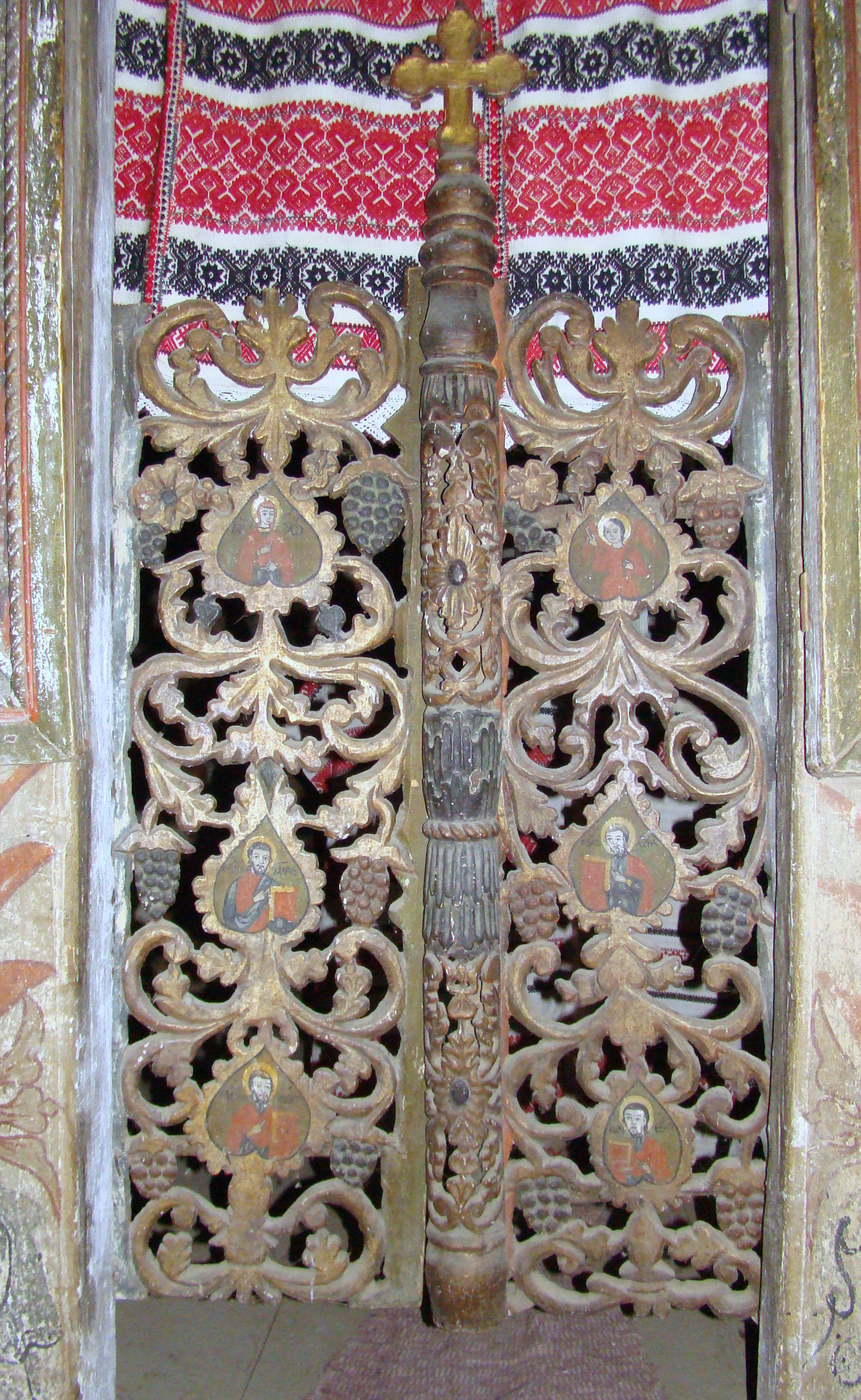
Ușile împărătești

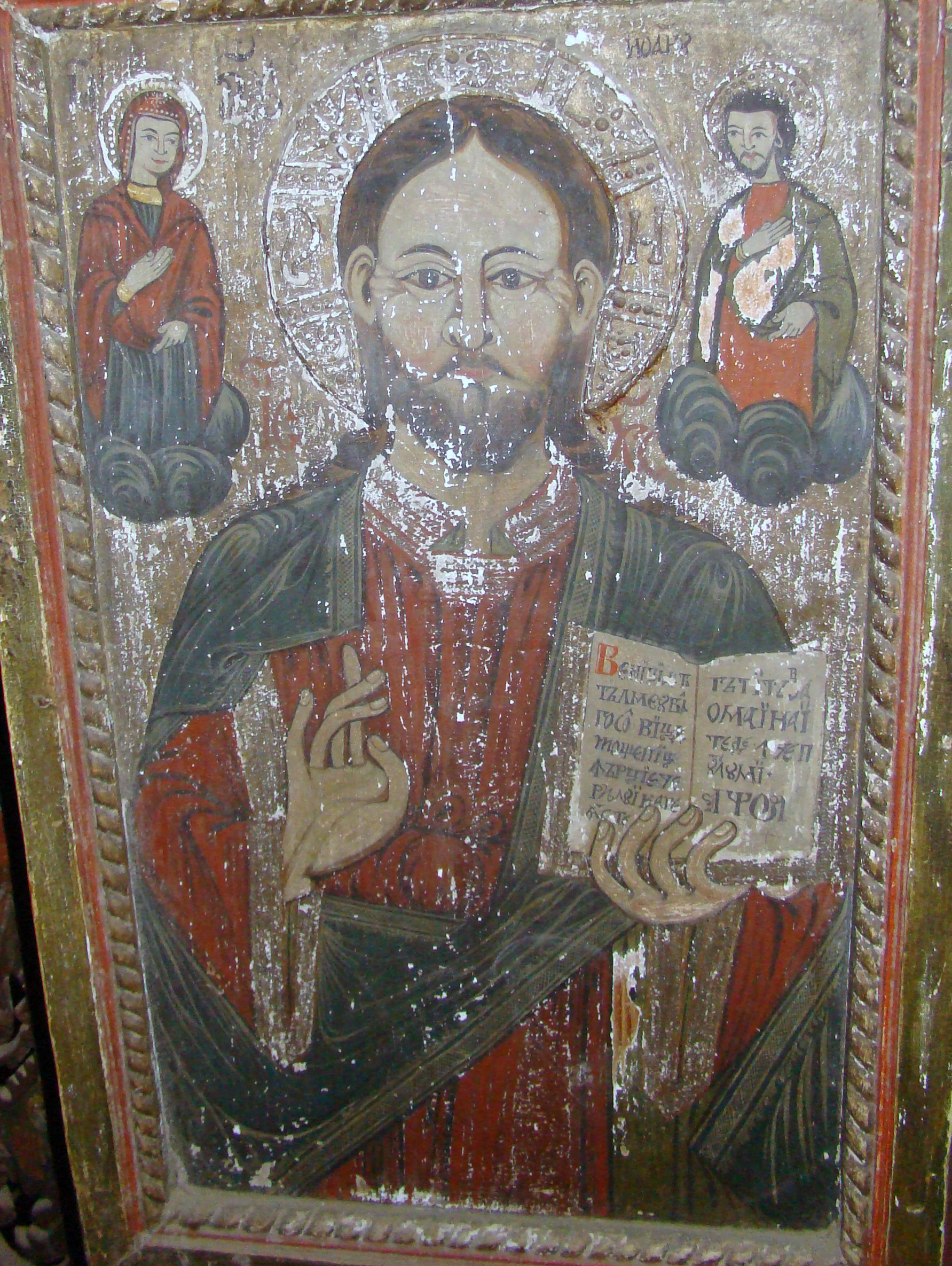
Iisus binecuvântând

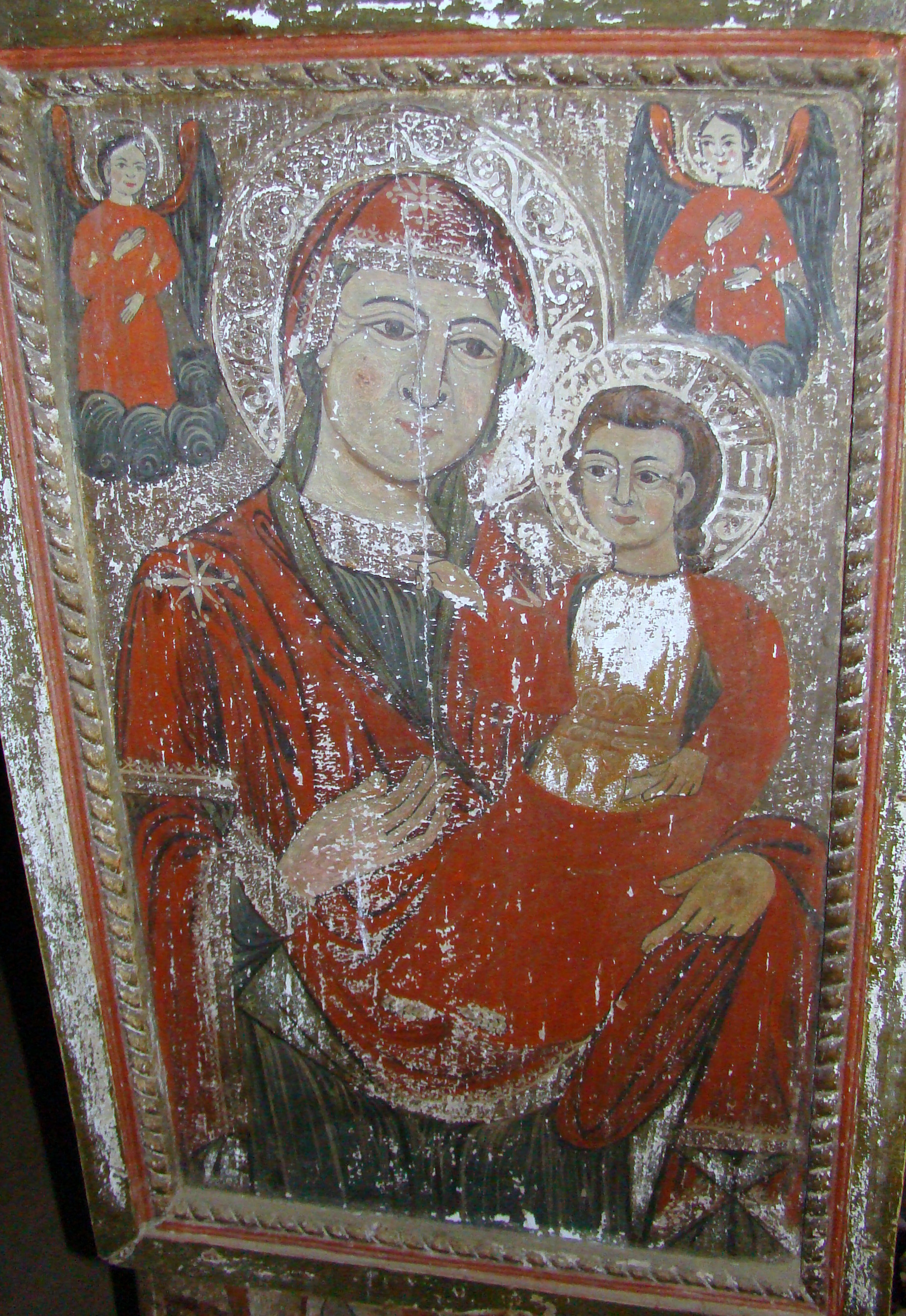
Maica Domnului cu Pruncul

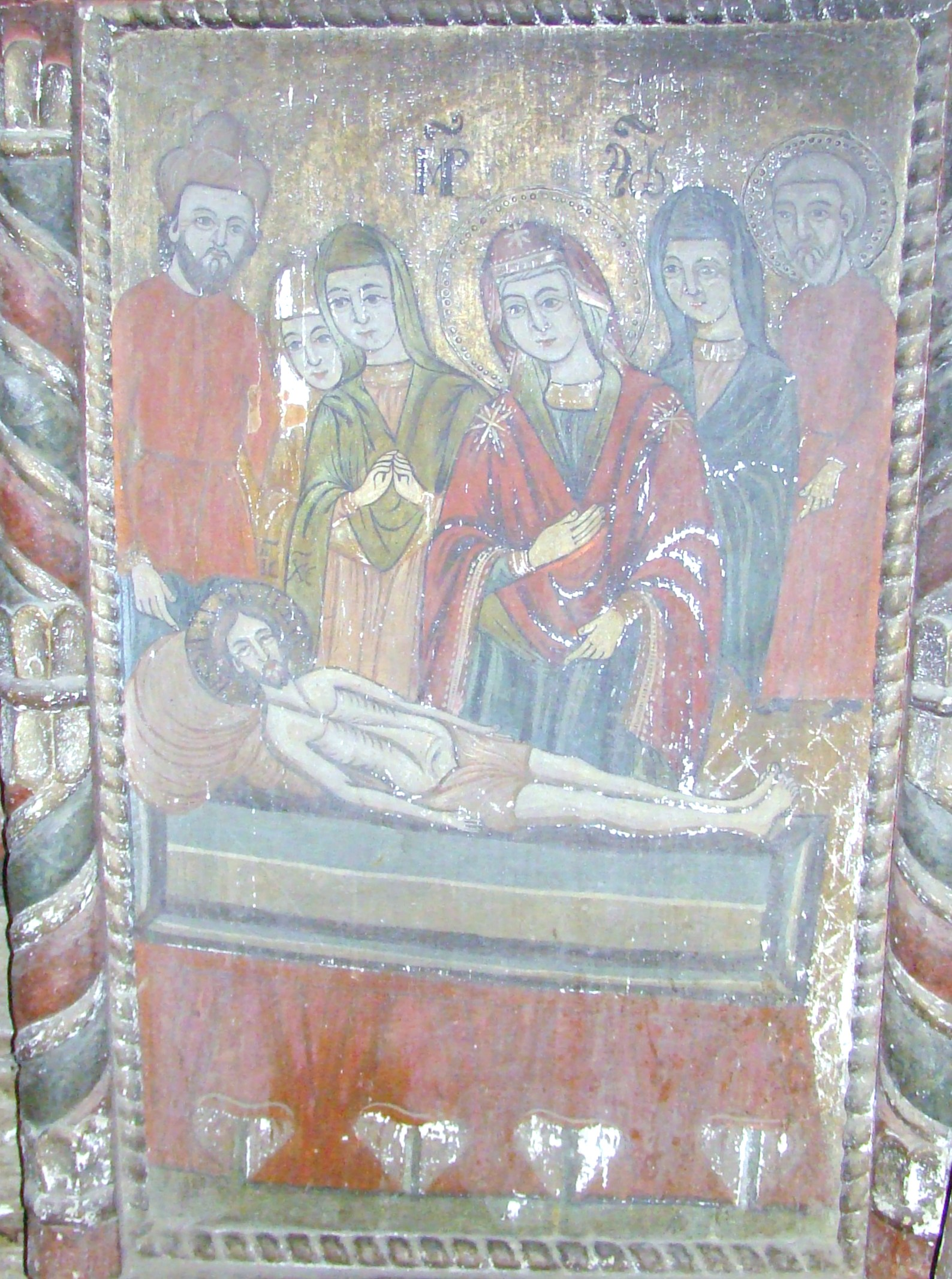
Prohodul Domnului

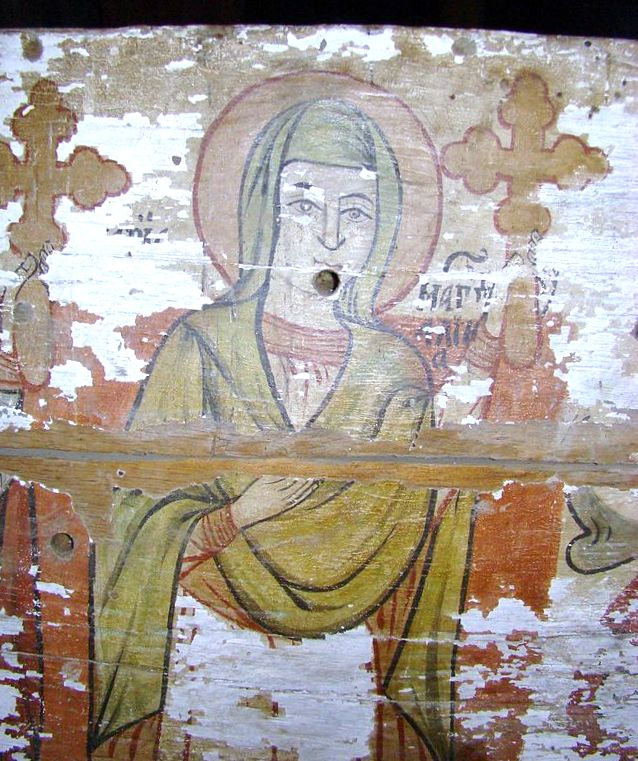
Pronaos: Sfintele mucenițe

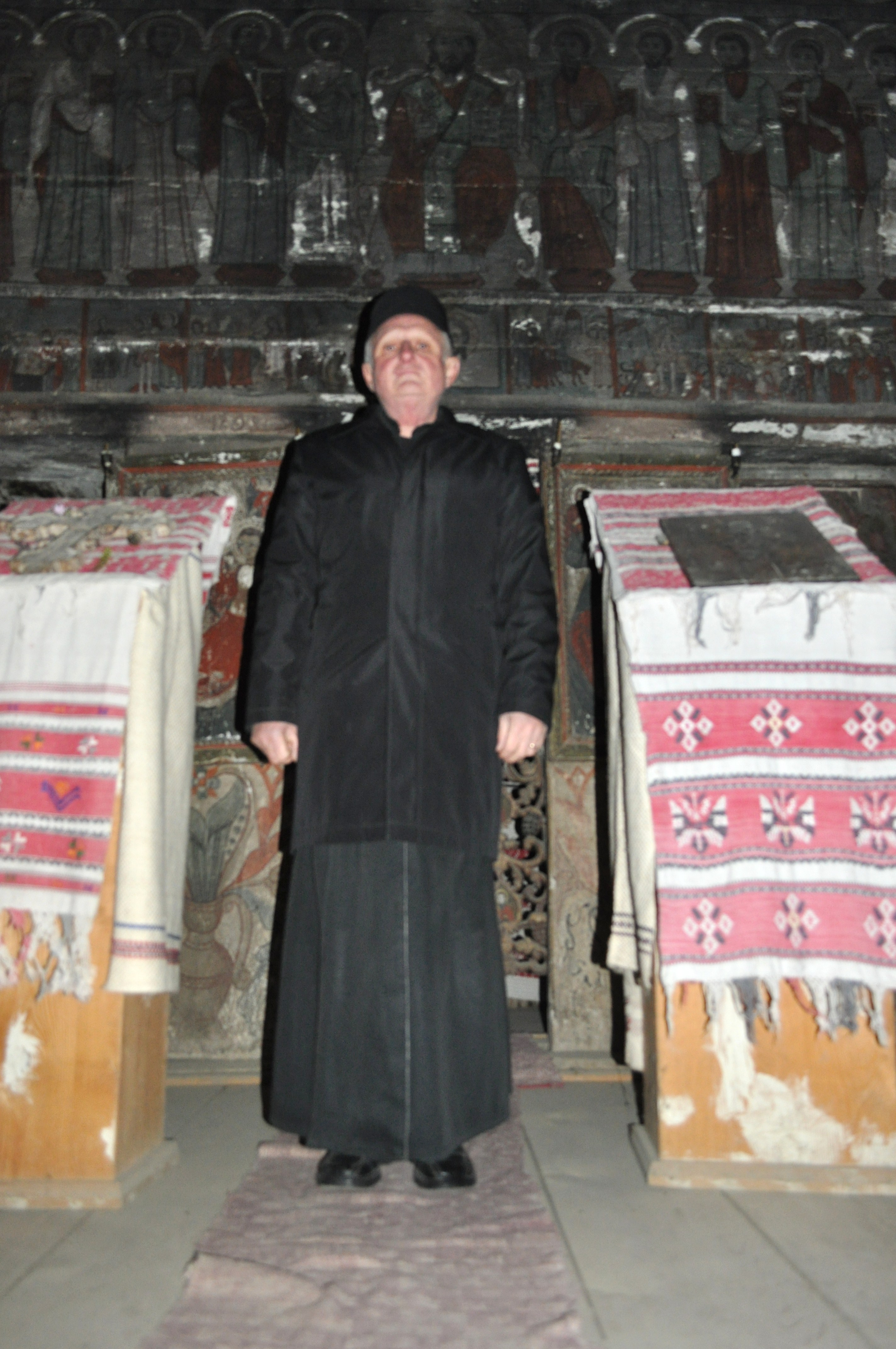
Preotul paroh Viorel Iancău

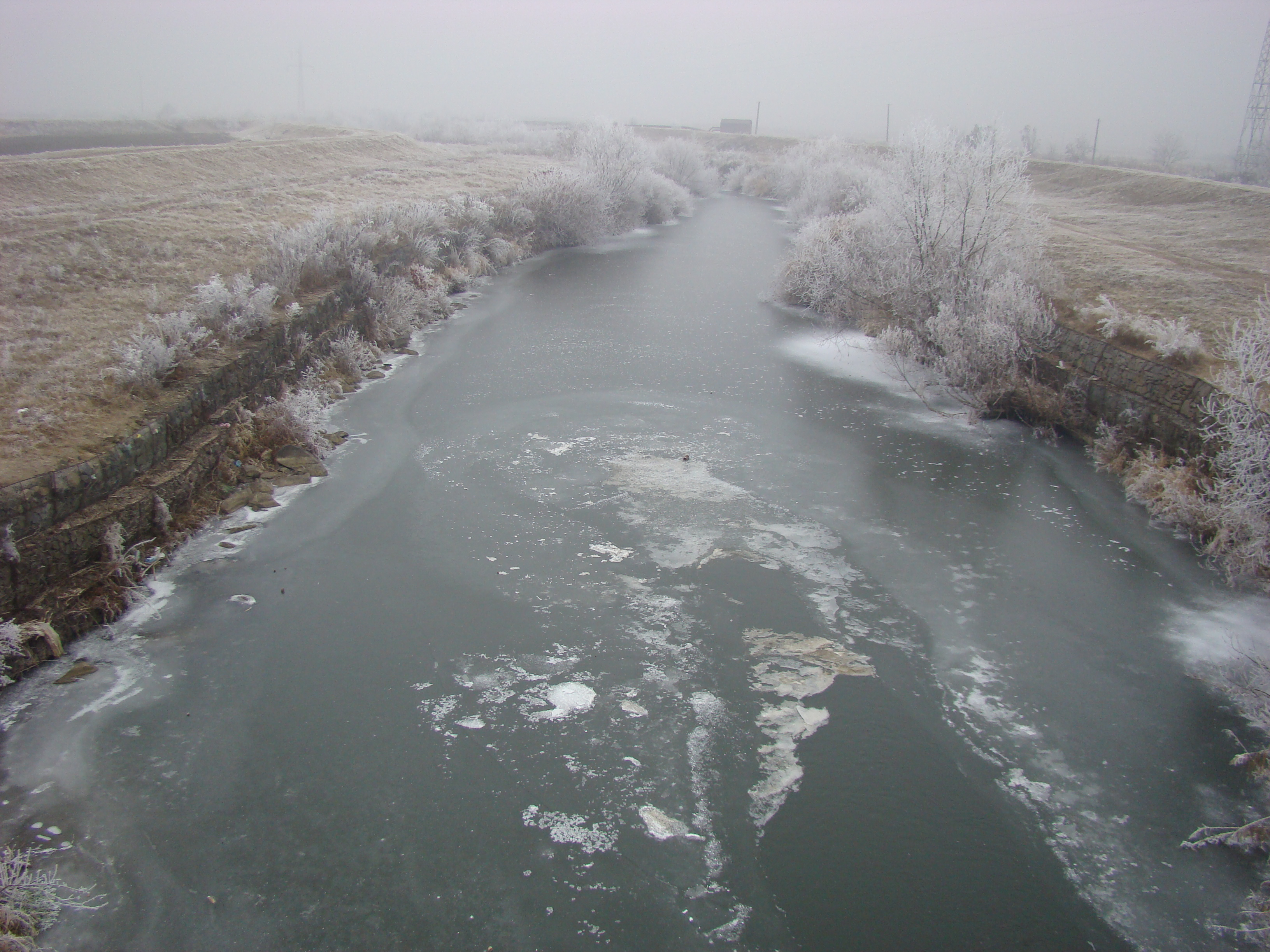
Valea Crasnei

Biserica de lemn din Derșida se află în localitatea omonimă din județul Sălaj și a fost ridicată înainte de 1771 – anul când a fost pictată. Are hramul „Sfinții Arhangheli Mihail și Gavriil". Biserica se află pe noua listă a monumentelor istorice sub codul LMI:  SJ-II-m-A-05047.

## Istoric și trăsături
Biserica de lemn „Sfinții Arhangheli Mihail și Gavriil" a fost ridicată în jurul anului 1700 pe valea Crasnei, în satul Derșida. Forma pereților este dreptunghiulară, cu absida decroșată poligonală, cu cinci laturi. Pronaosul are tavanul drept, iar naosul și altarul câte o boltă semicilindrică, ultima terminându-se în timpanul de est. Acoperișul de șiță are clopotnița deasupra pronaosului, înconjurată de patru turnulețe. Se mai remarcă și brâul median în torsadă. Prispa este bogat ornamentată și este situată pe latura de sud. Chenarele șerpuitoare de pe arcade alunecă pe stâlpii de secțiune dreptunghiulară, pentru a însoți „frânghia", iar cuiele de lemn, cioplite în forma rozelor, se adaugă lalelelor singuratice. În ancadramentul ușii de intrare, alături de meandre și „frânghie", sunt dăltuite în partea superioară, lângă motivul crucii, două lalele și un șirag de inimi.
Pictura interiorului, executată în 1771, este în mare parte distrusă. Pereții bisericii au fost „grunduiți” inițial cu un strat de lapte de var și nisip fin, peste care s-au aplicat culorile în ulei. Picturile sunt  asemănătoare cu ale altor biserici din zonă, ca urmare a implicării aceluiași autor în crearea acestora, pe nume Nichita. Interiorul încă mai conservă imagini reprezentând sfinți: Nicolae, Spiridon, Grigore, Vasile, Ioan. Elemente picturale complexe apar și în scena crucificării, în rânduirea apostolilor în jurul Mântuitorului, cât și în scenele ce prezintă copilăria lui Iisus. Picturile exterioare lipsesc aproape cu desăvârșire ca urmare a intemperiilor de peste ani.
Inscripțiile interioare sunt în alfabetul chirilic, în care au fost tipărițe și cărțile de cult, care  pot fi admirate în cadrul micului muzeu amenajat în cadrul Protopopiatului Ortodox din Șimleu Silvaniei. 
În anul 2005 a fost refăcut acoperișul de șindrilă, iar pe parcursul anilor 2007 și 2008 a fost construit gardul împrejmuitor. Lucrările de reparație s-au făcut în mare parte cu sprijinul credincioșilor, al Direcției Județene pentru Cultură și Patrimoniu Sălaj și al Primăriei comunei Bobota.

## Imagini din exterior

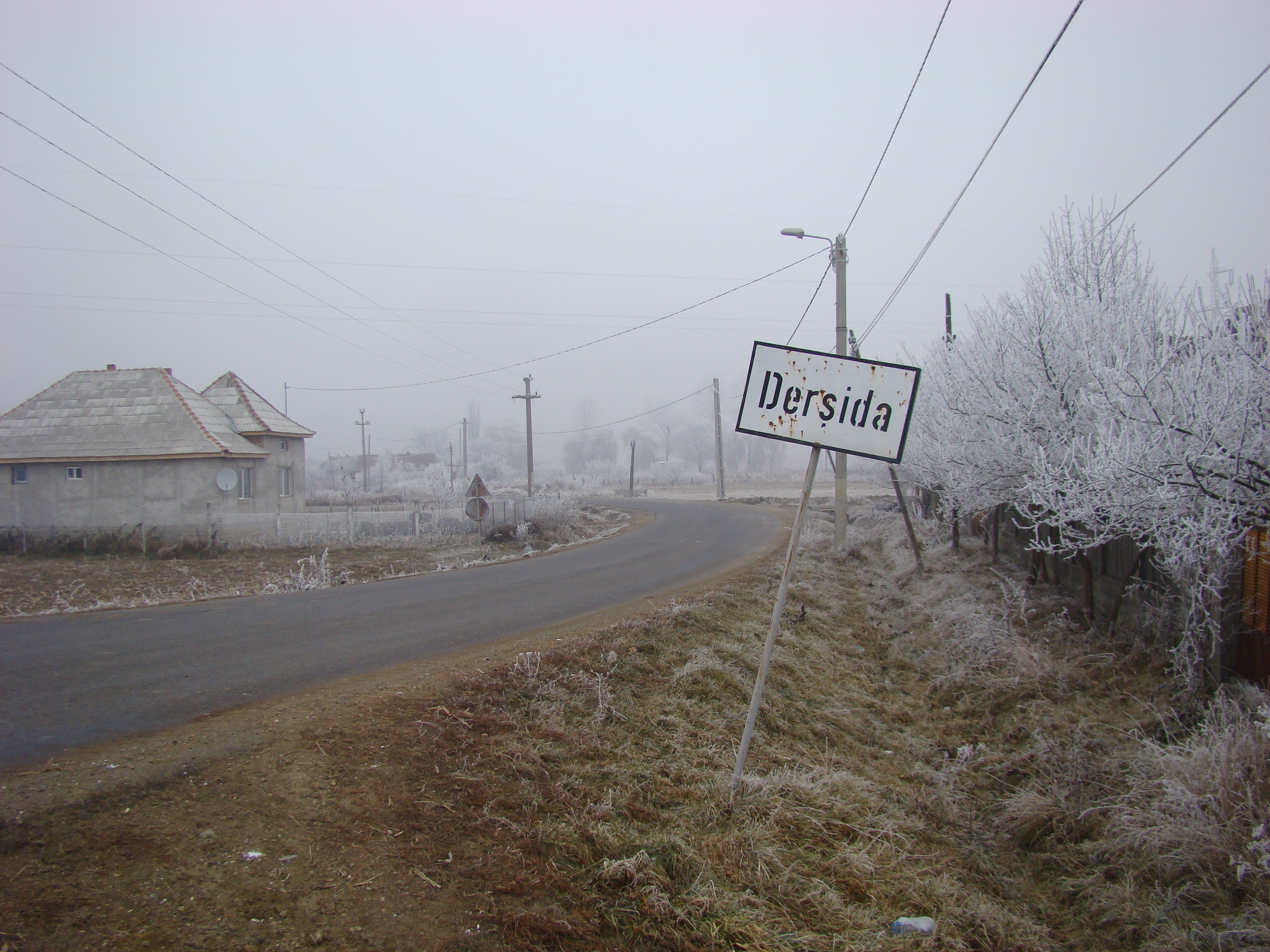
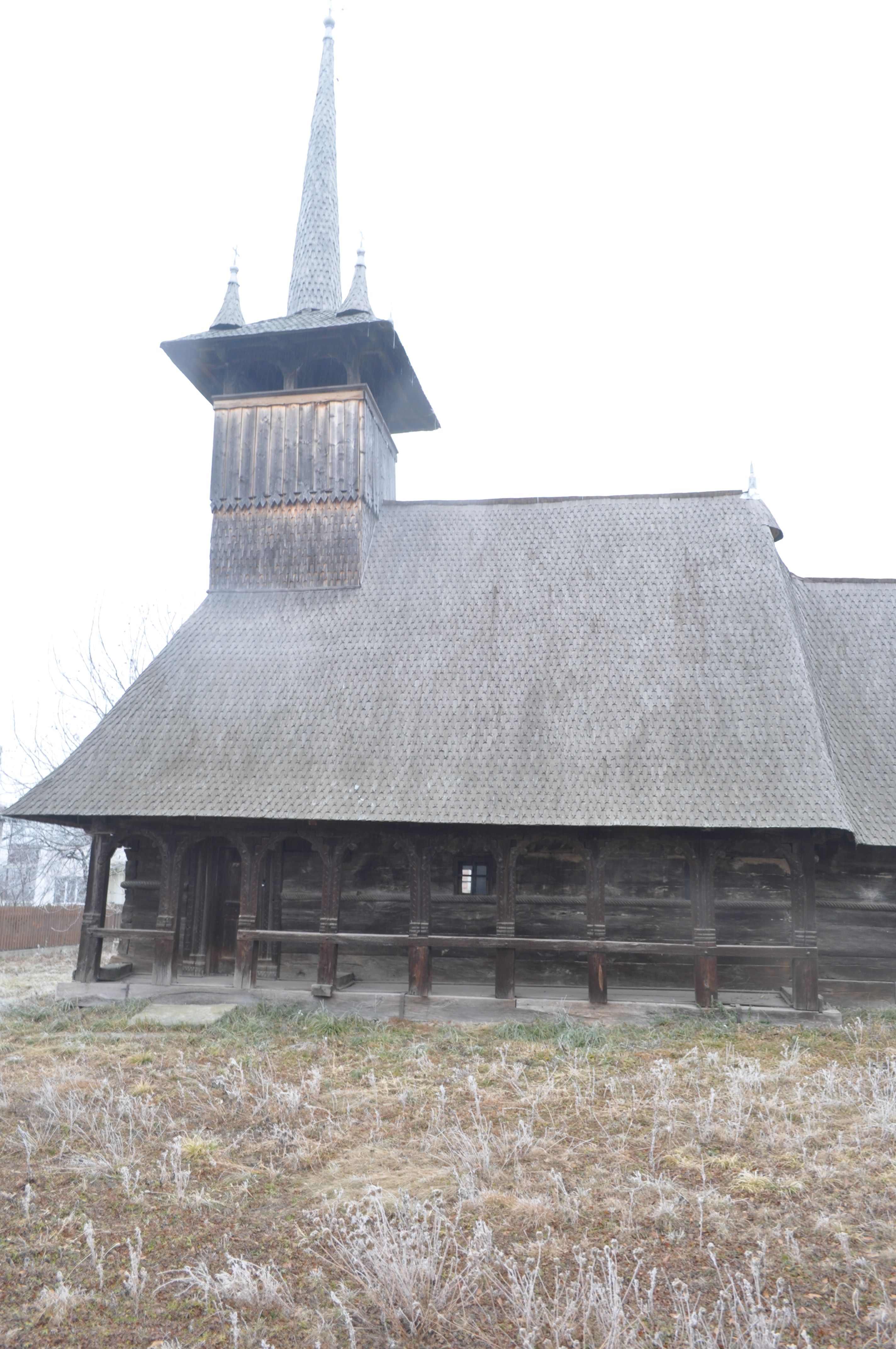
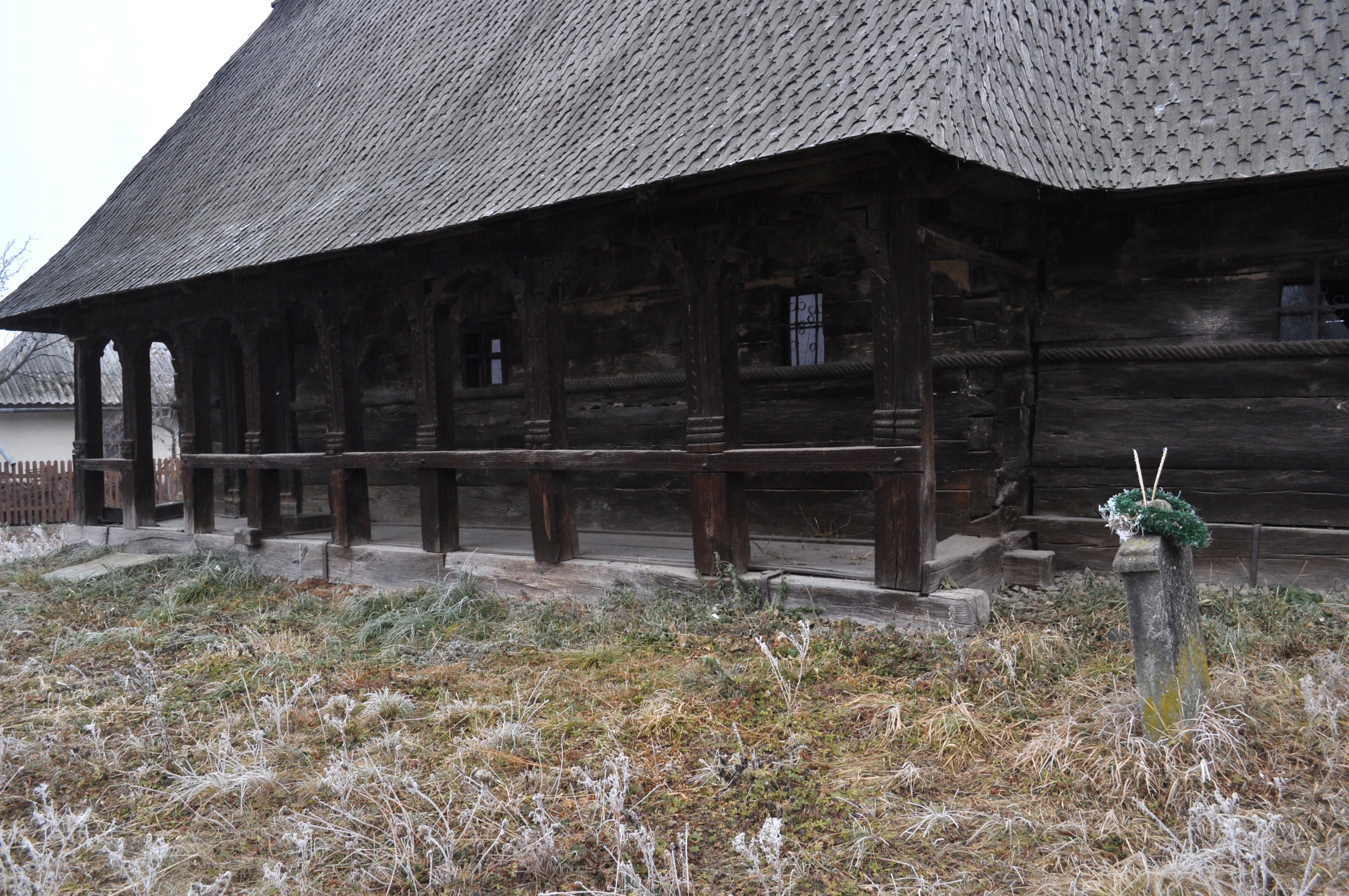
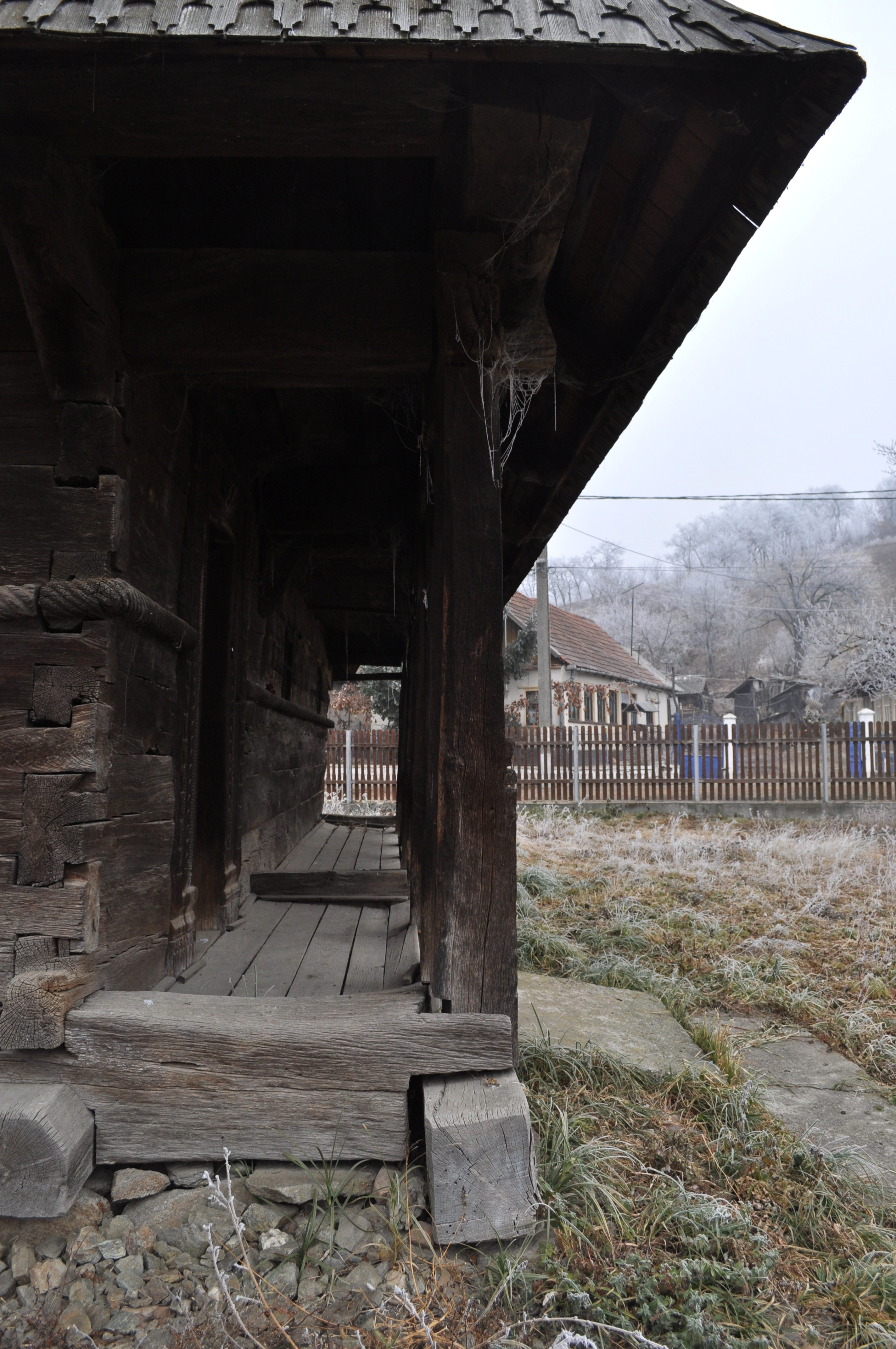
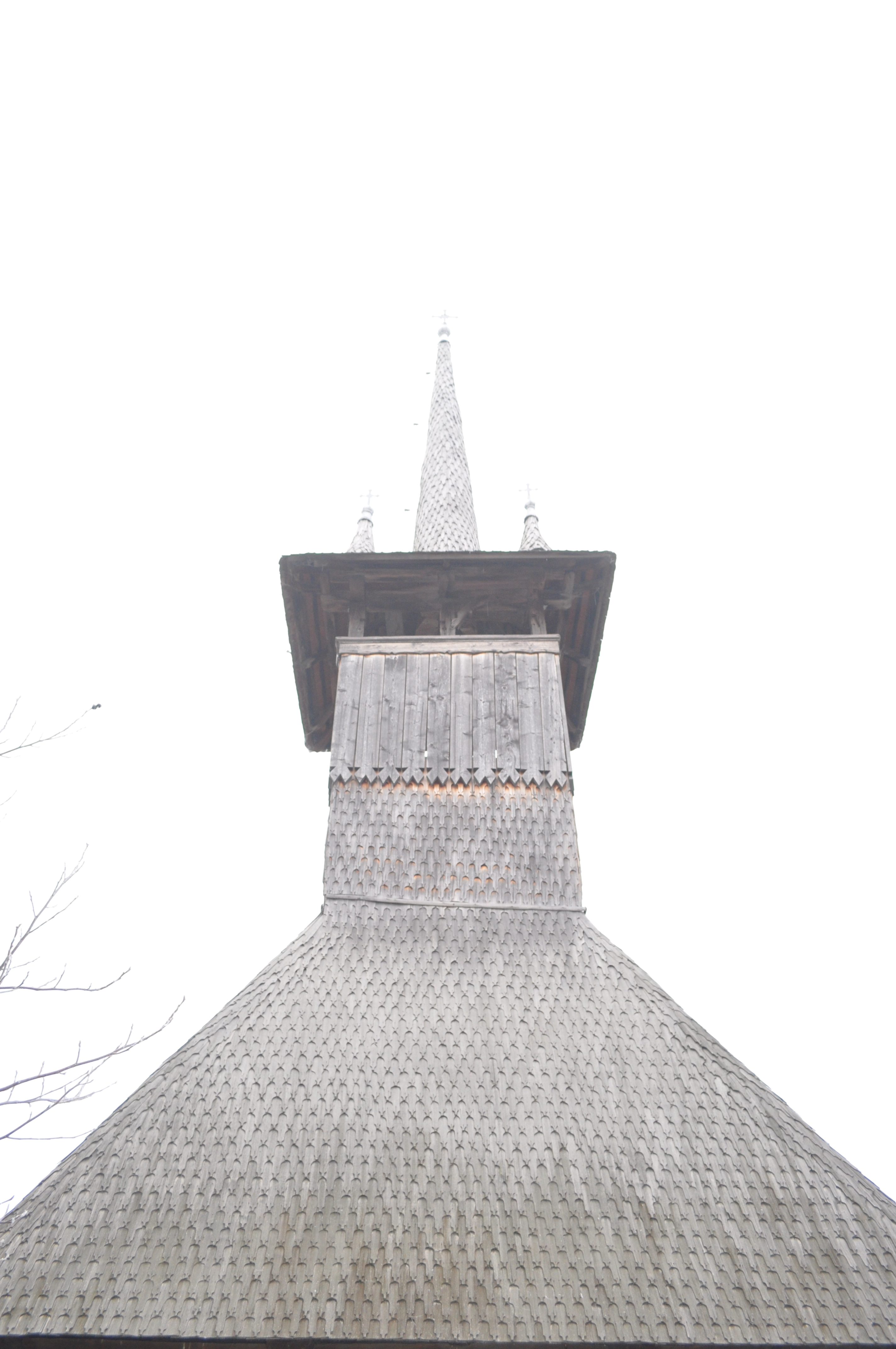
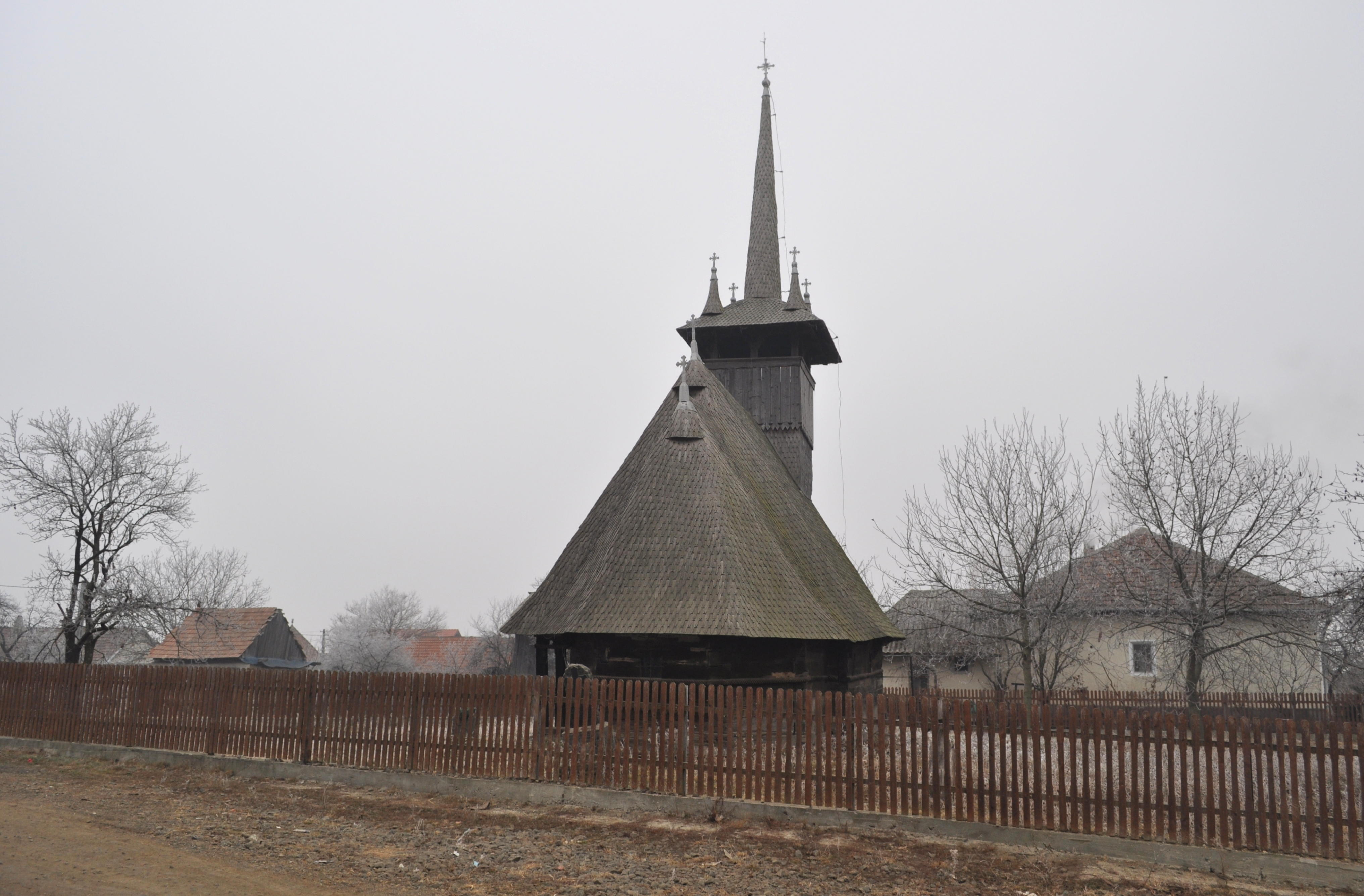
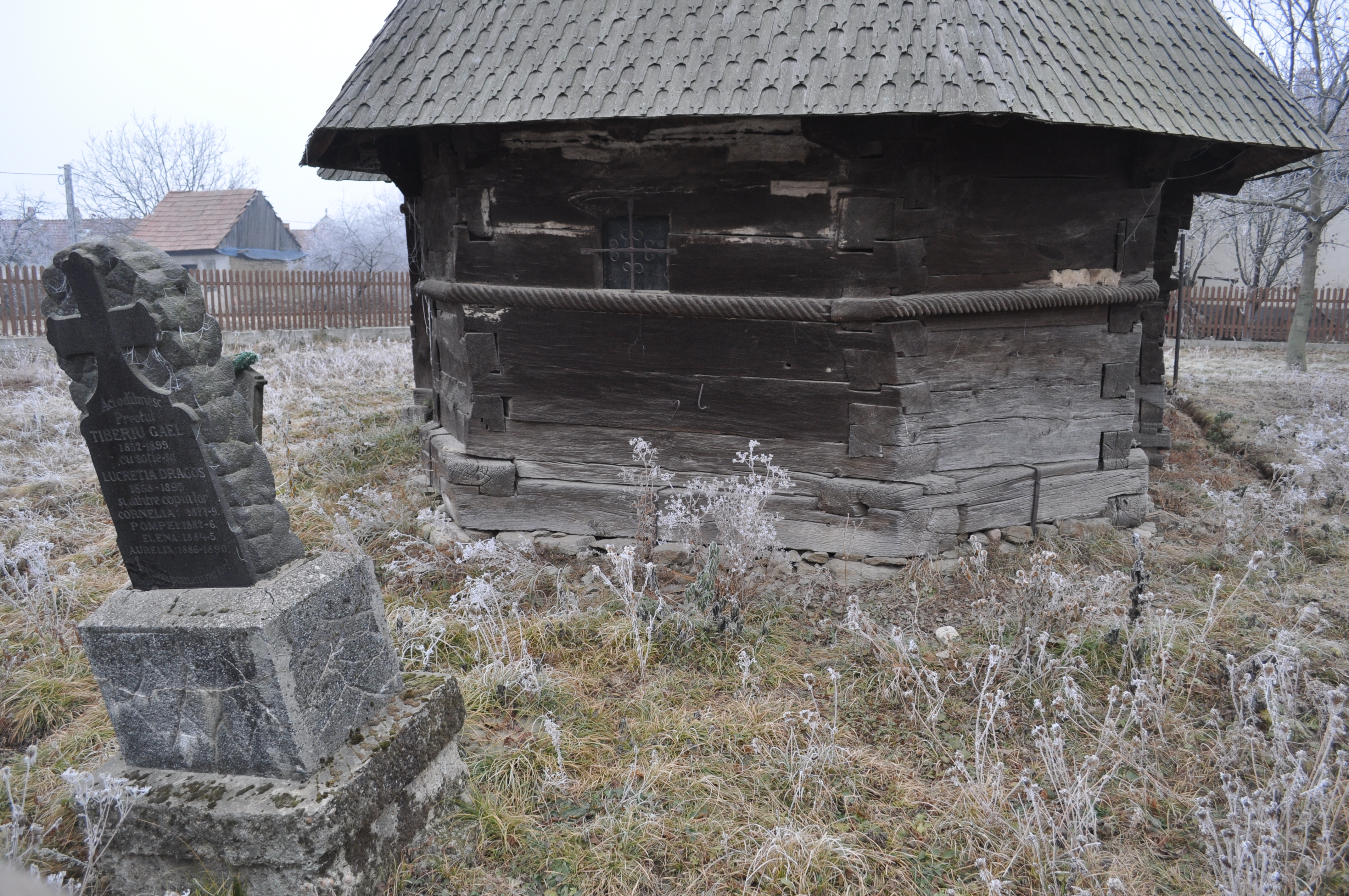
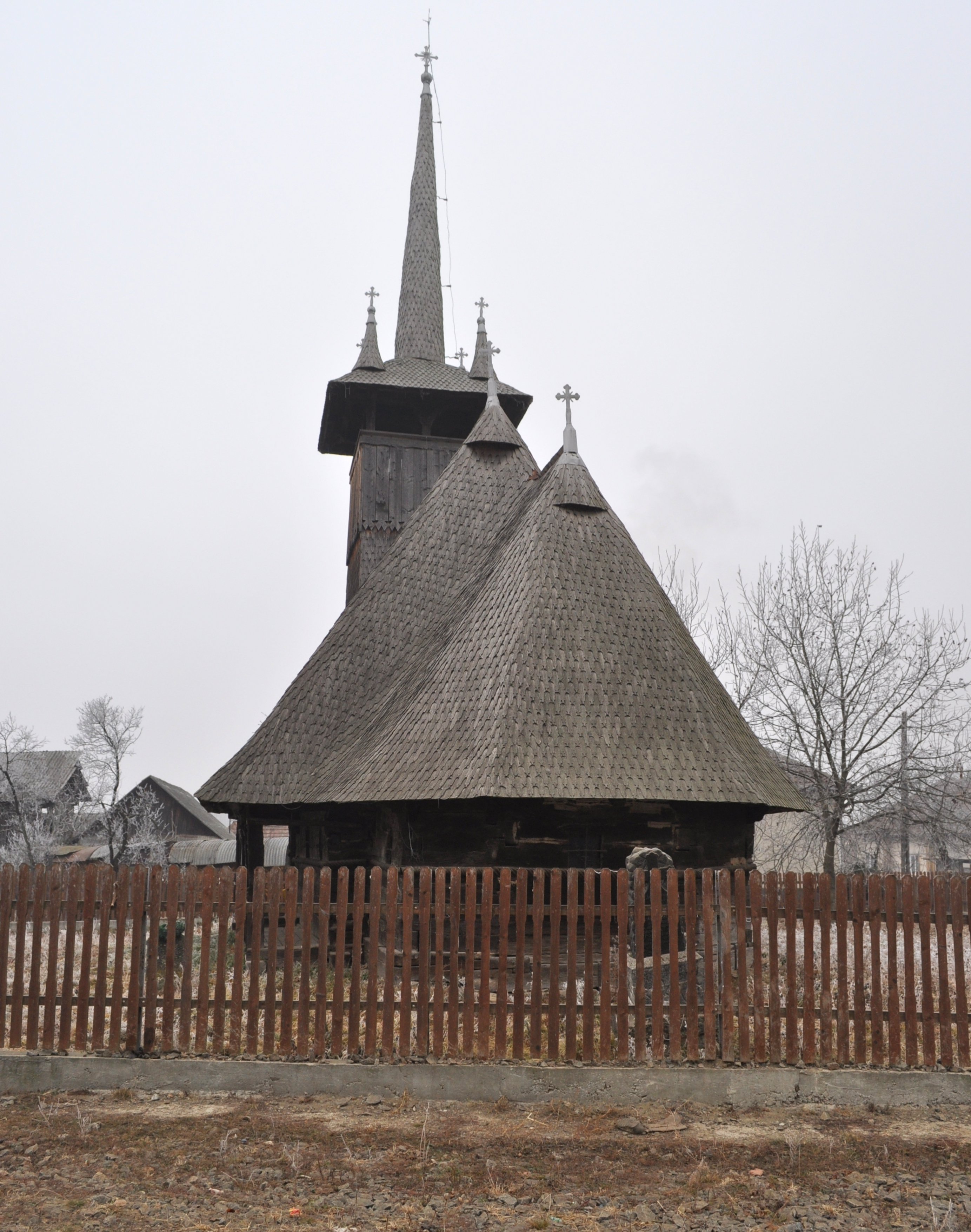
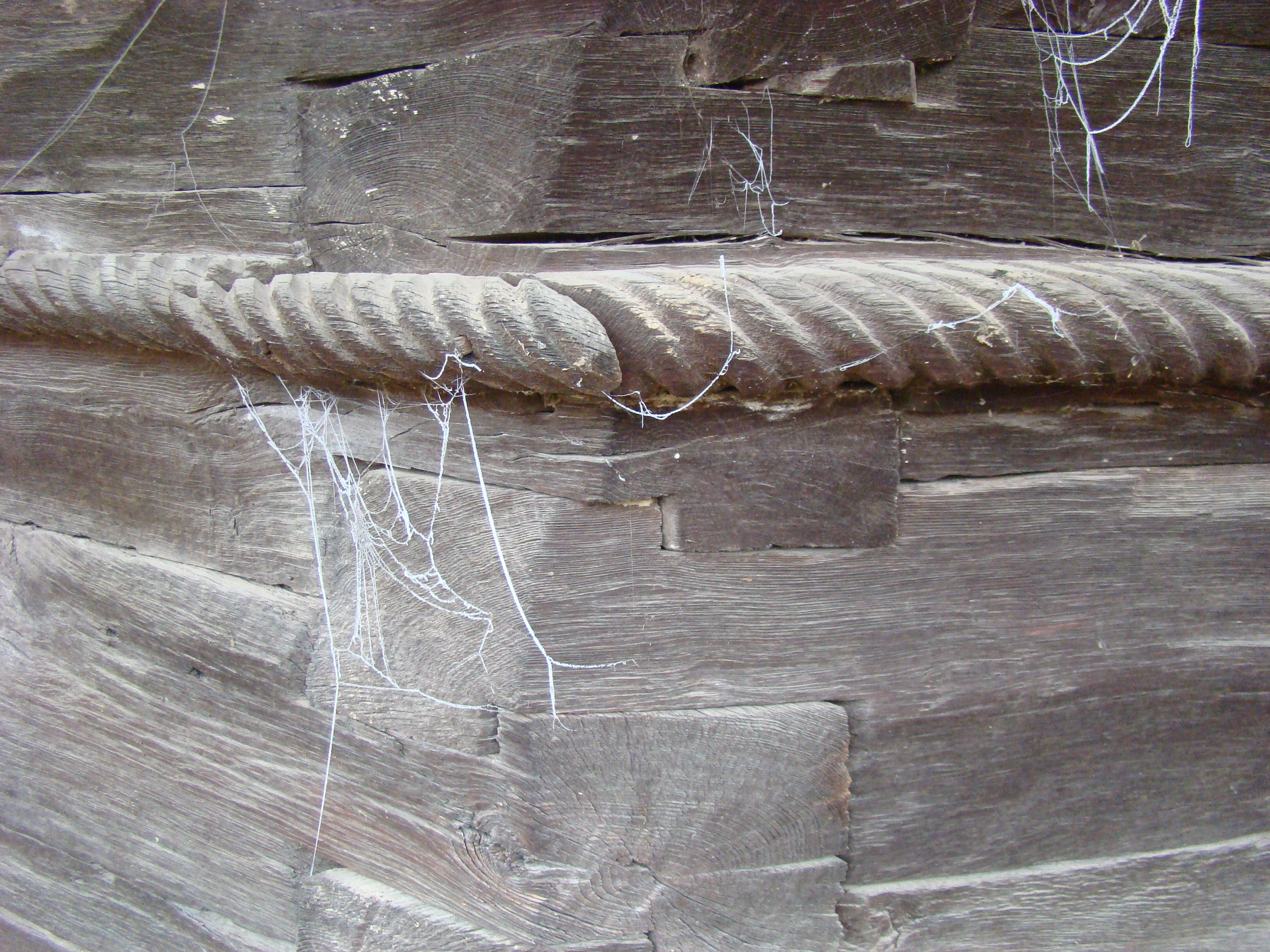
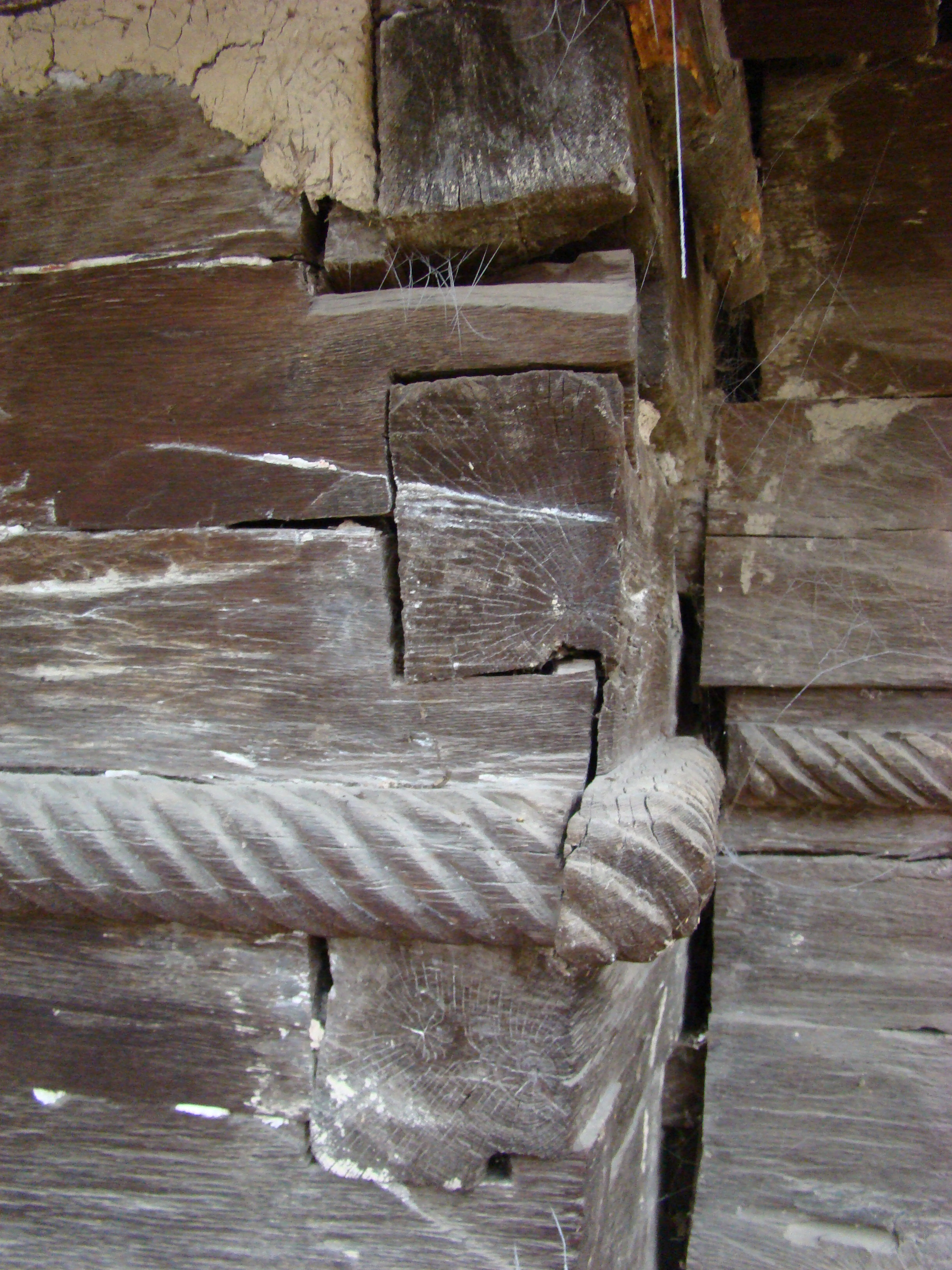
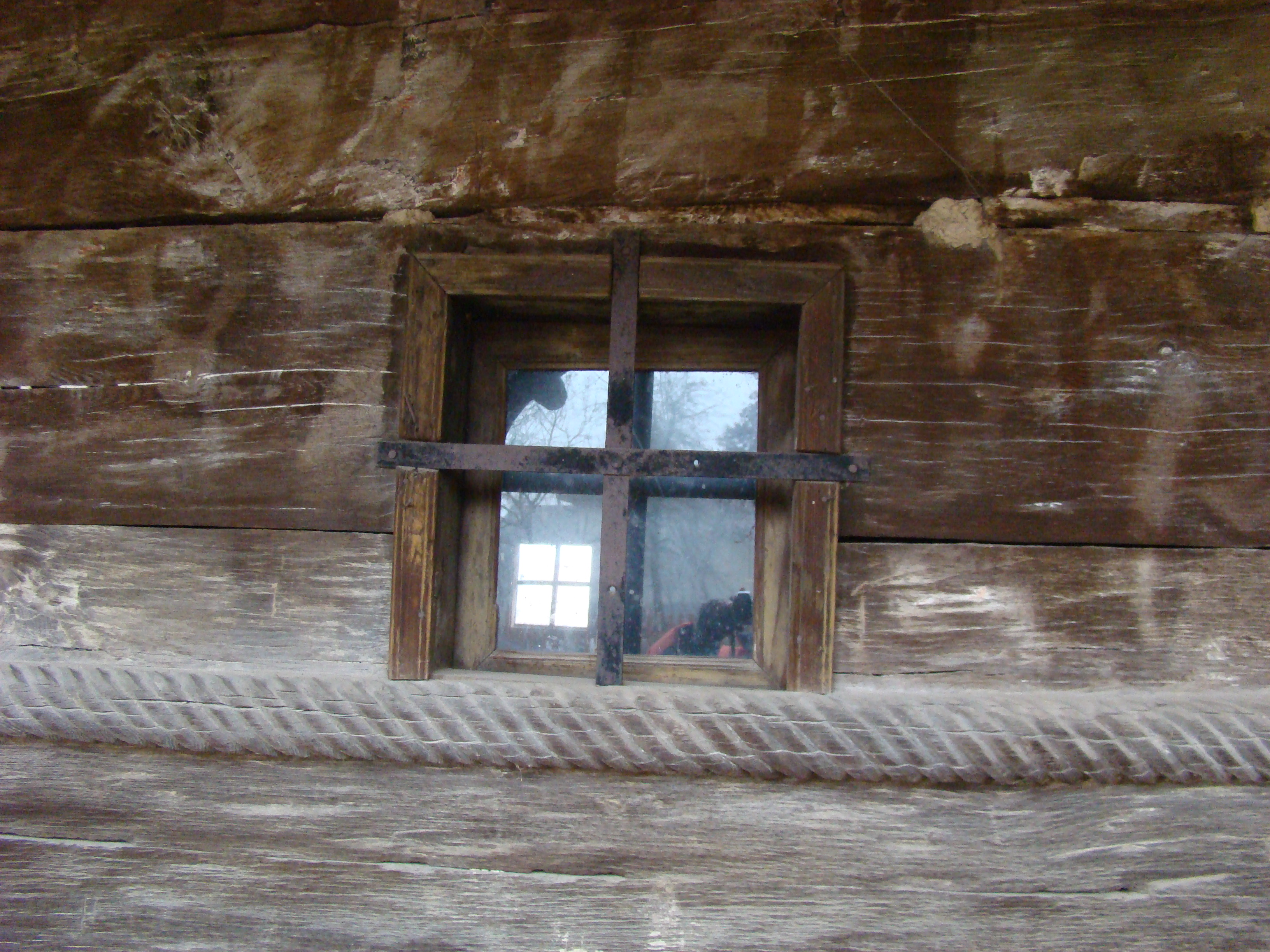
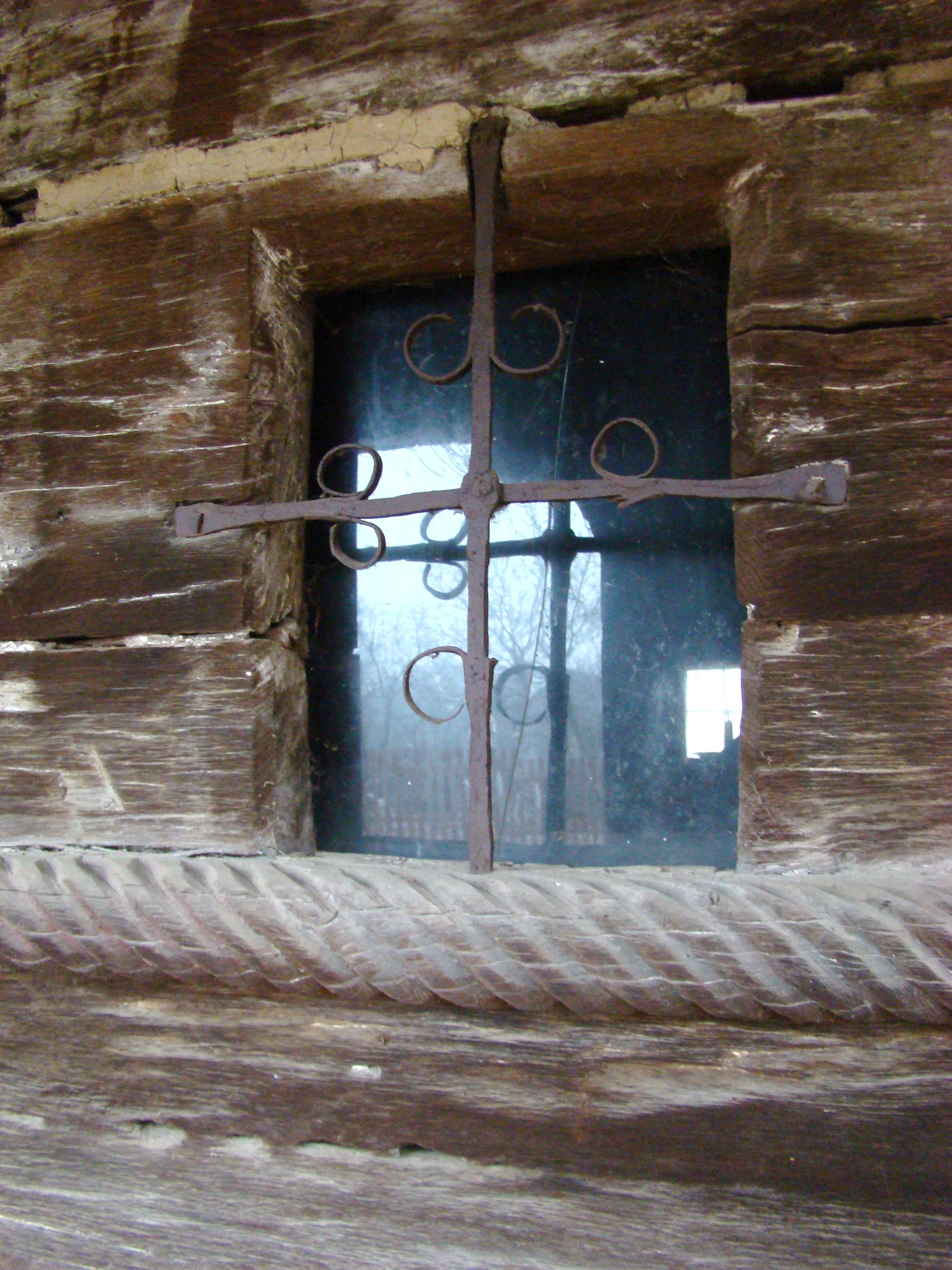
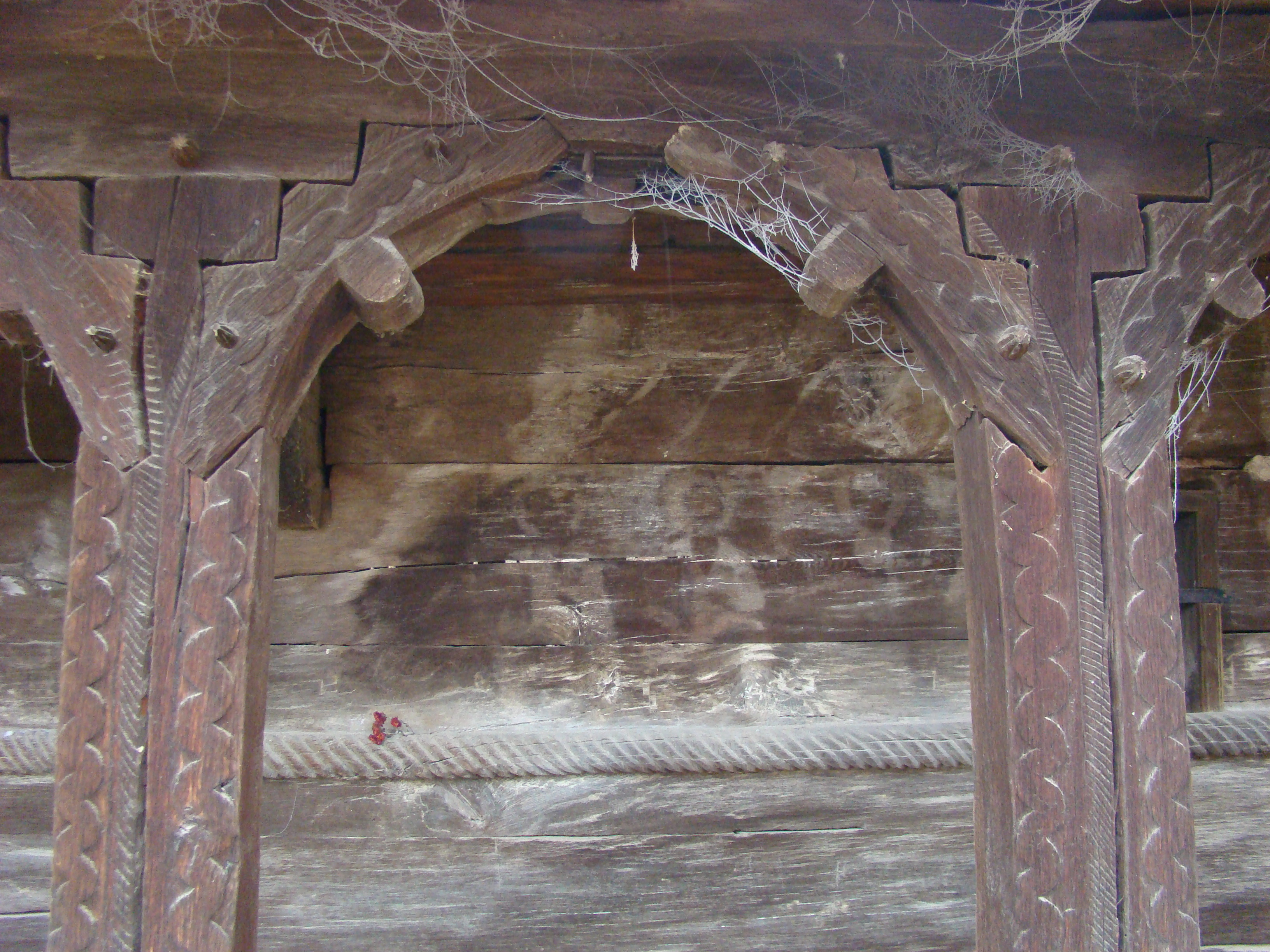
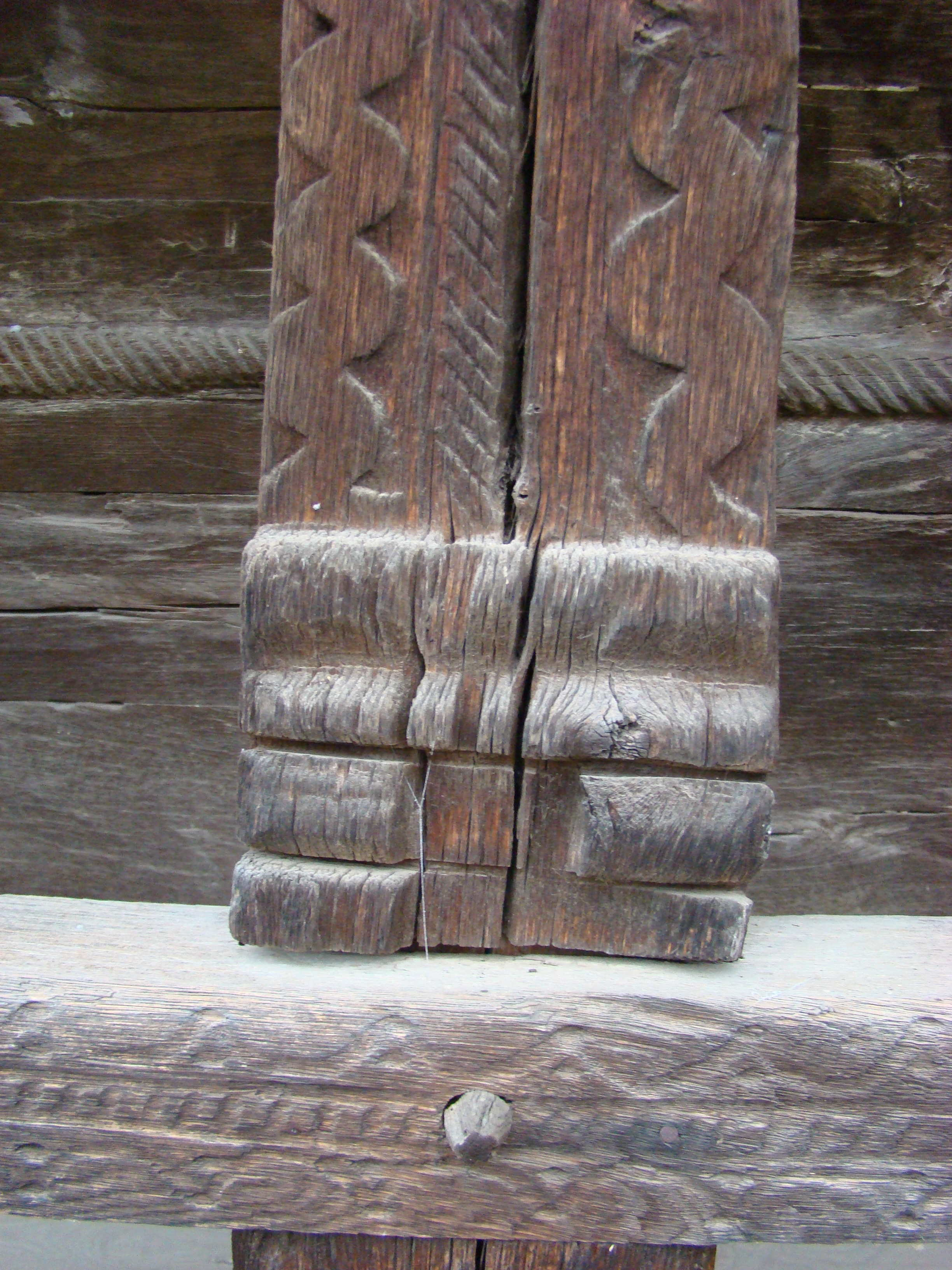
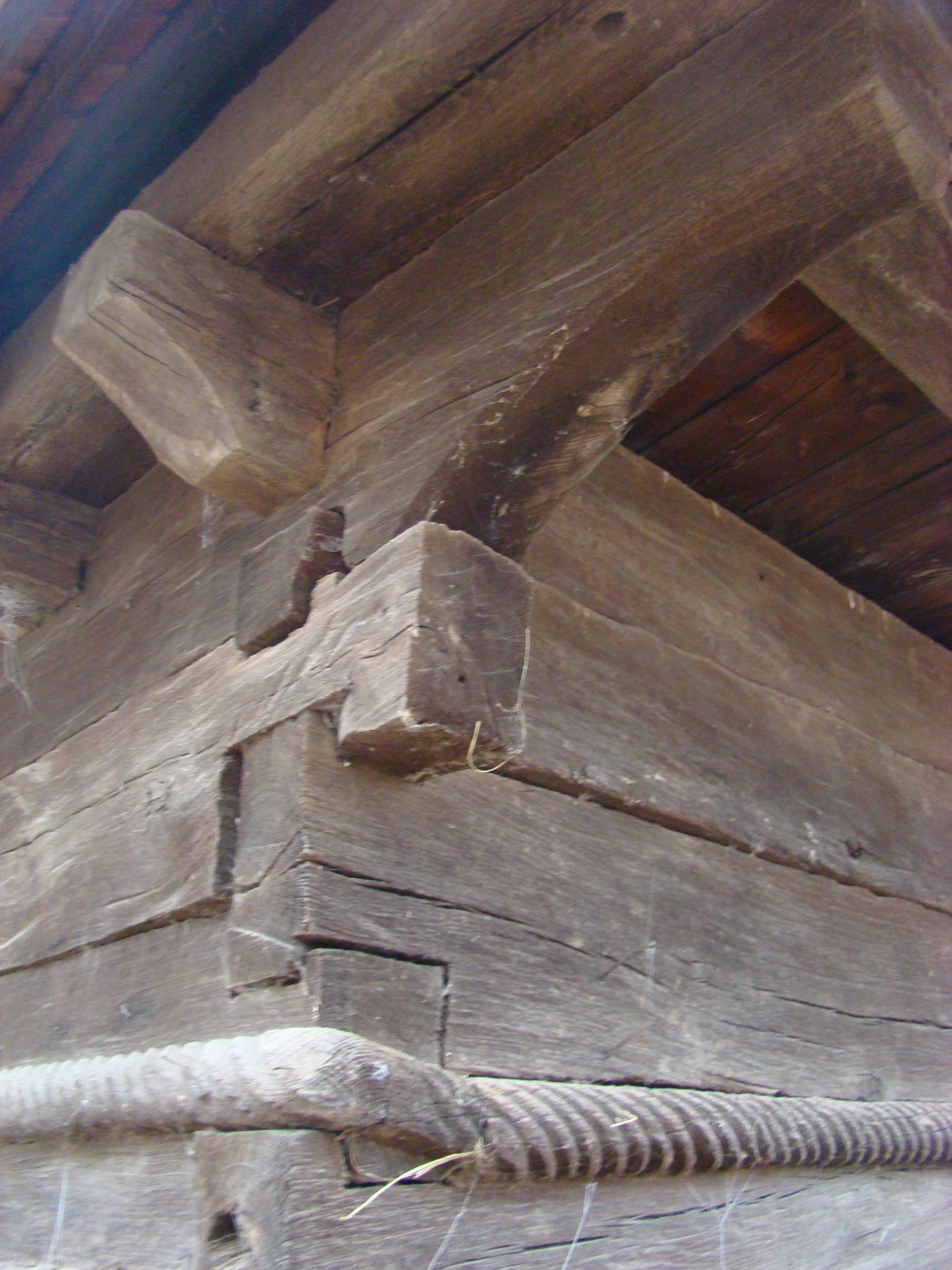
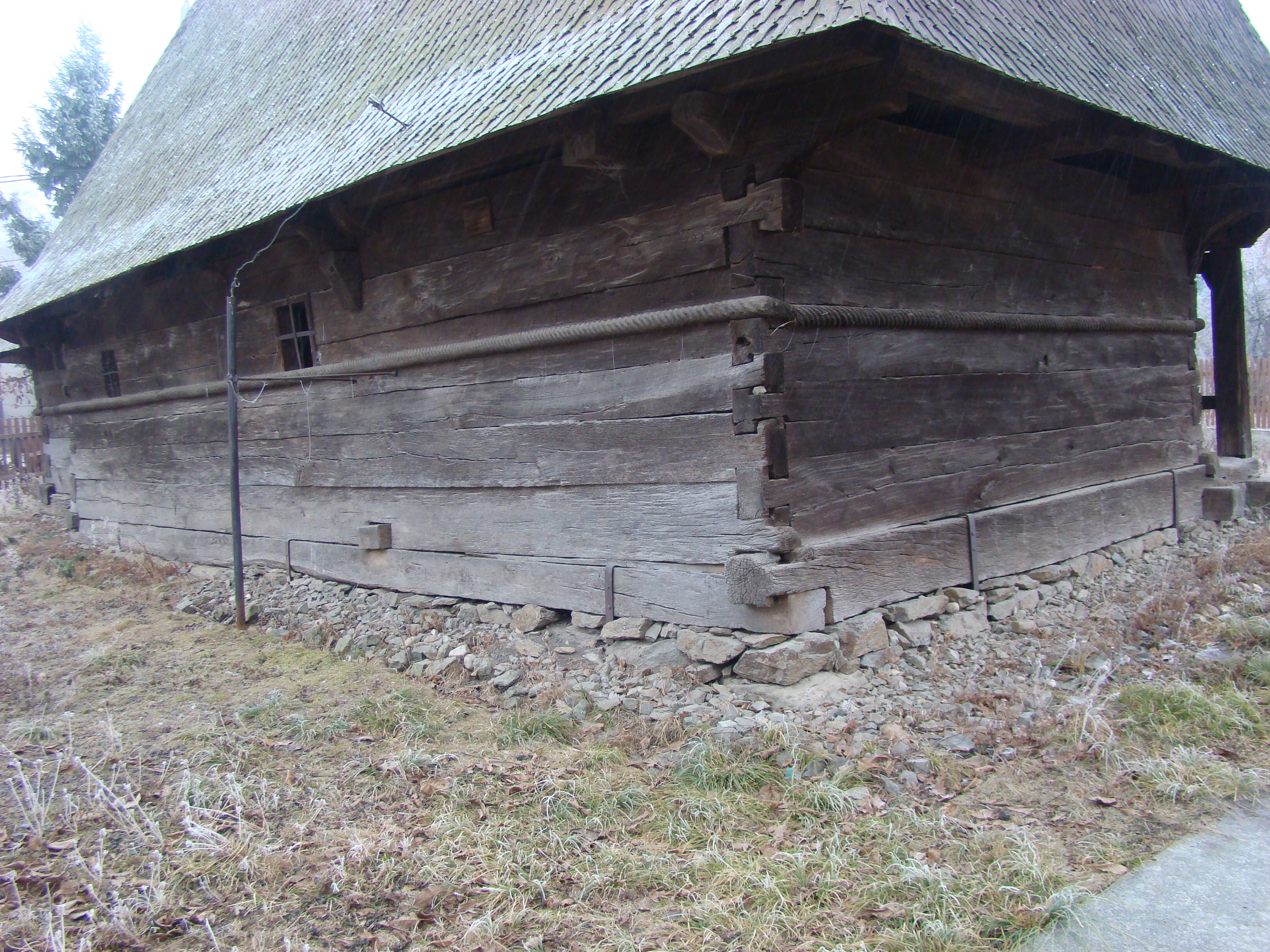
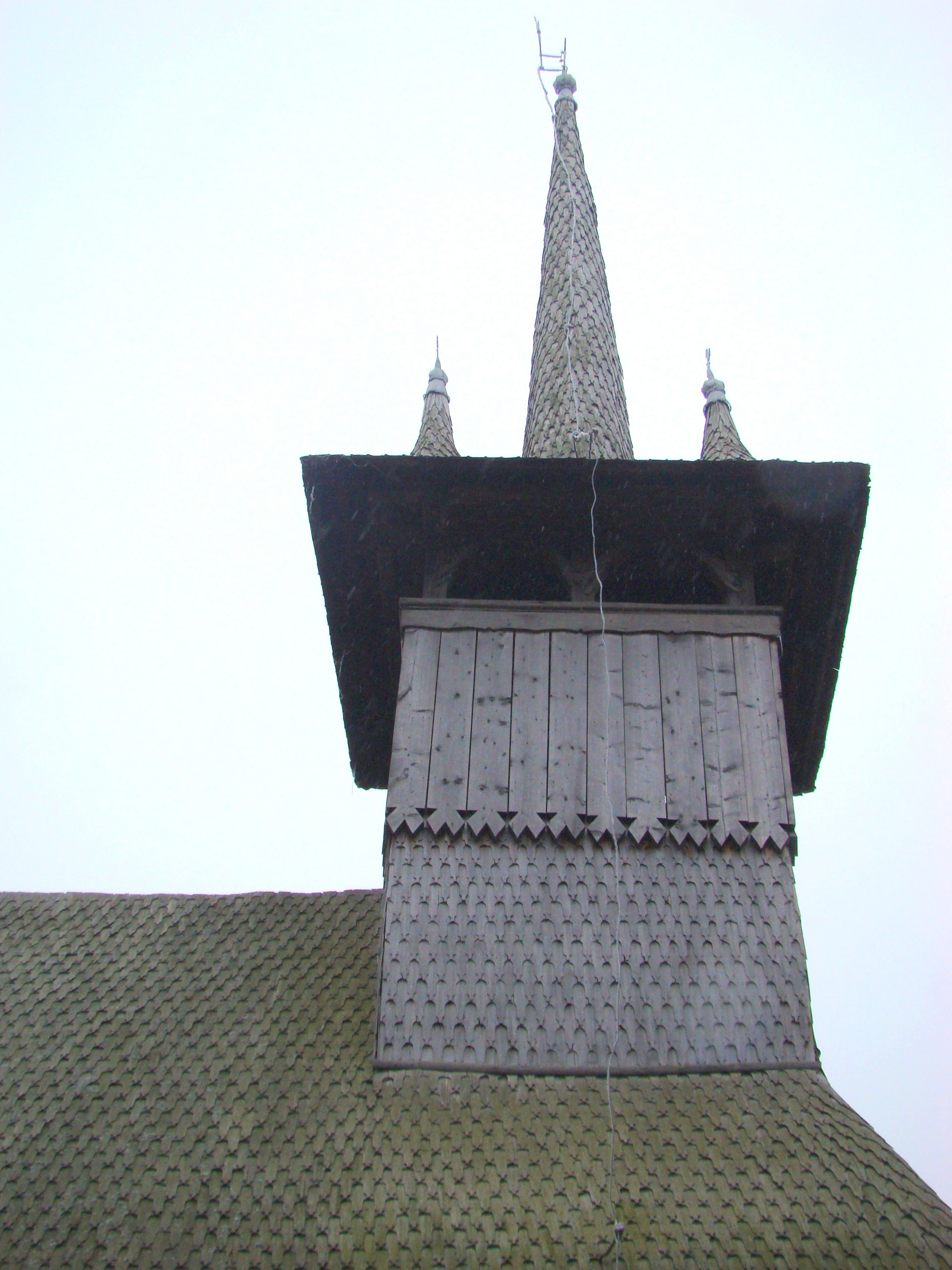
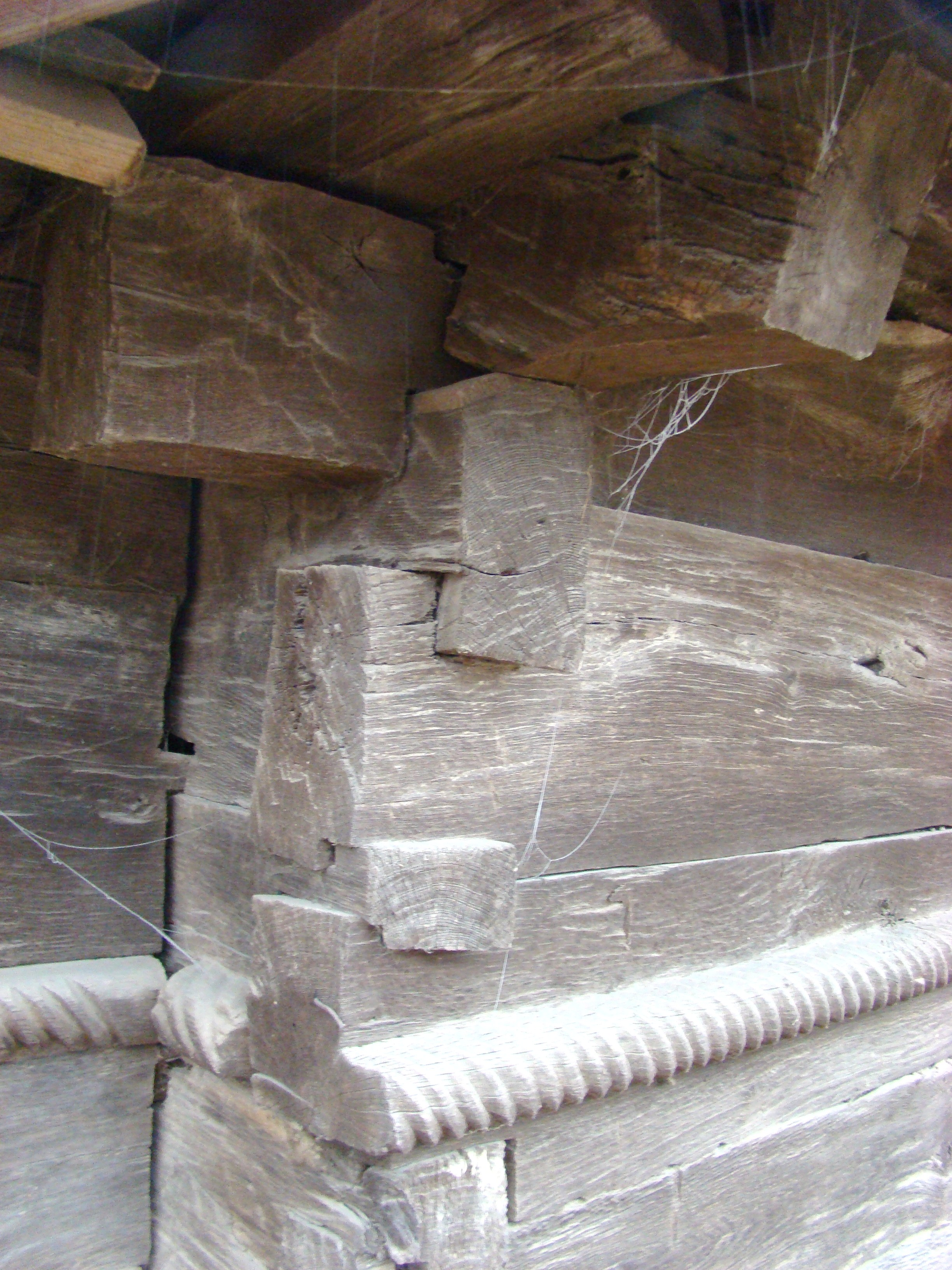
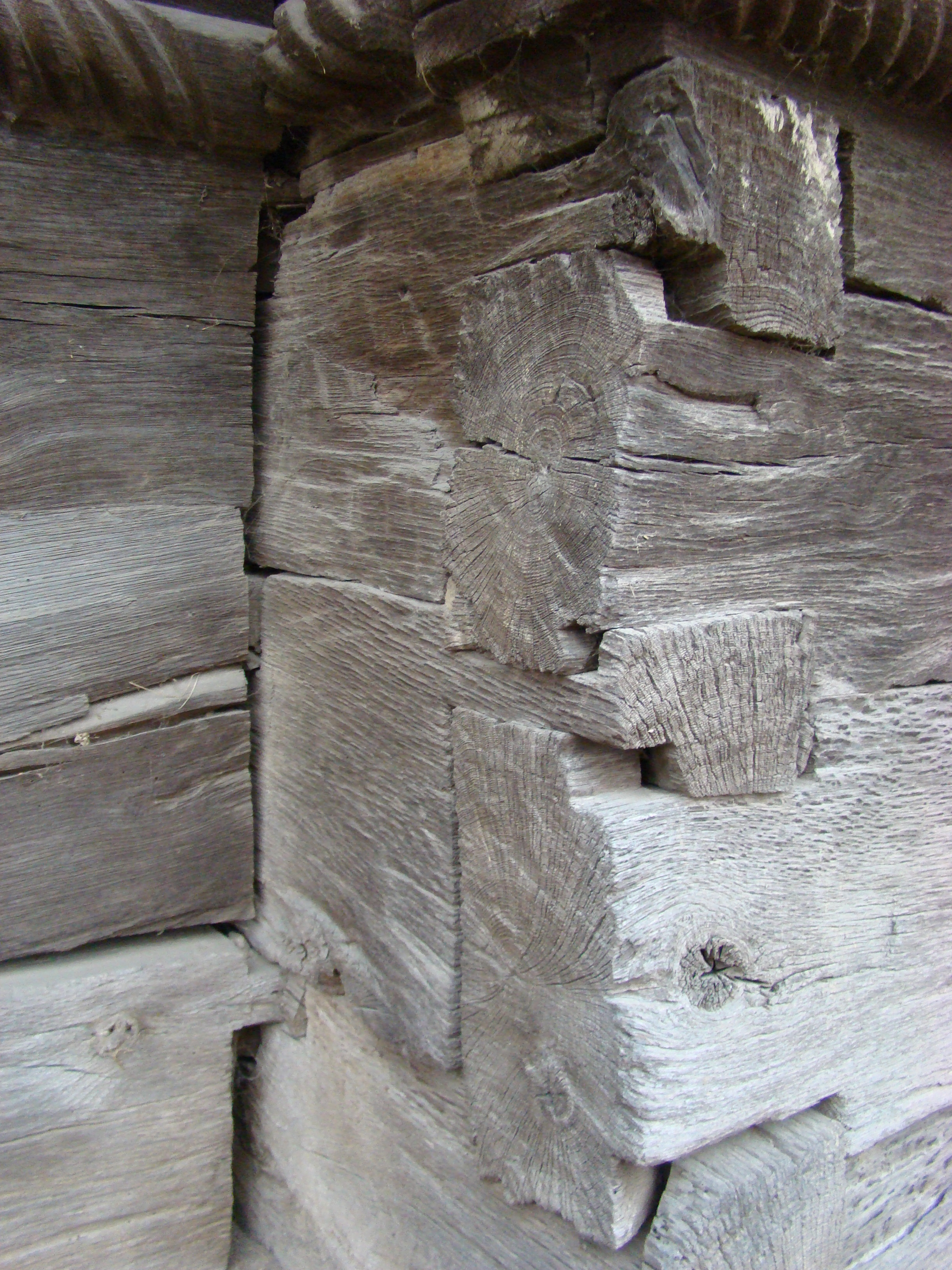
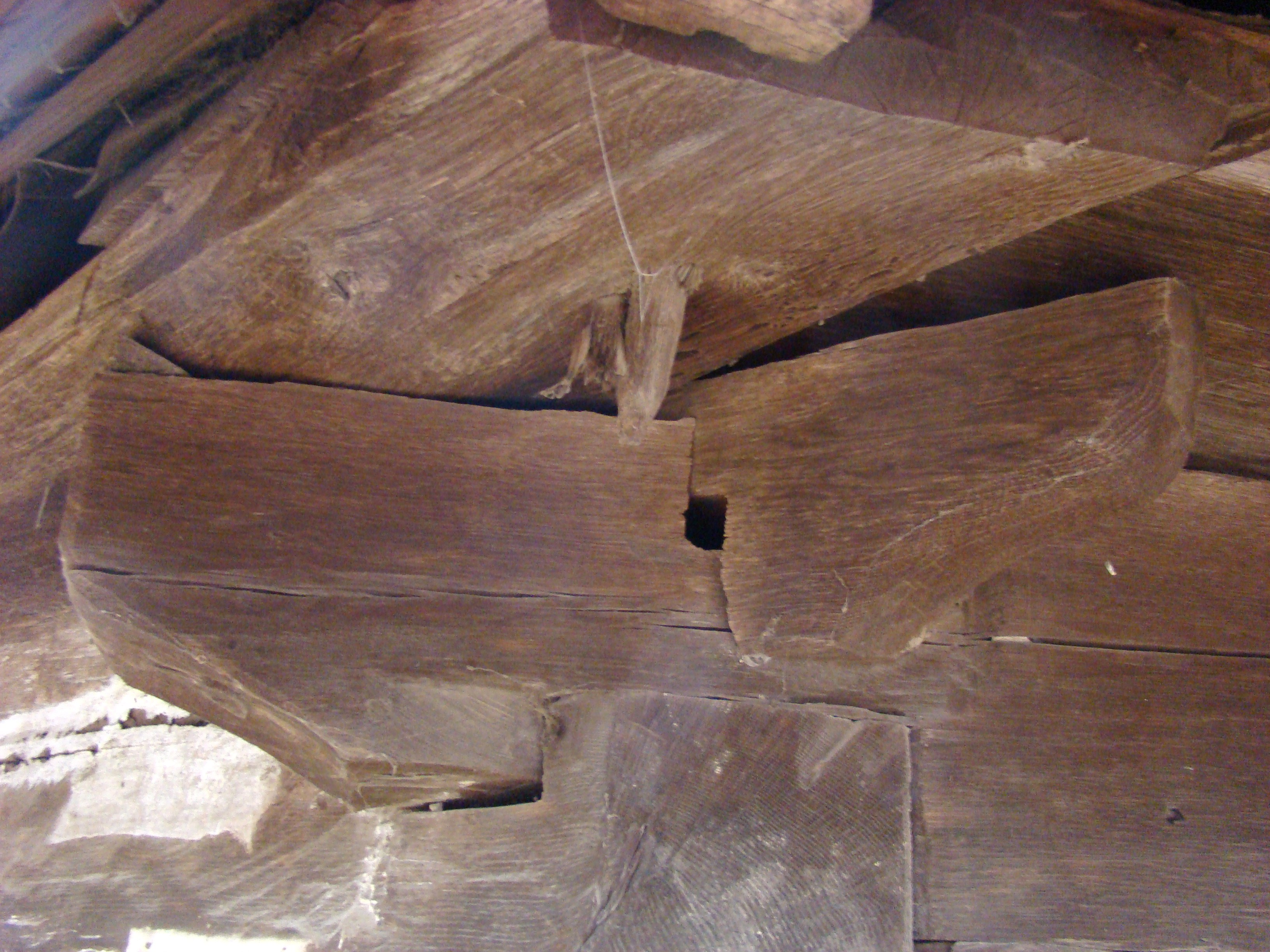
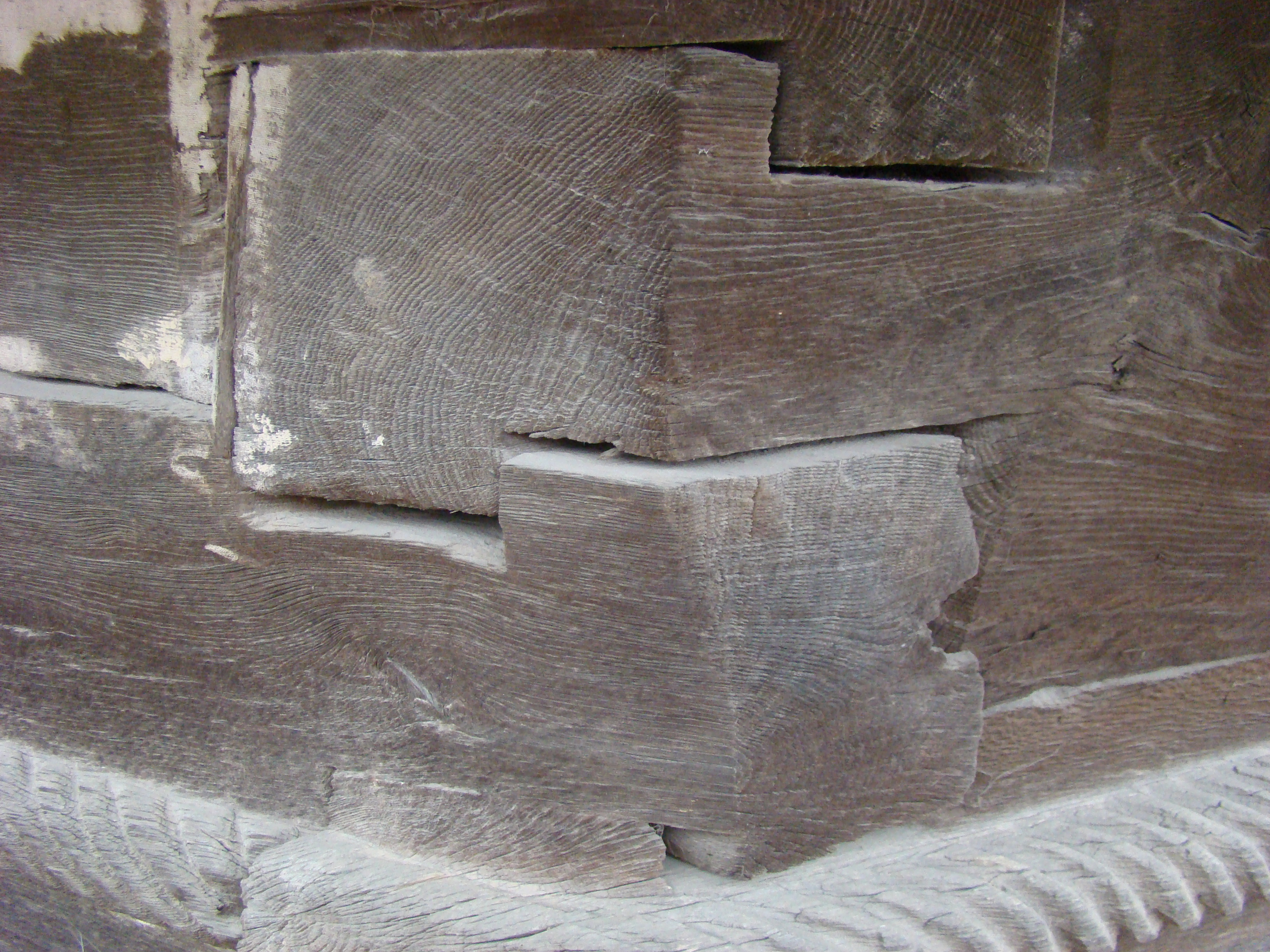
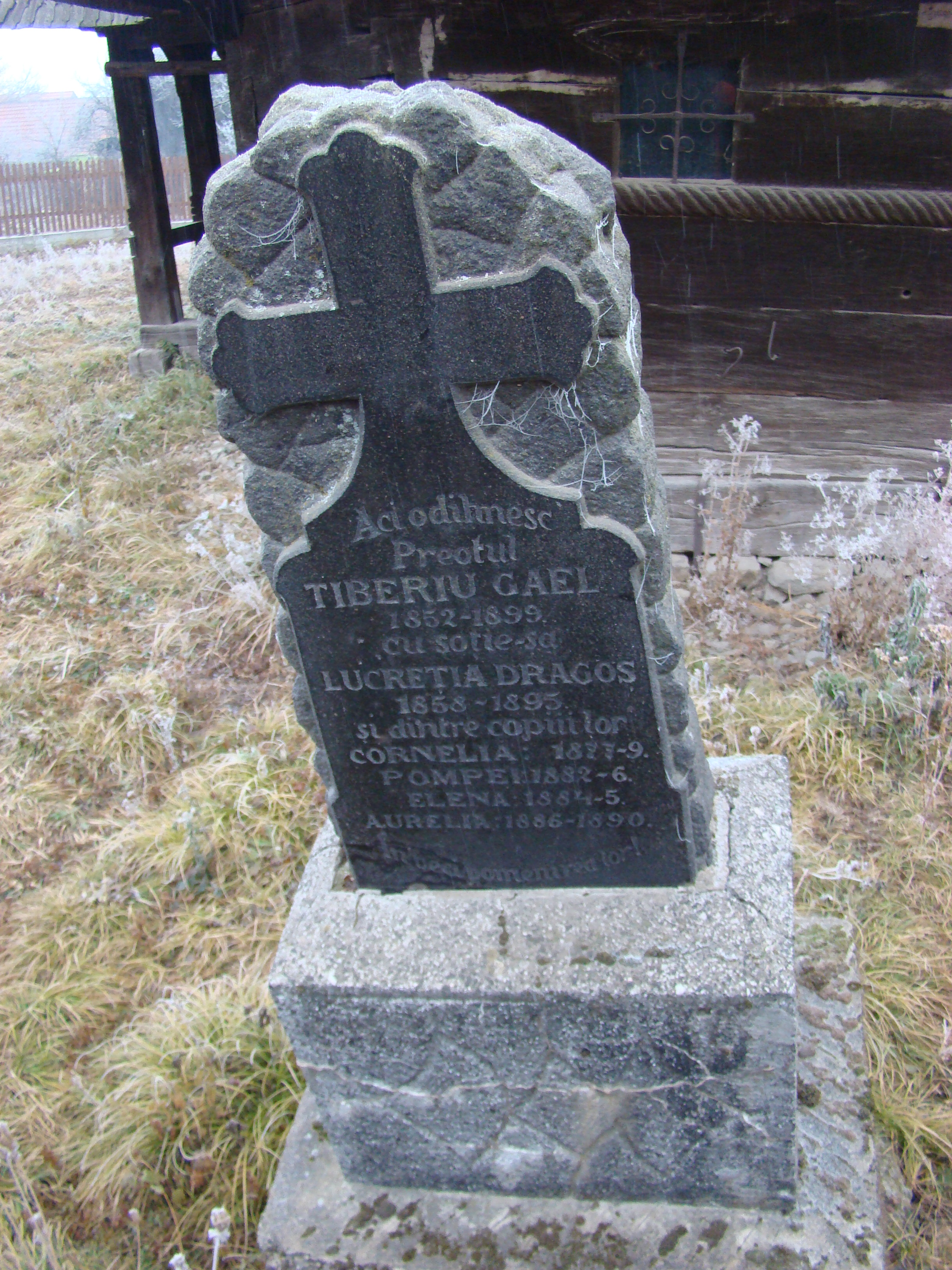
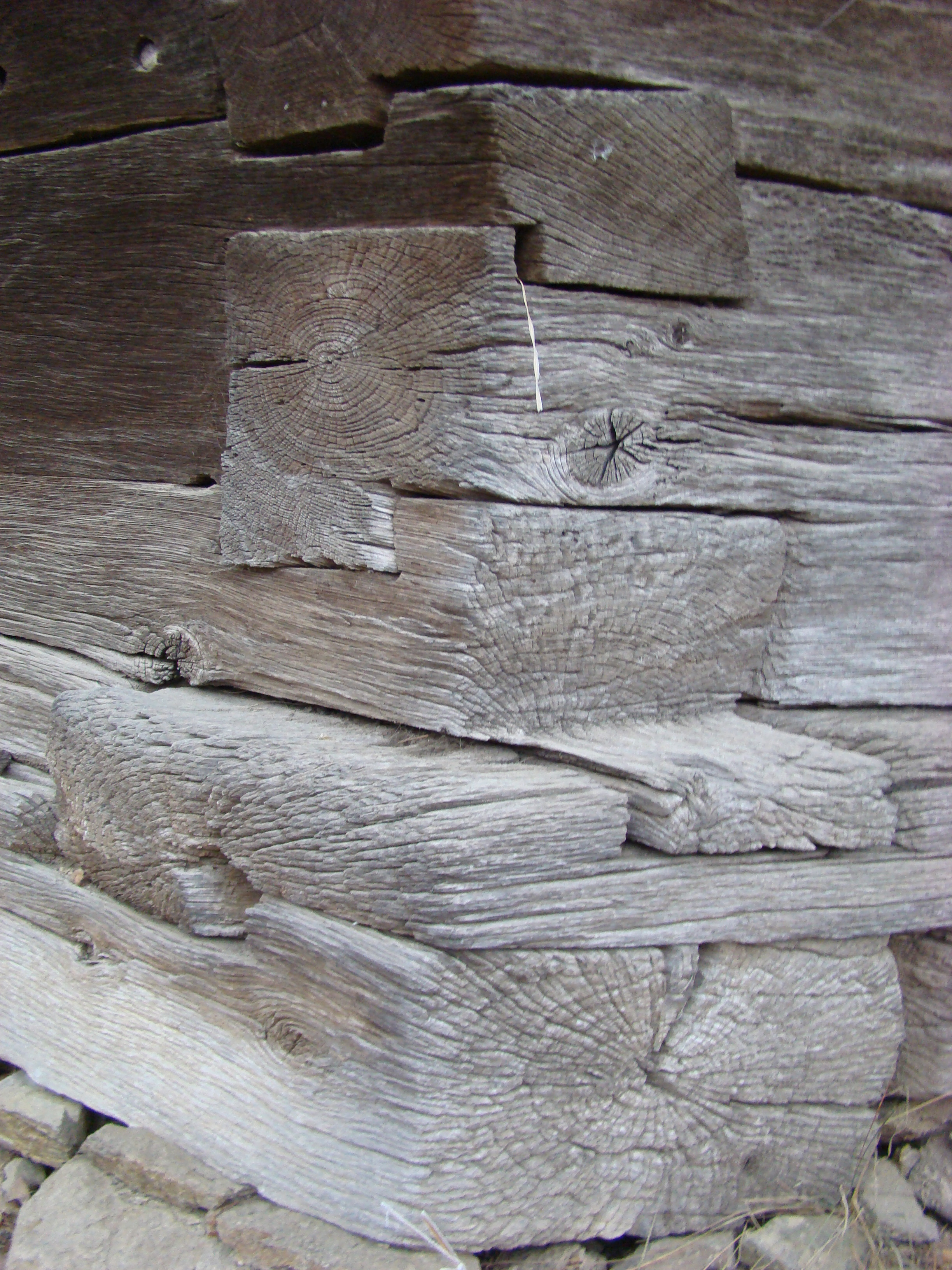
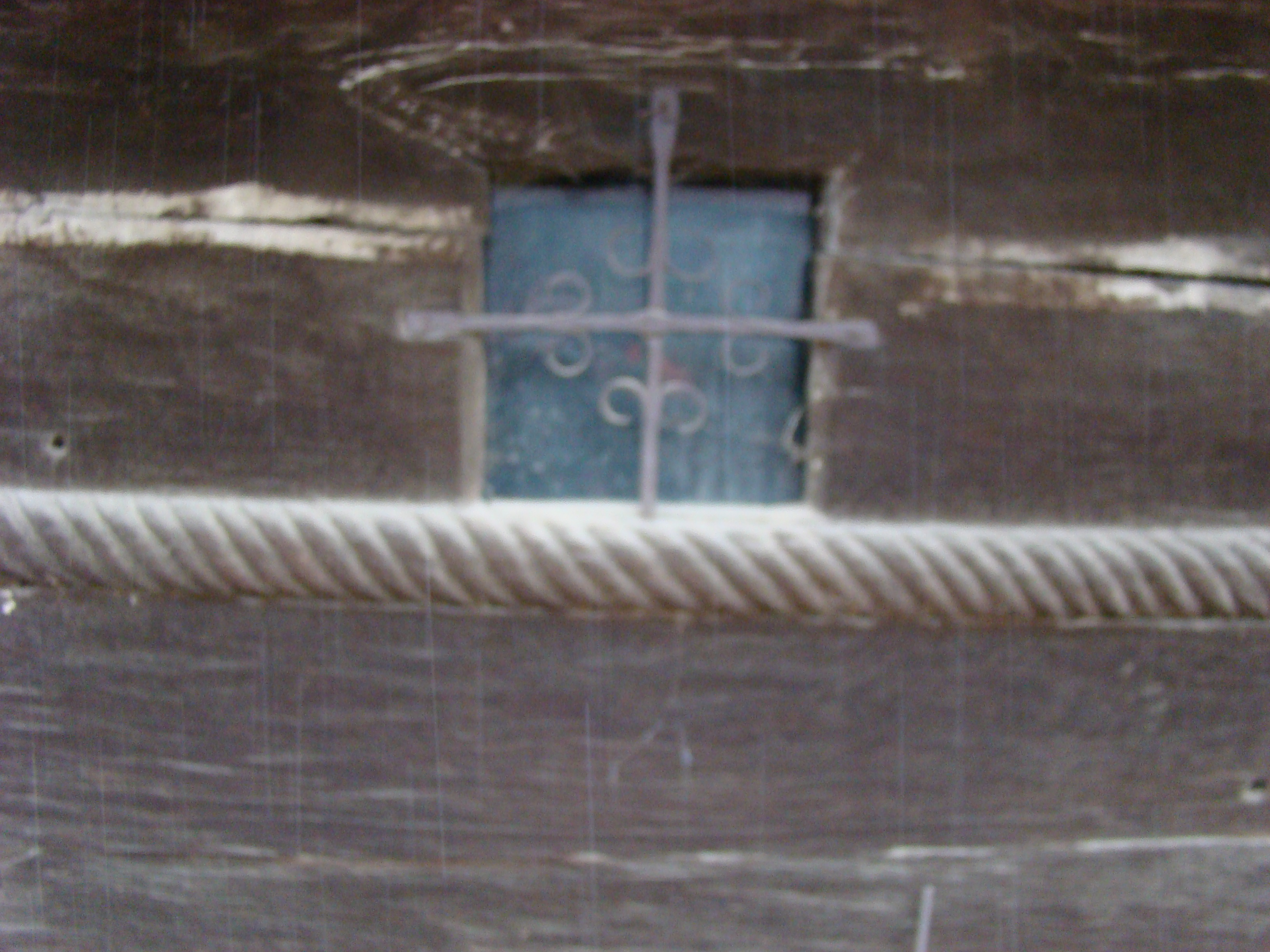
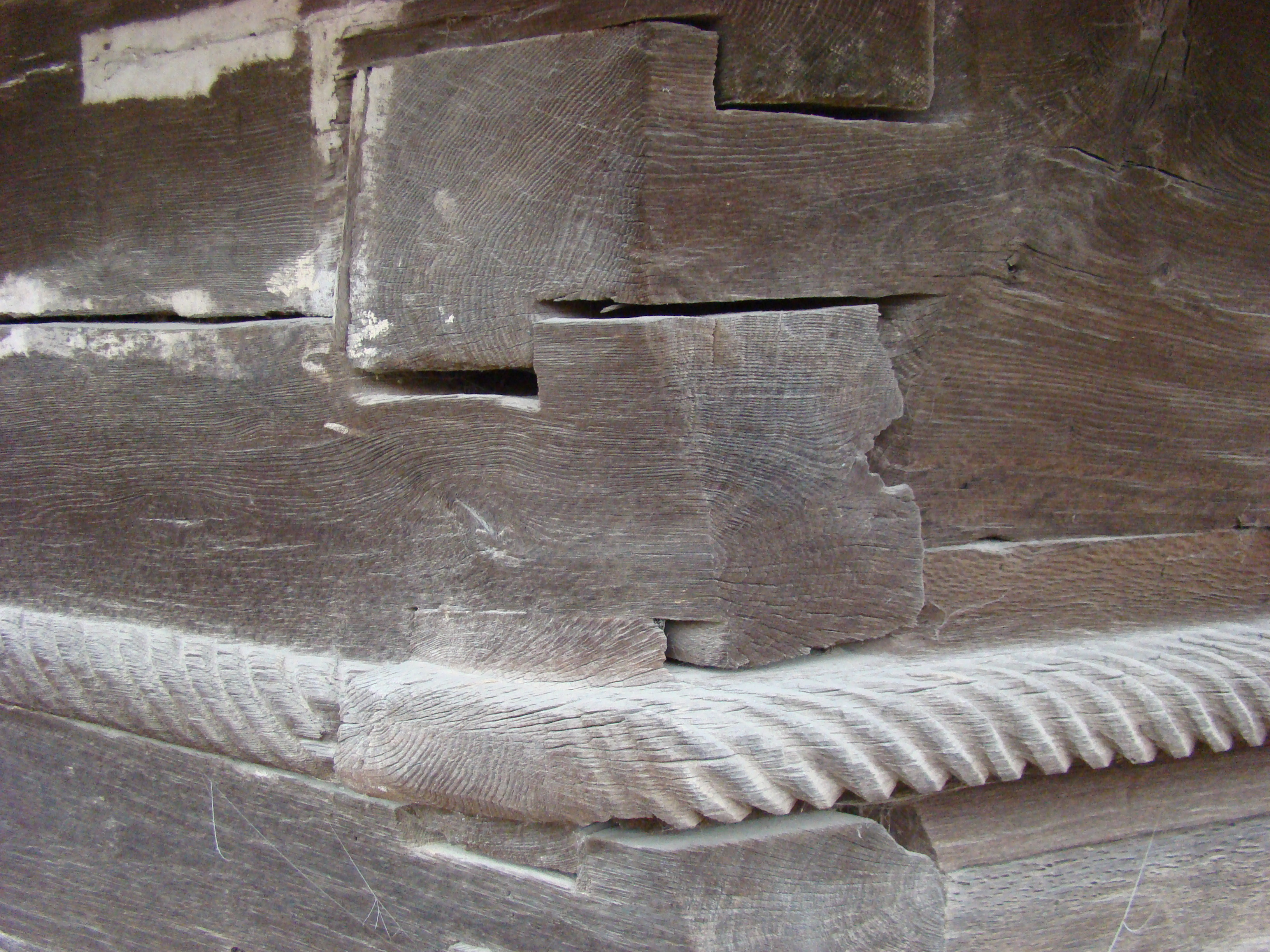
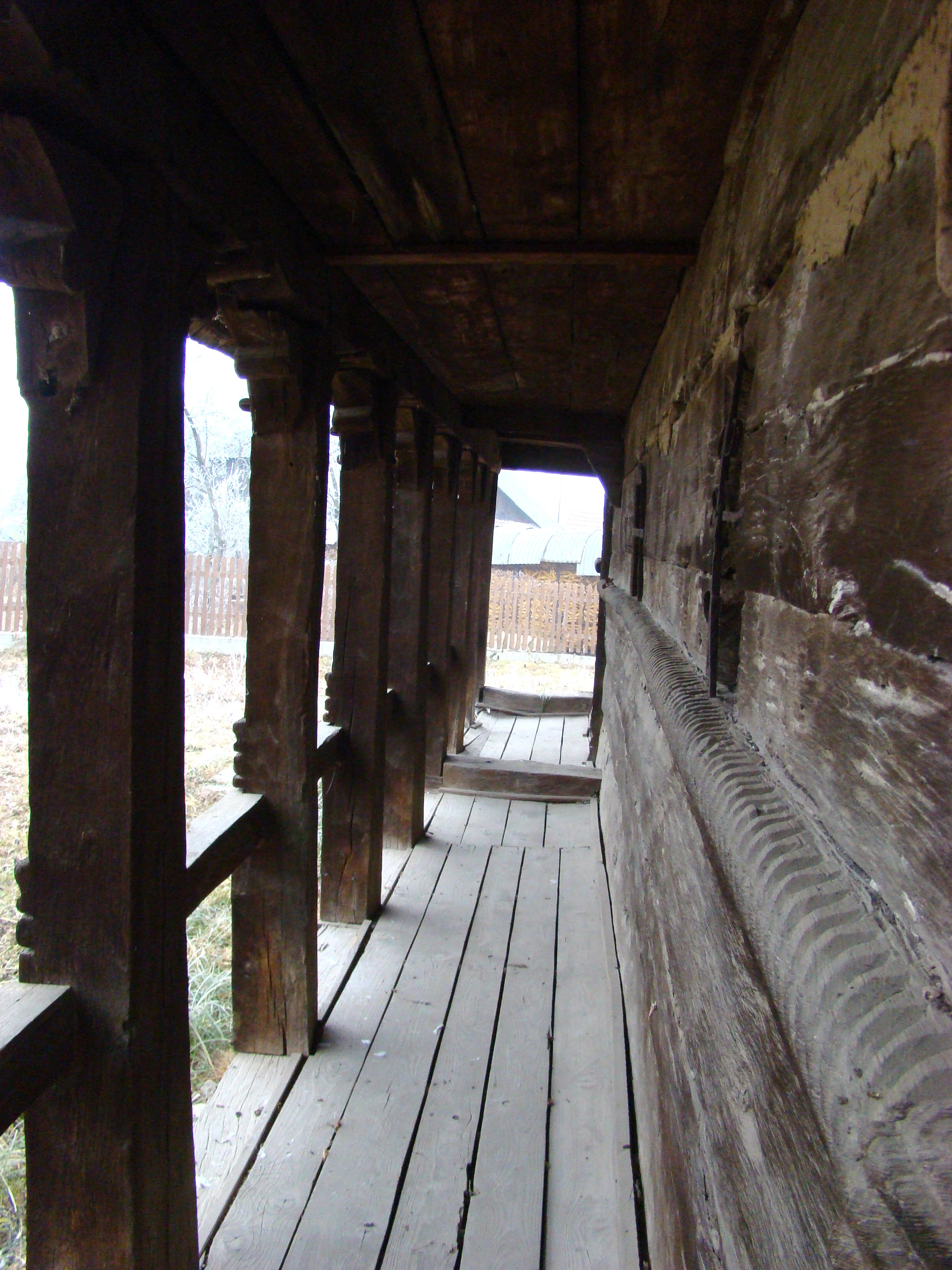
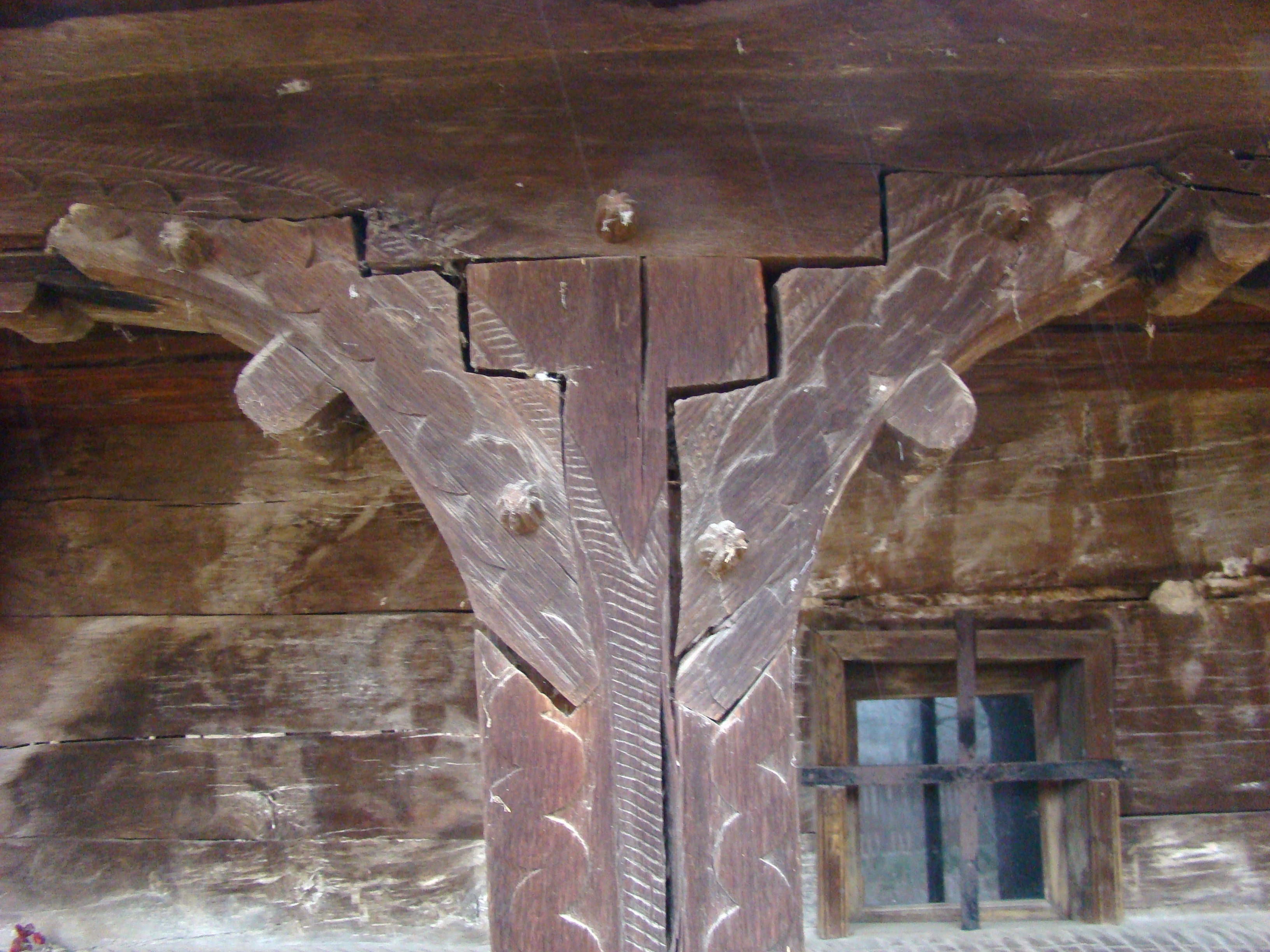
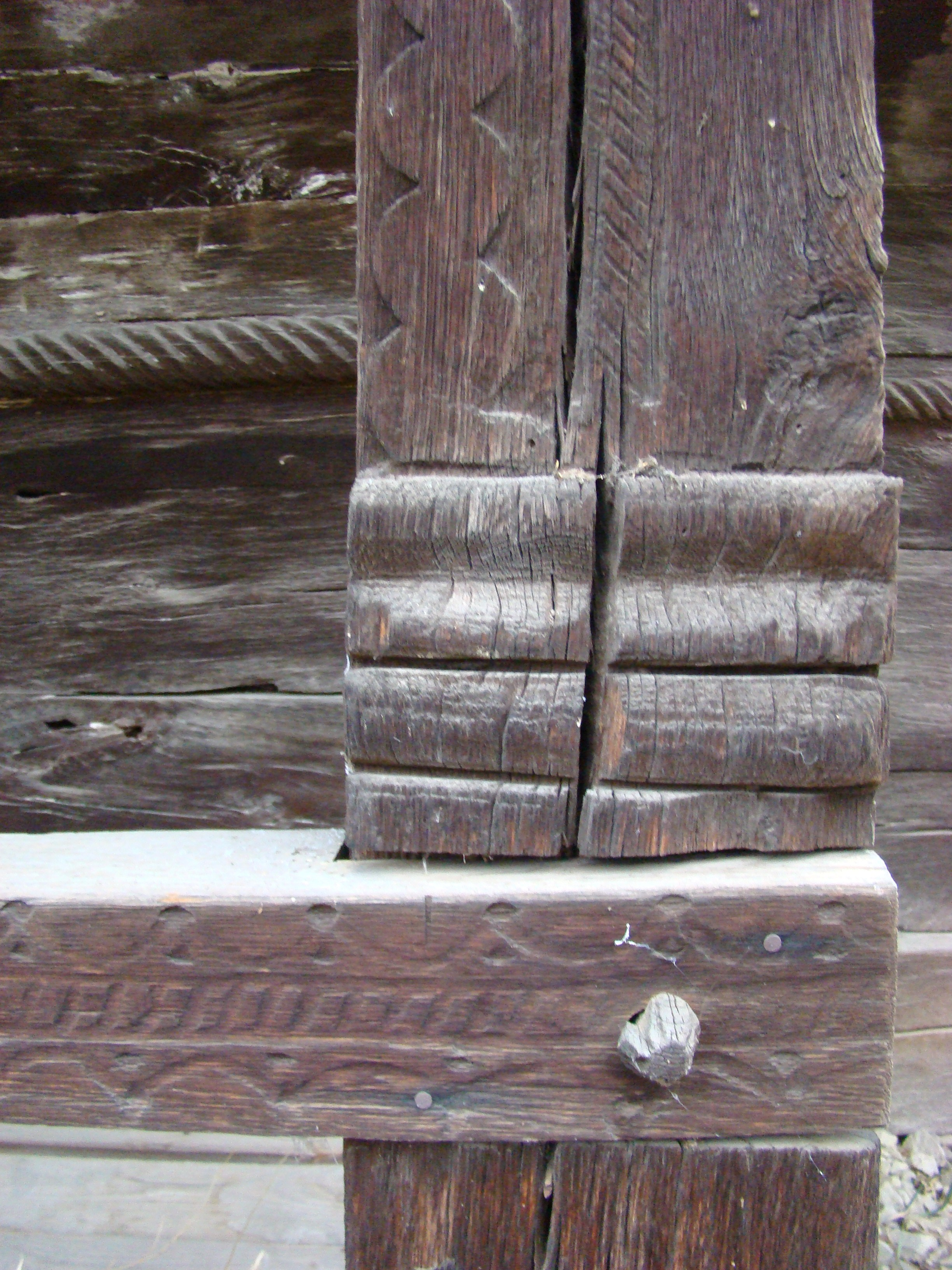
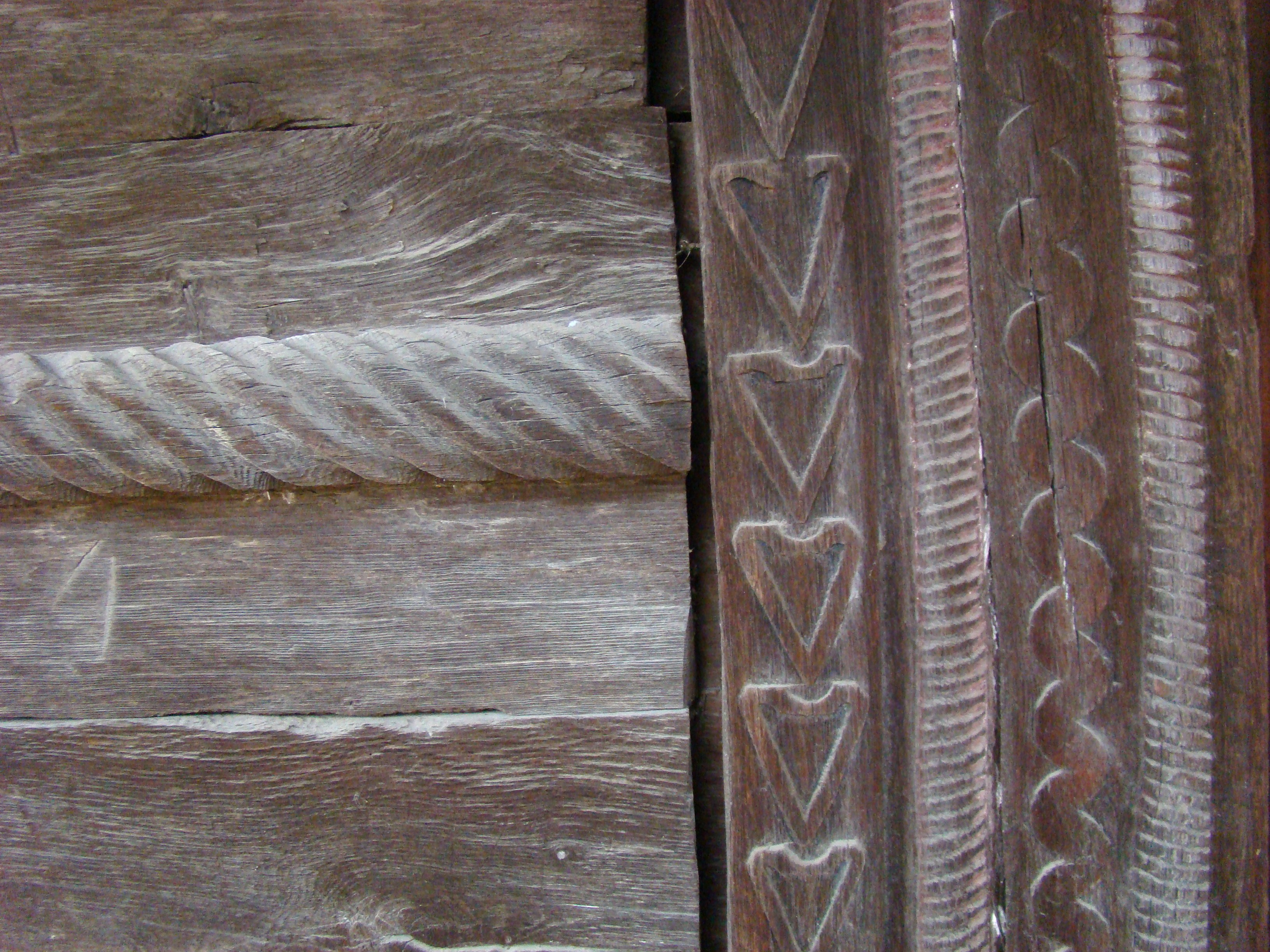
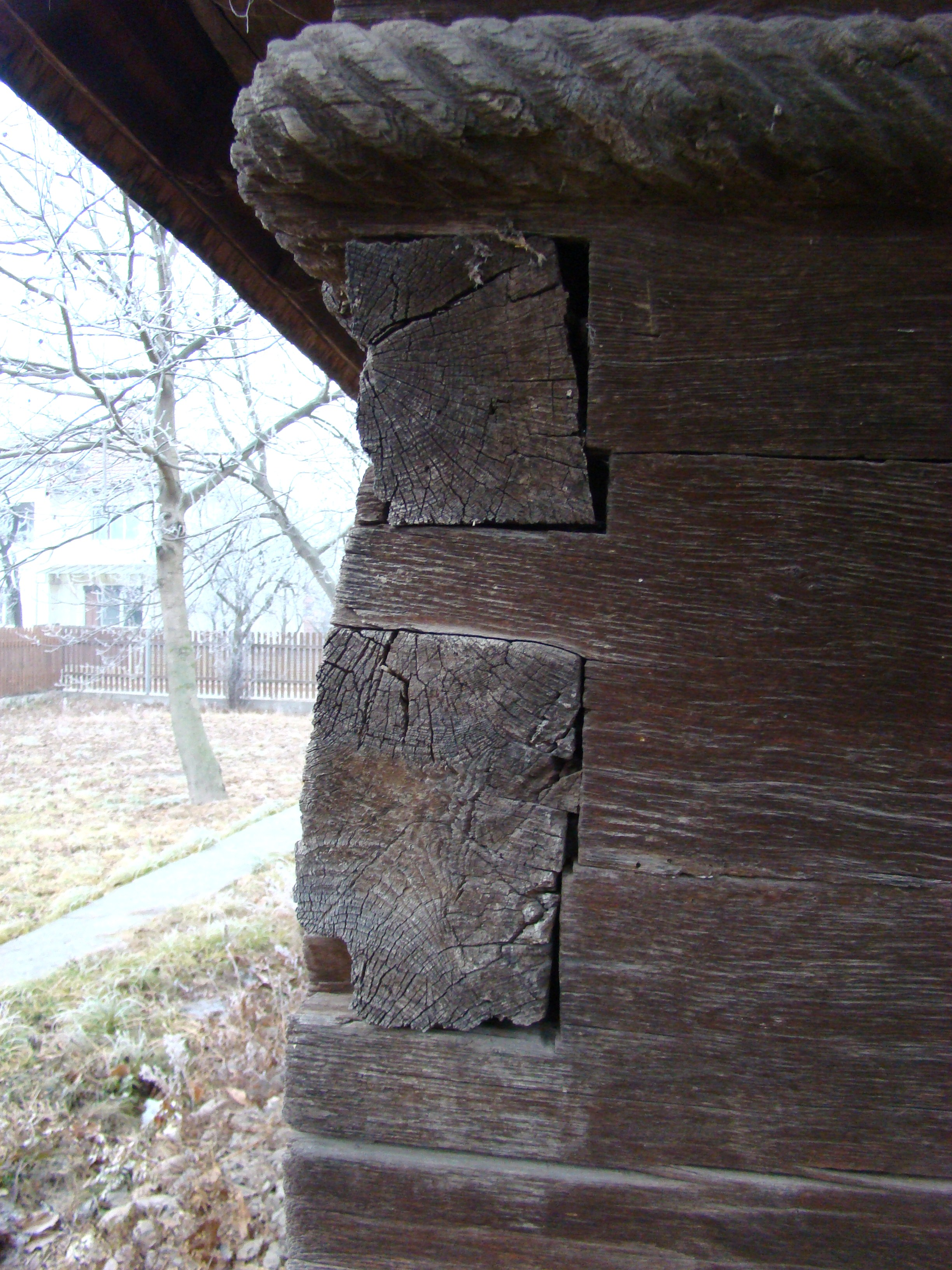
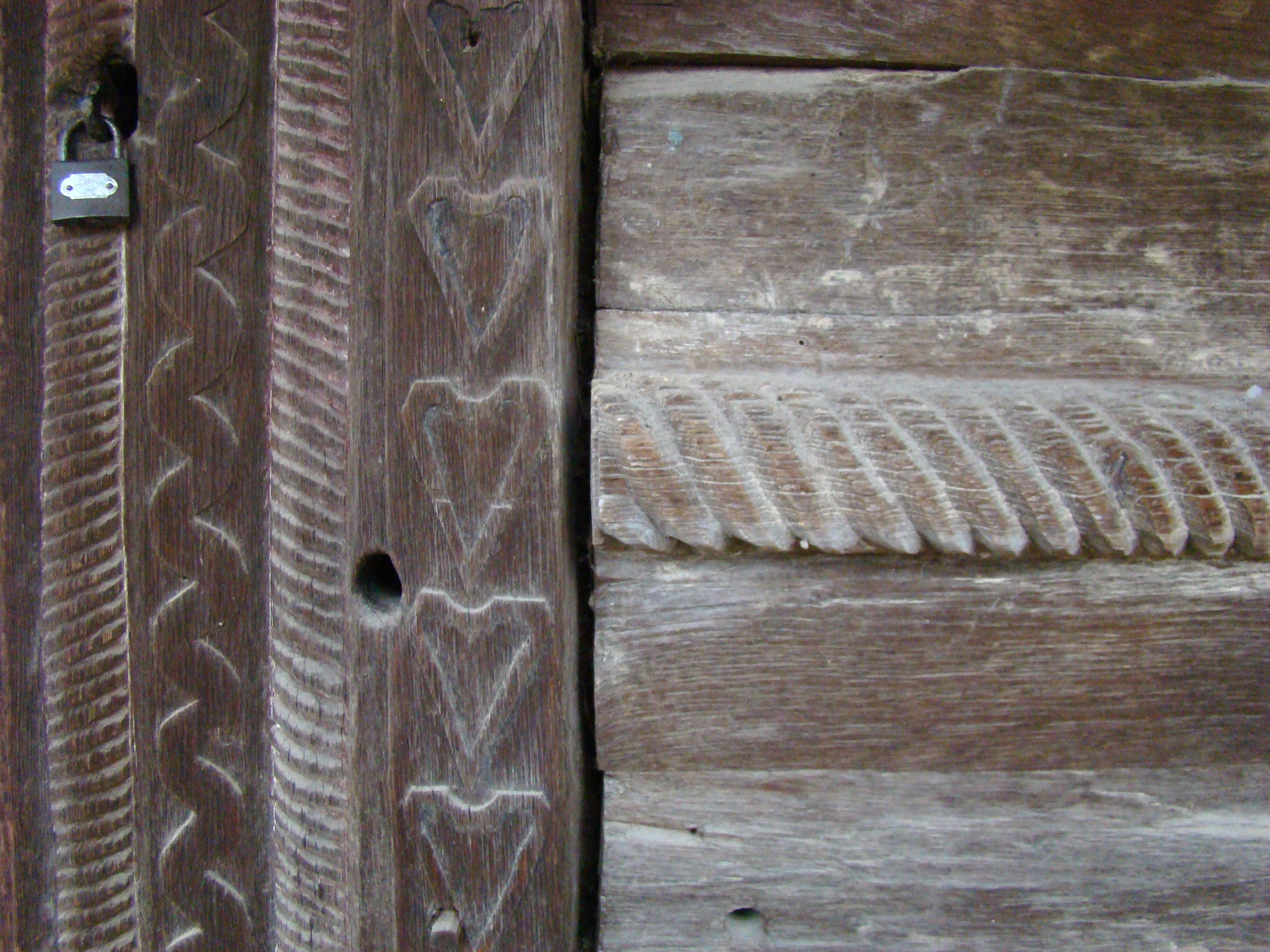
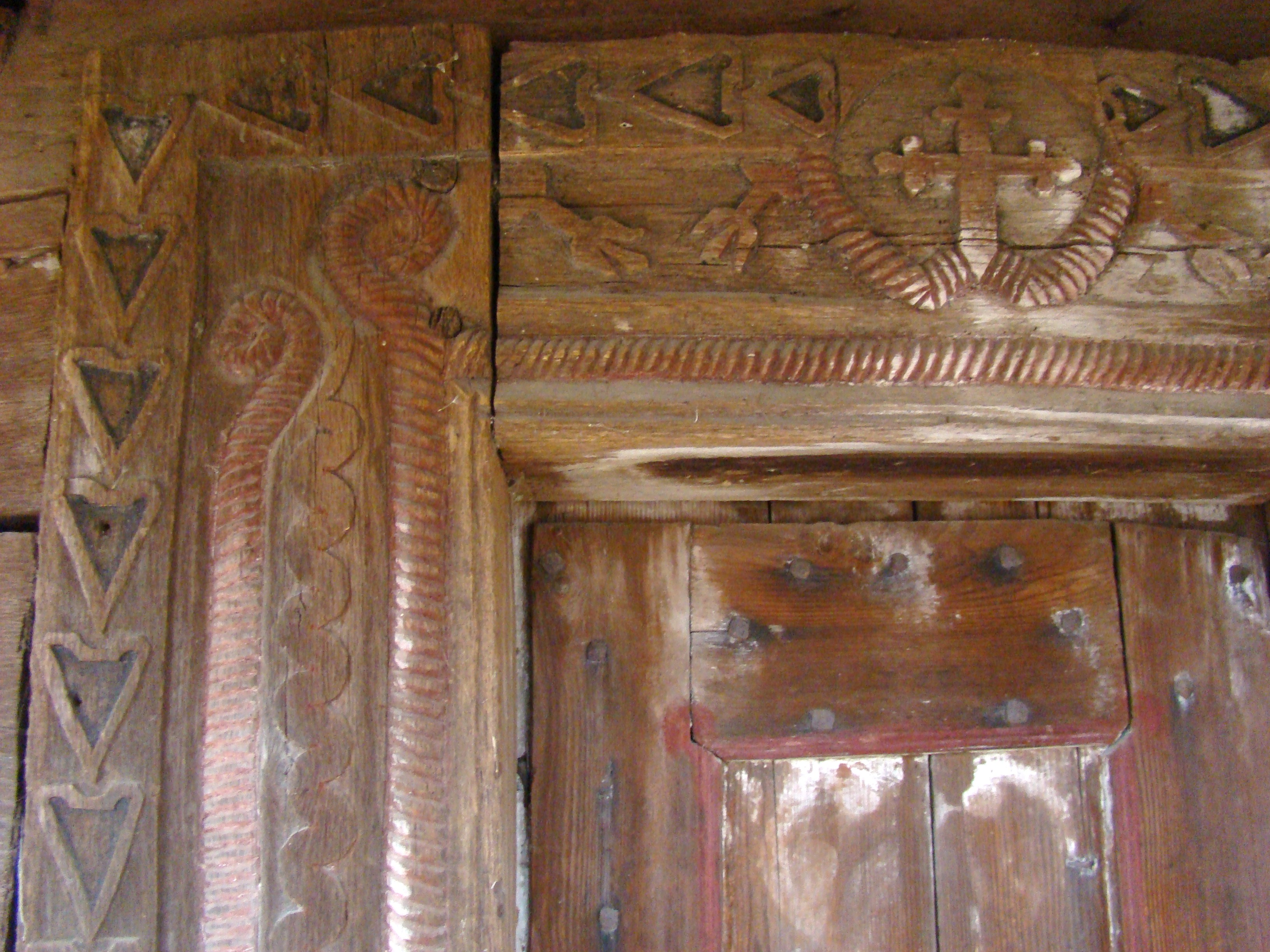
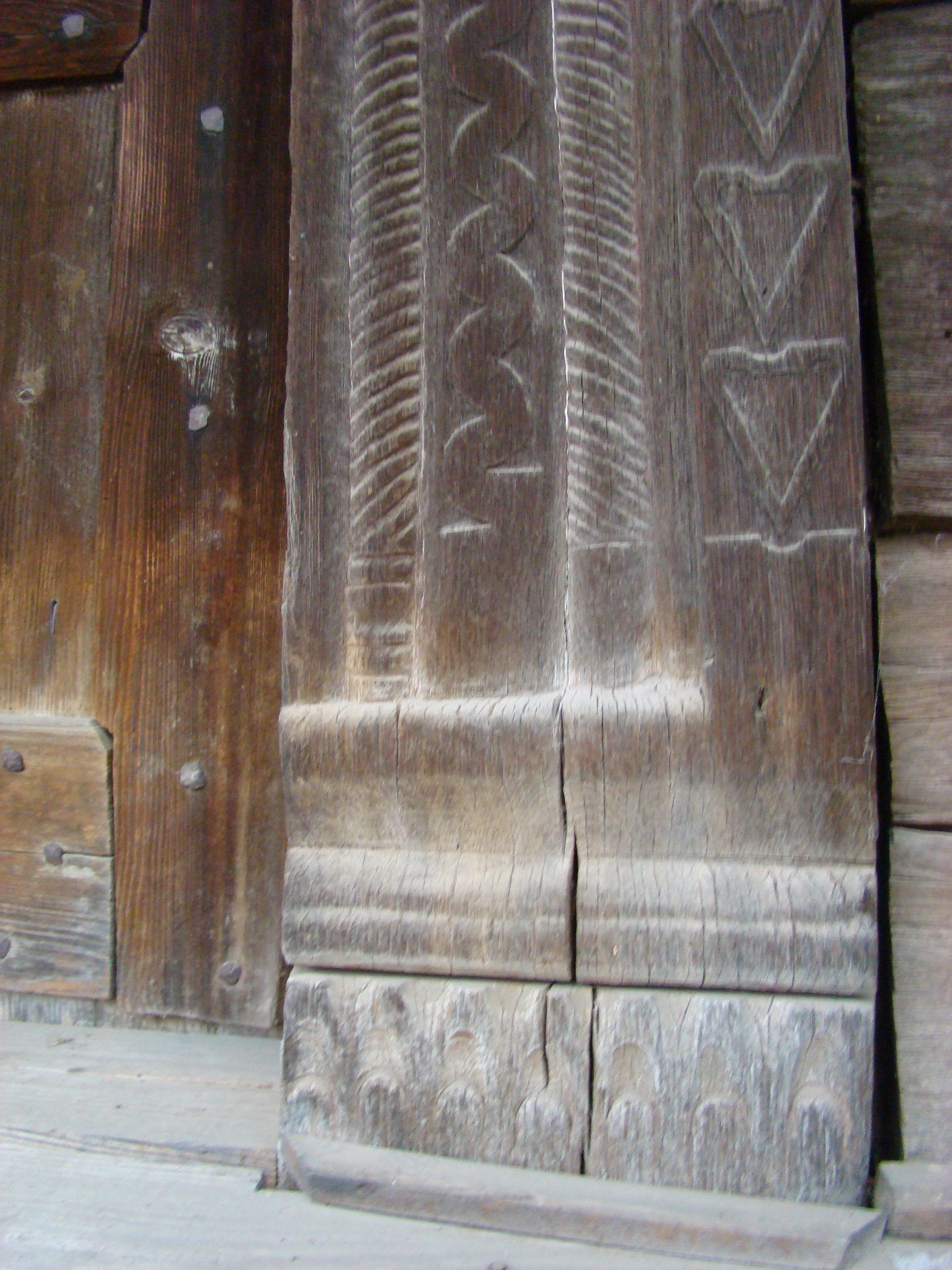
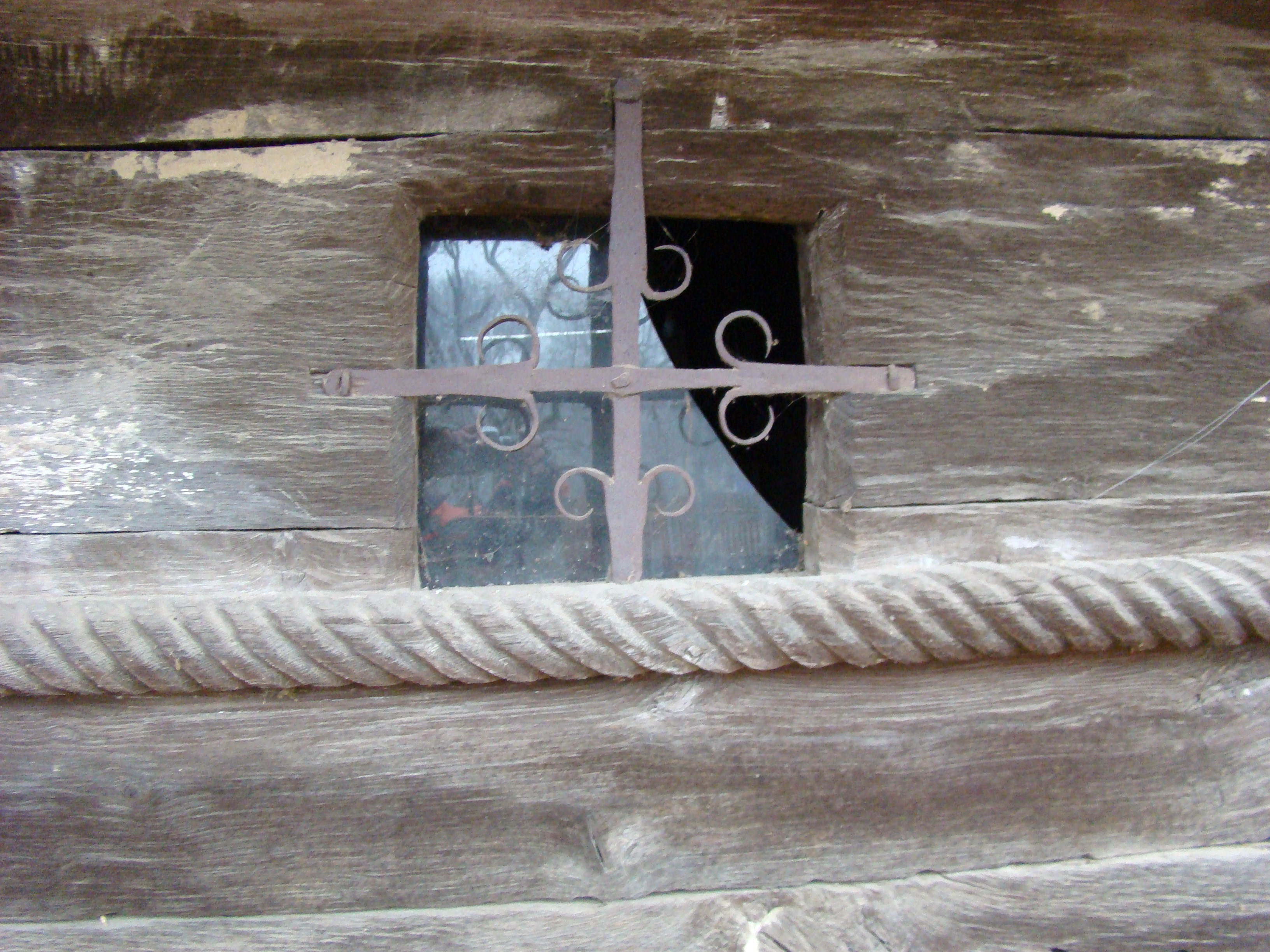
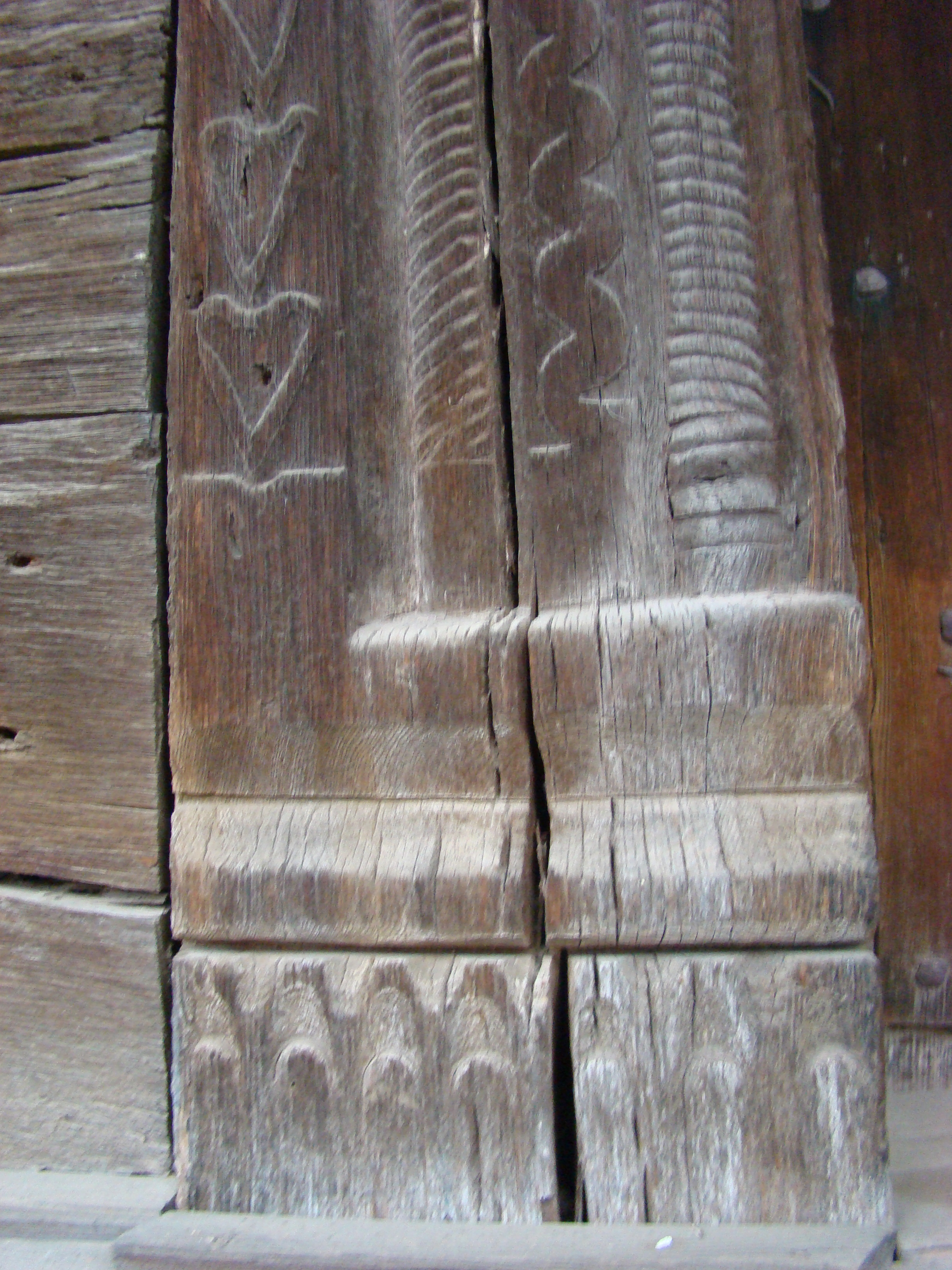
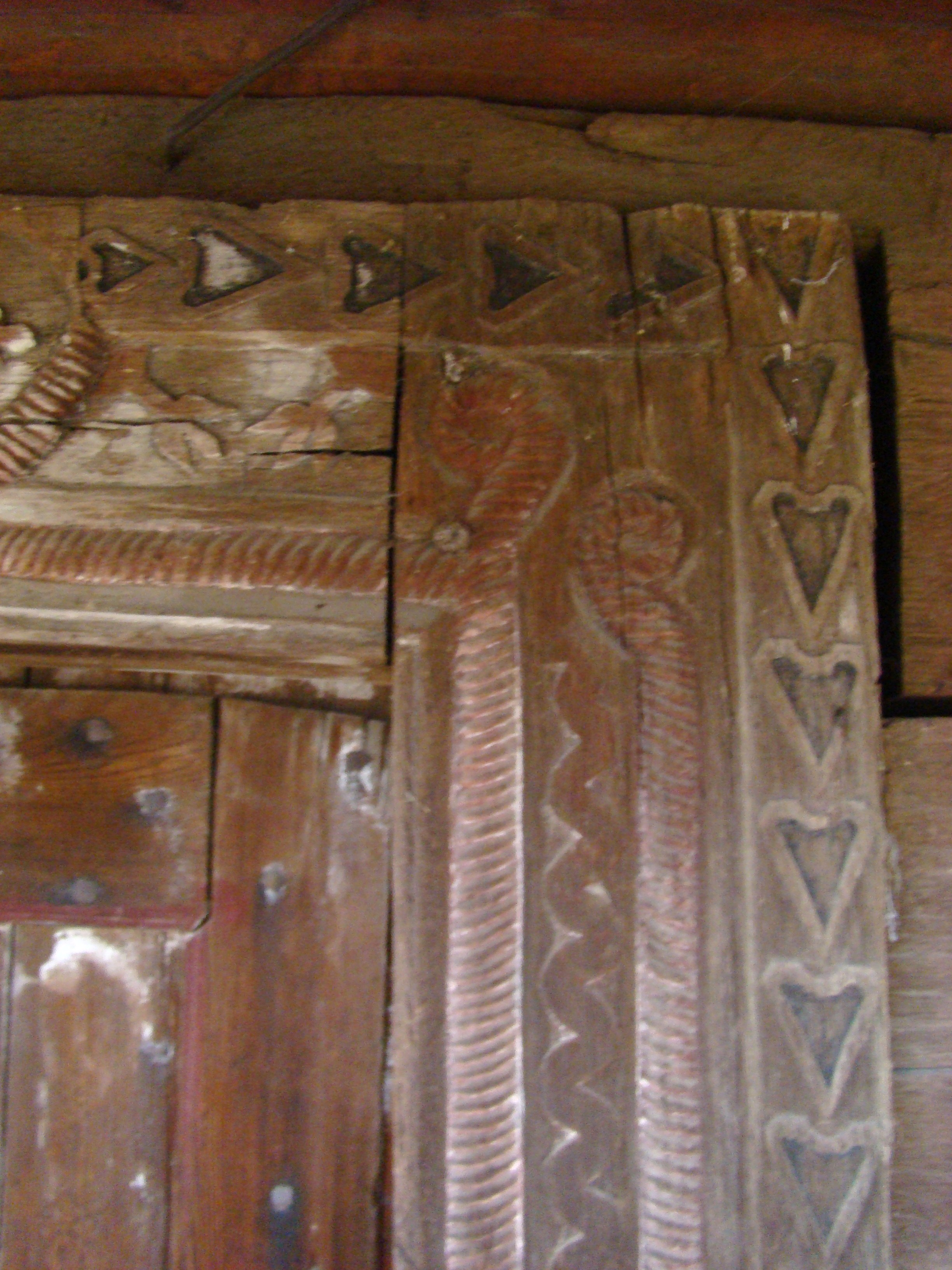
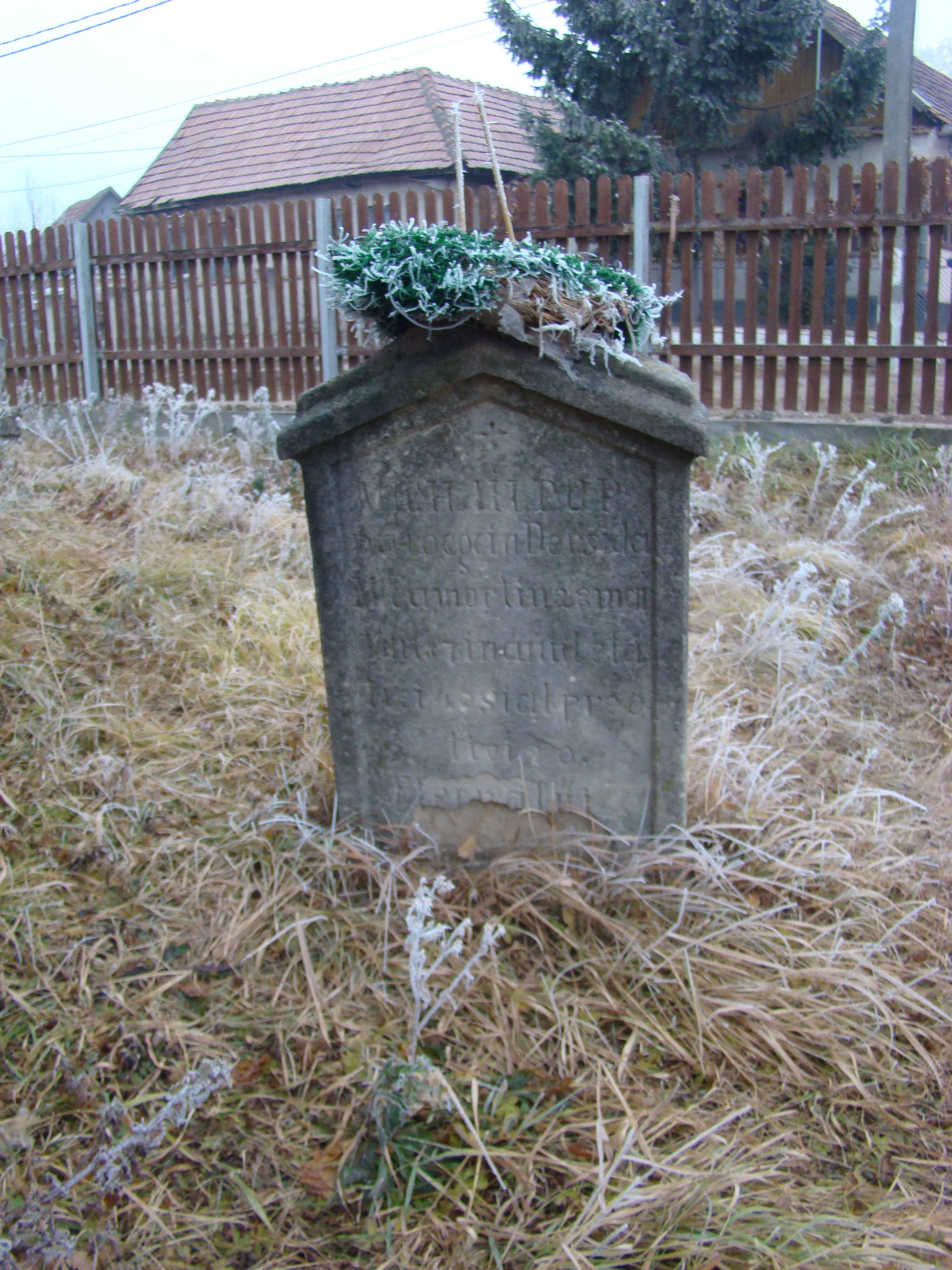

## Imagini din interior

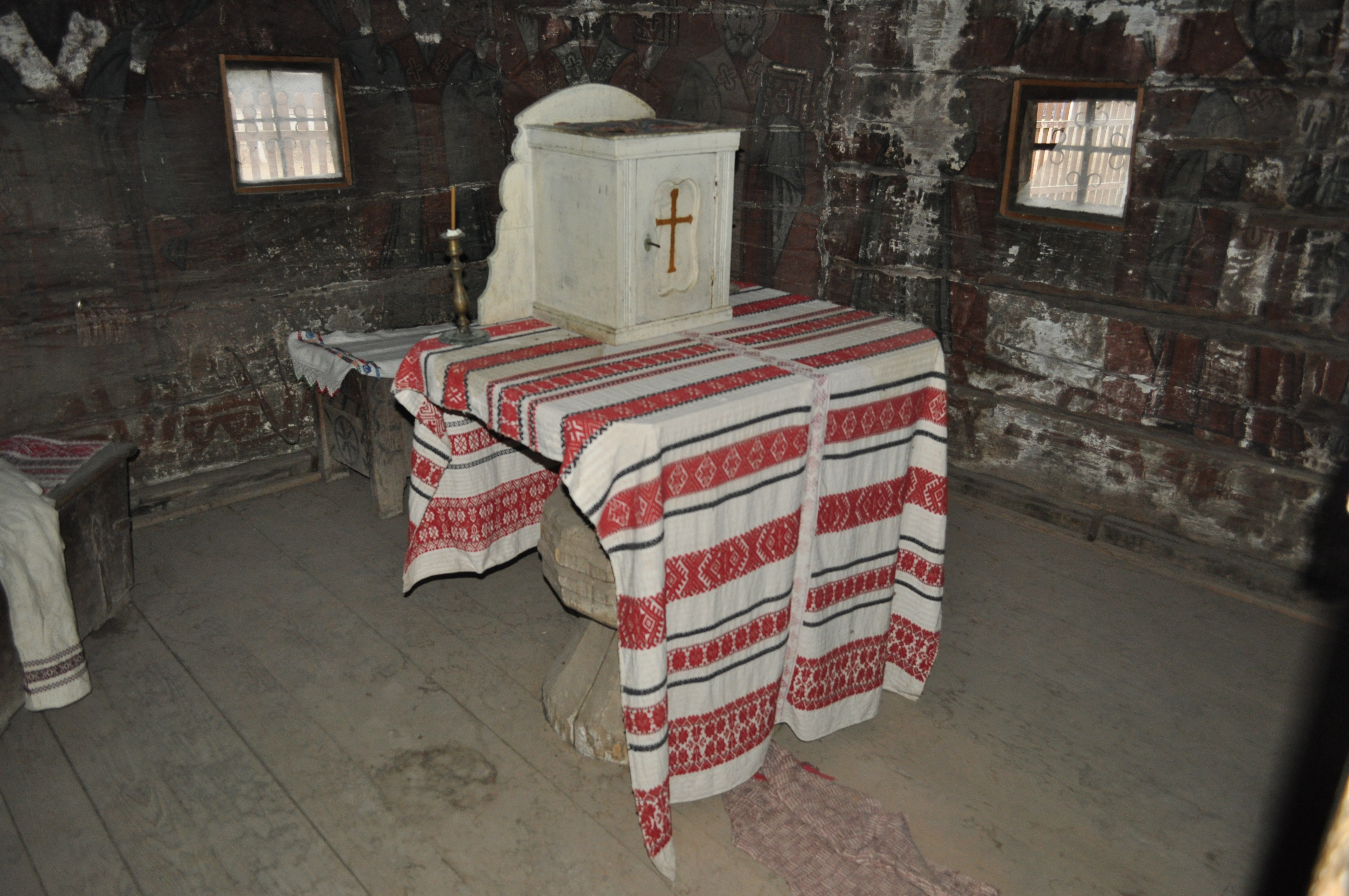
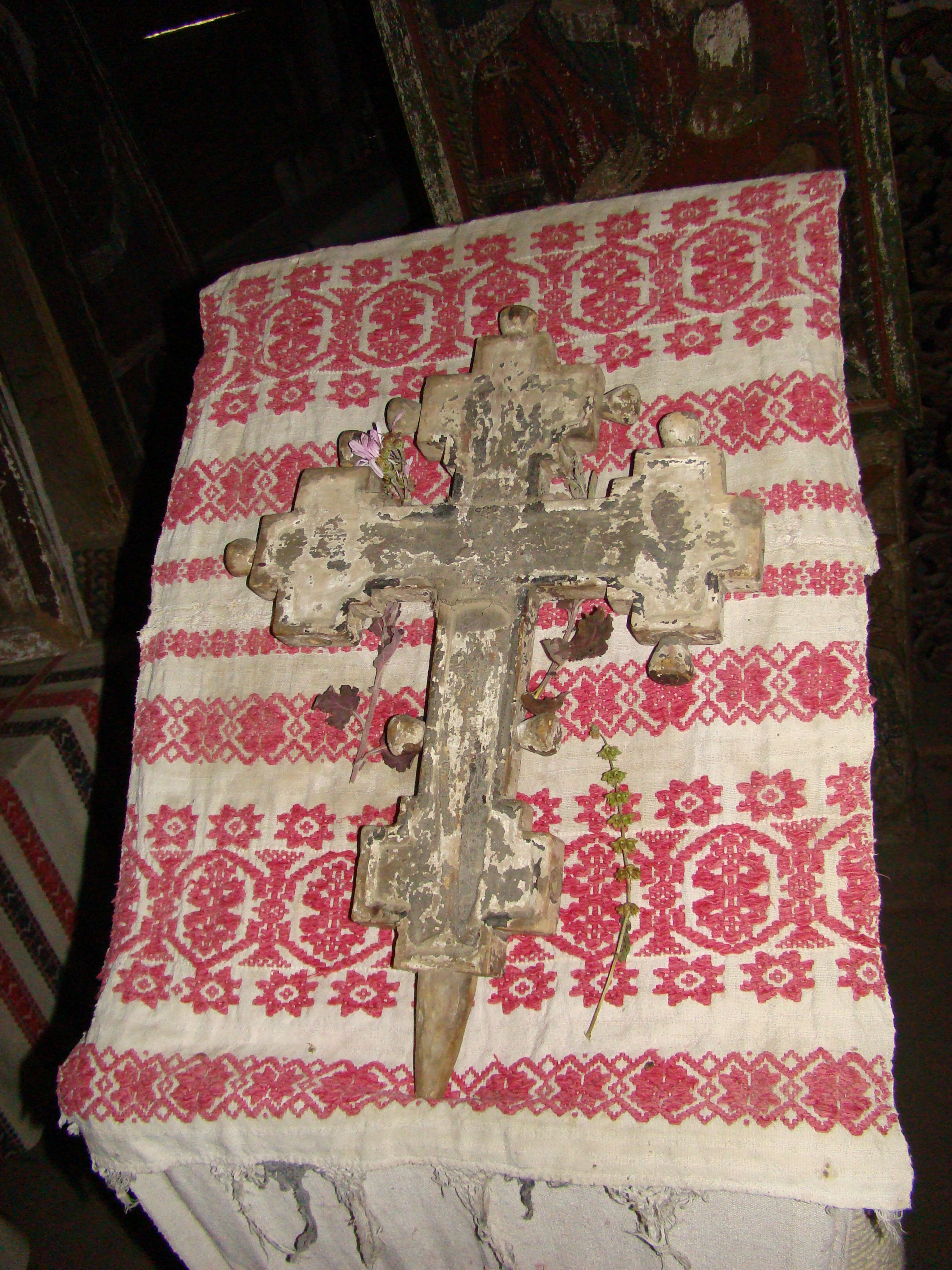
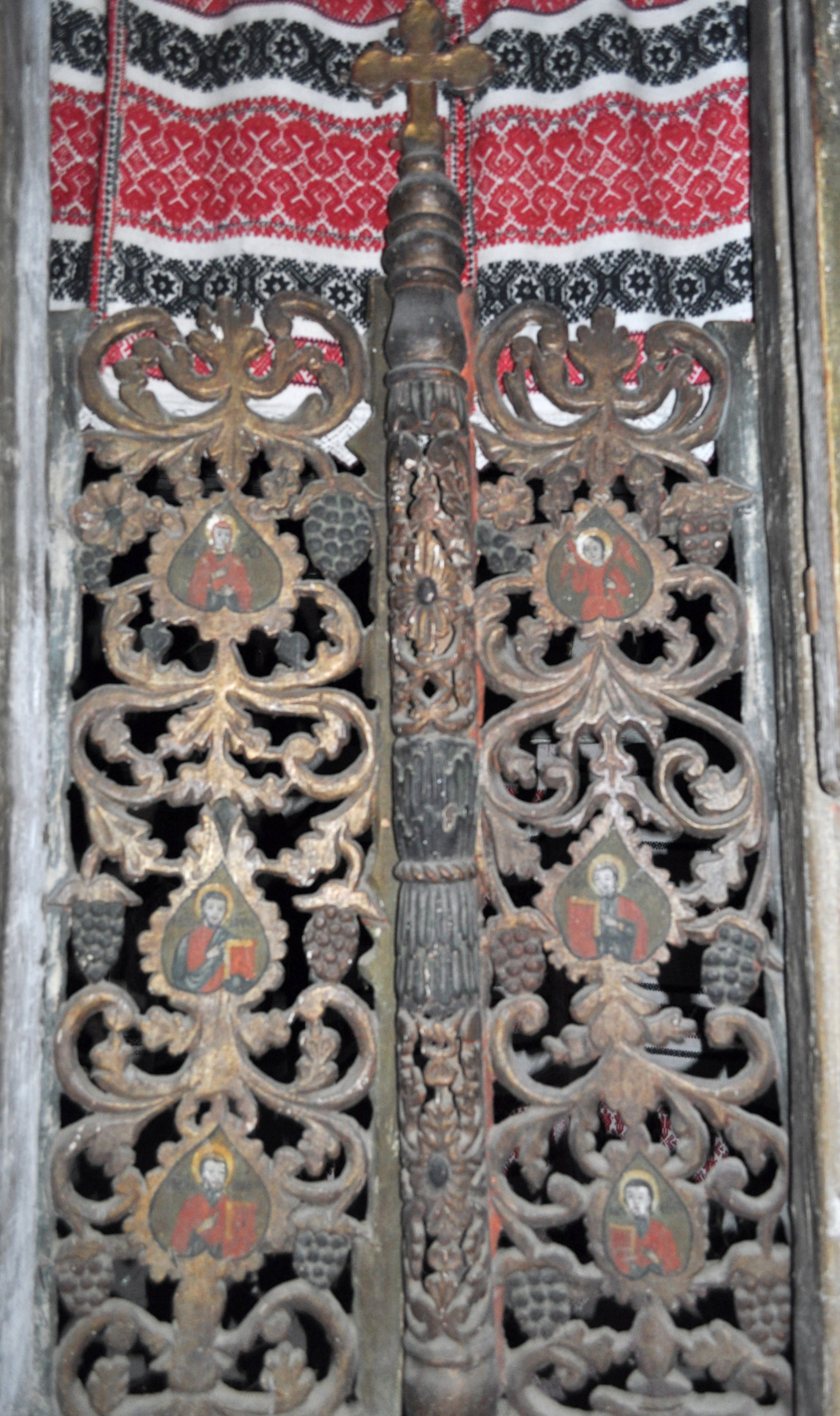
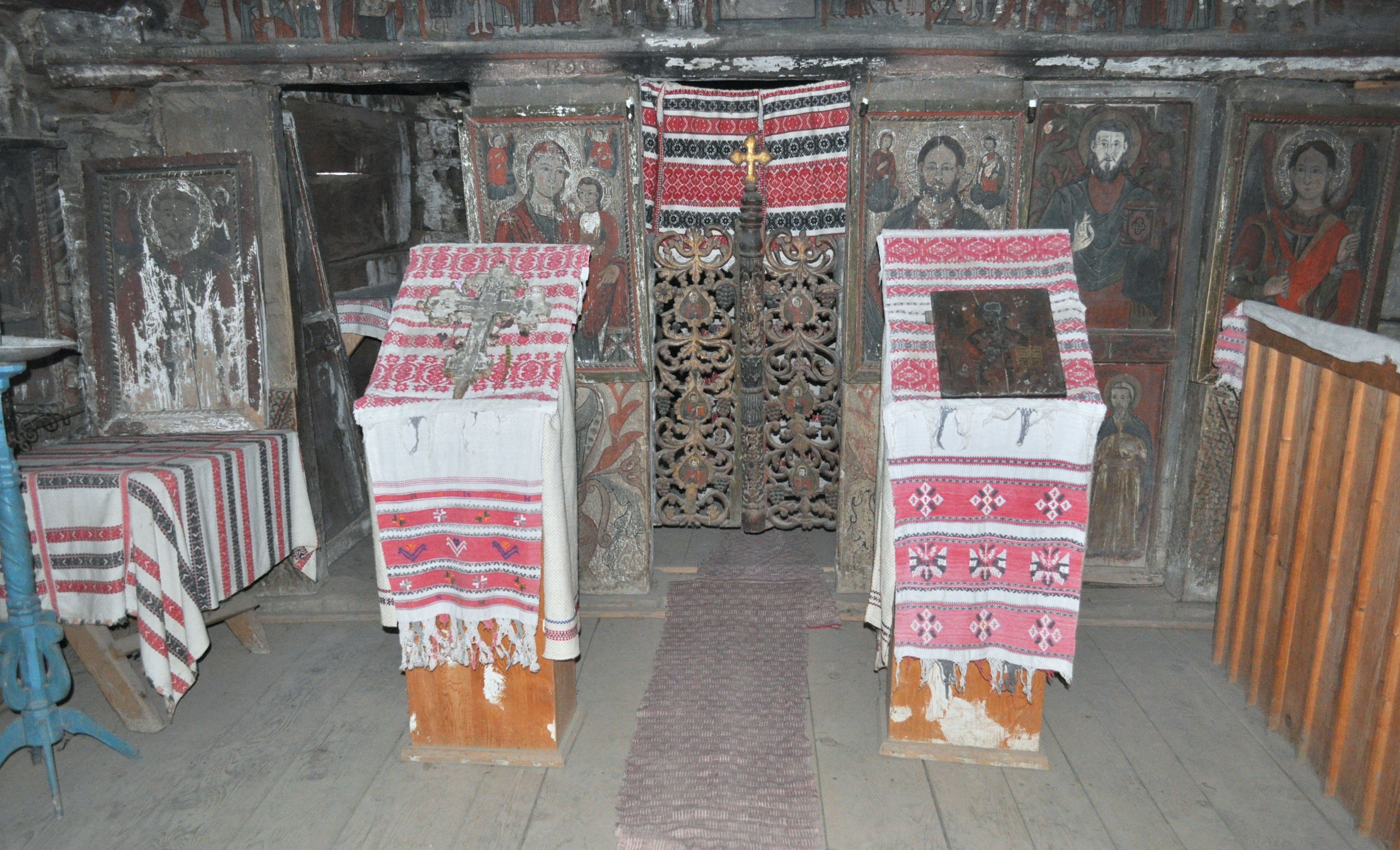
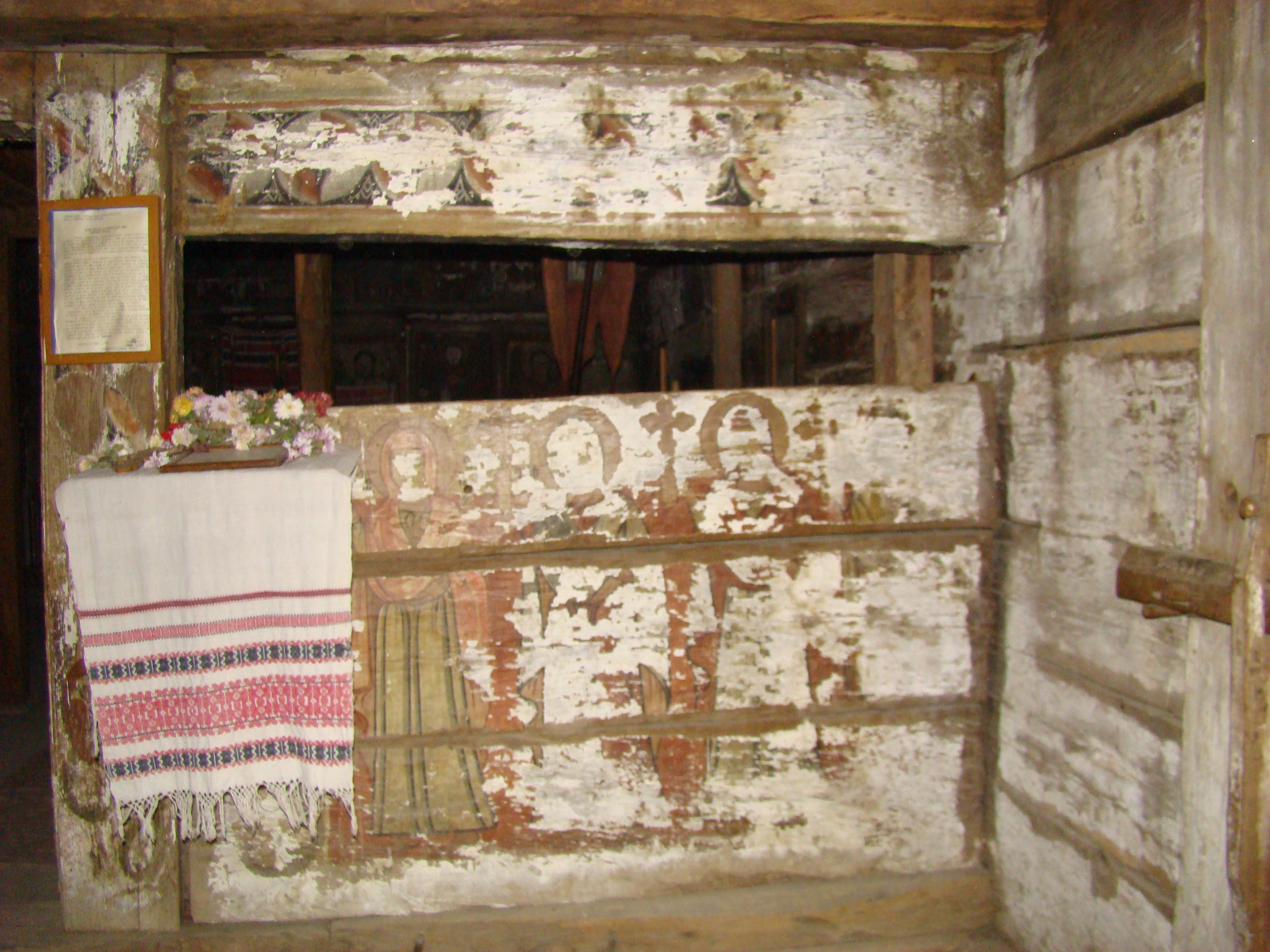
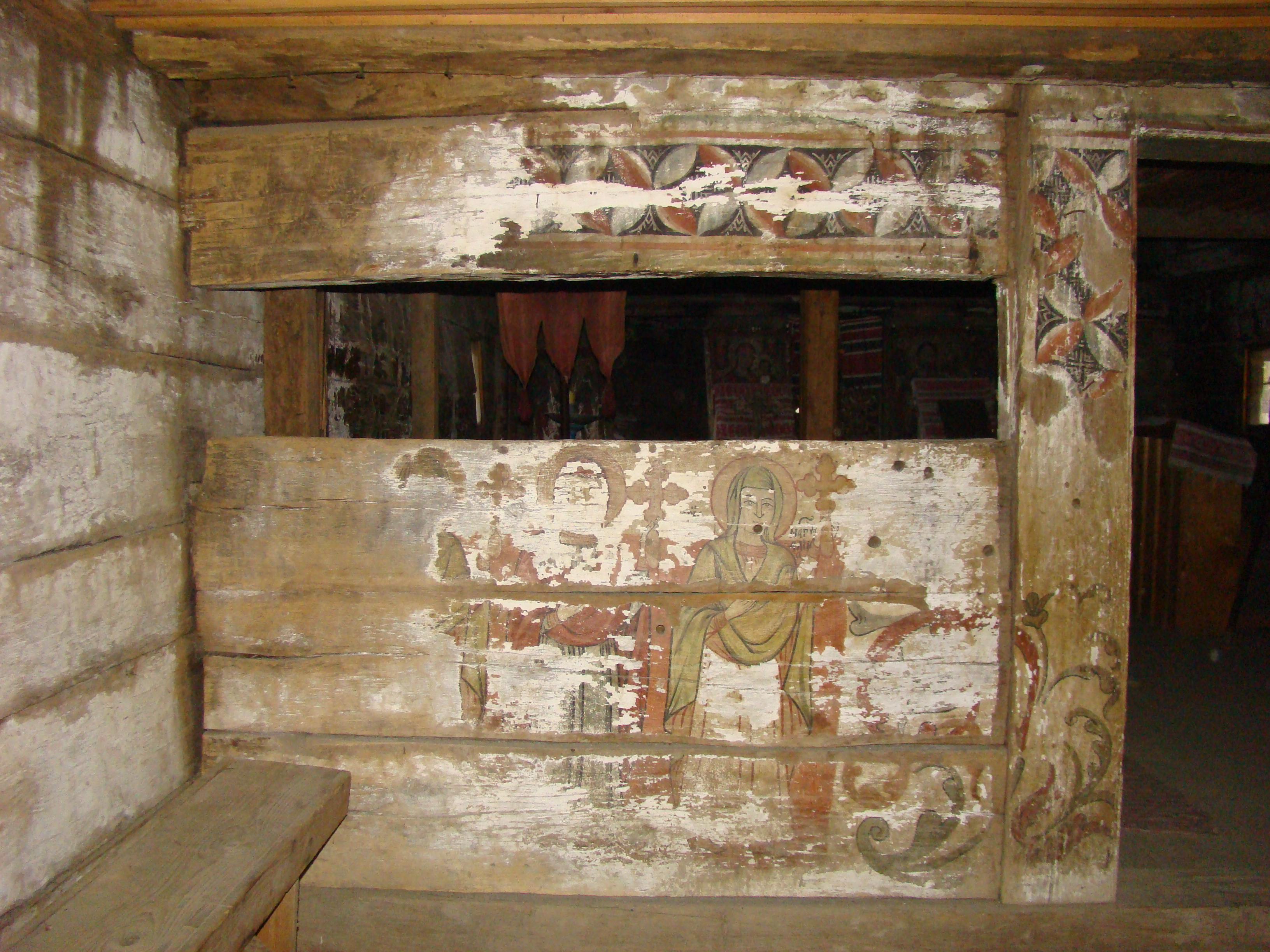
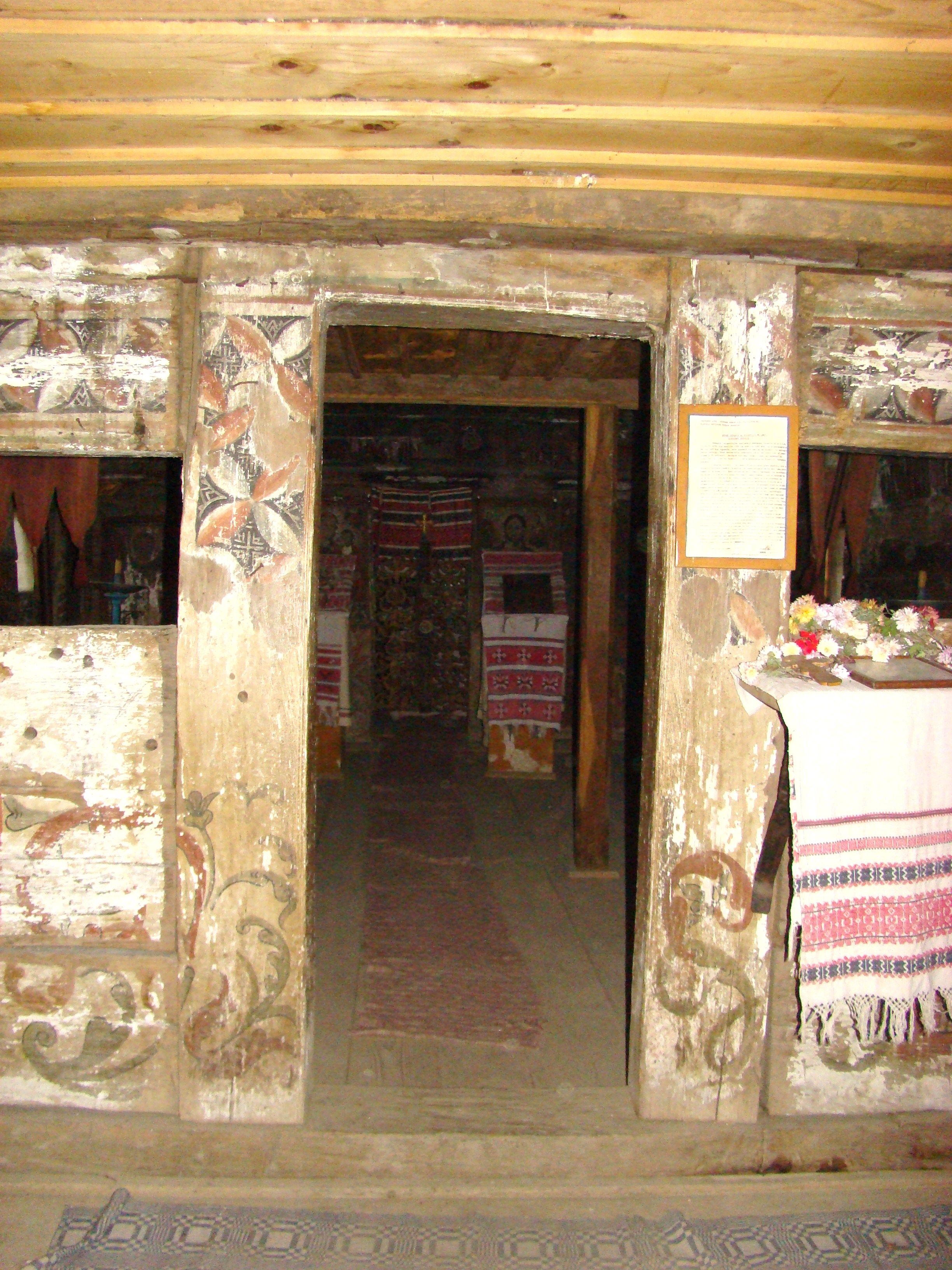
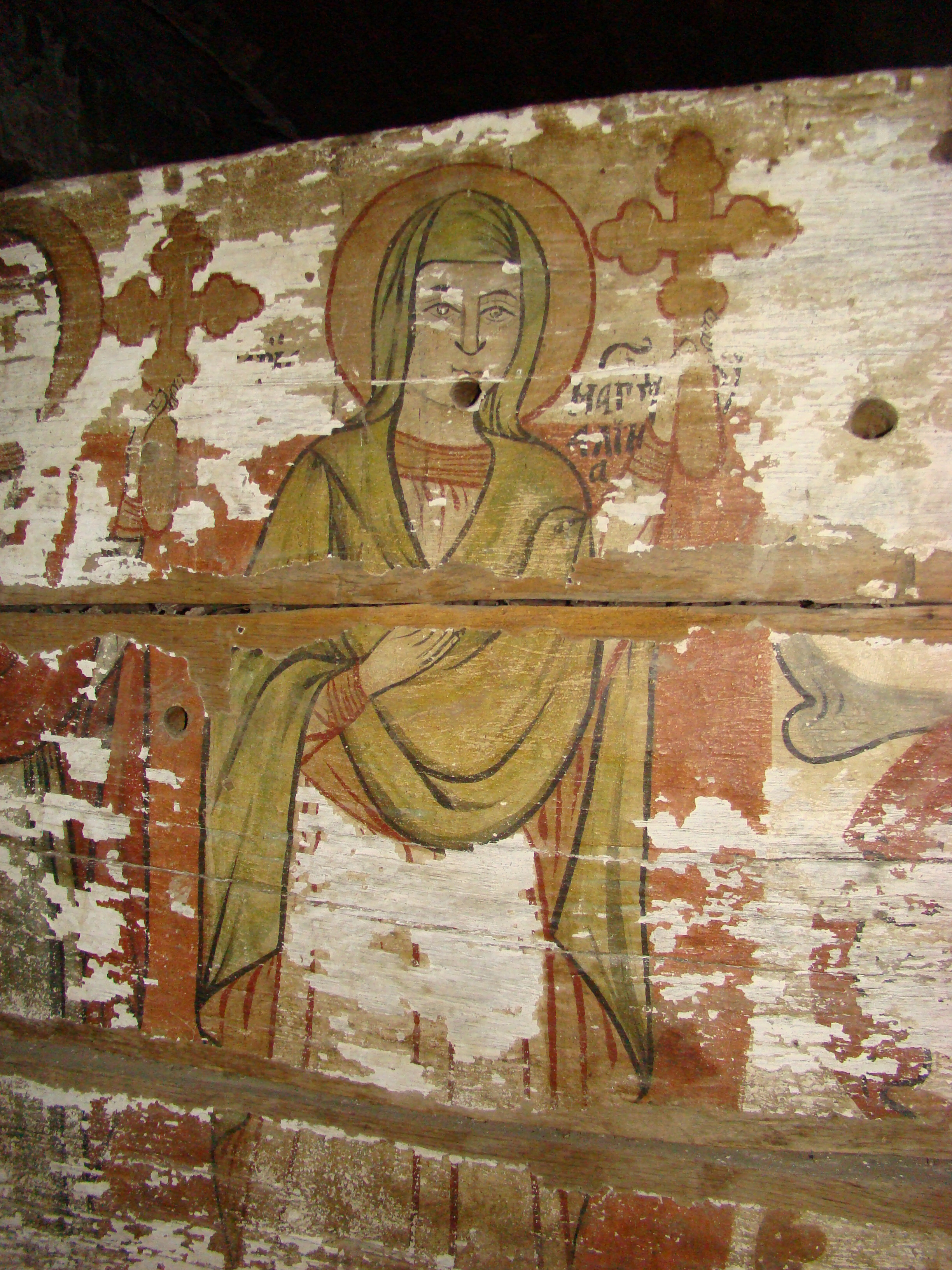
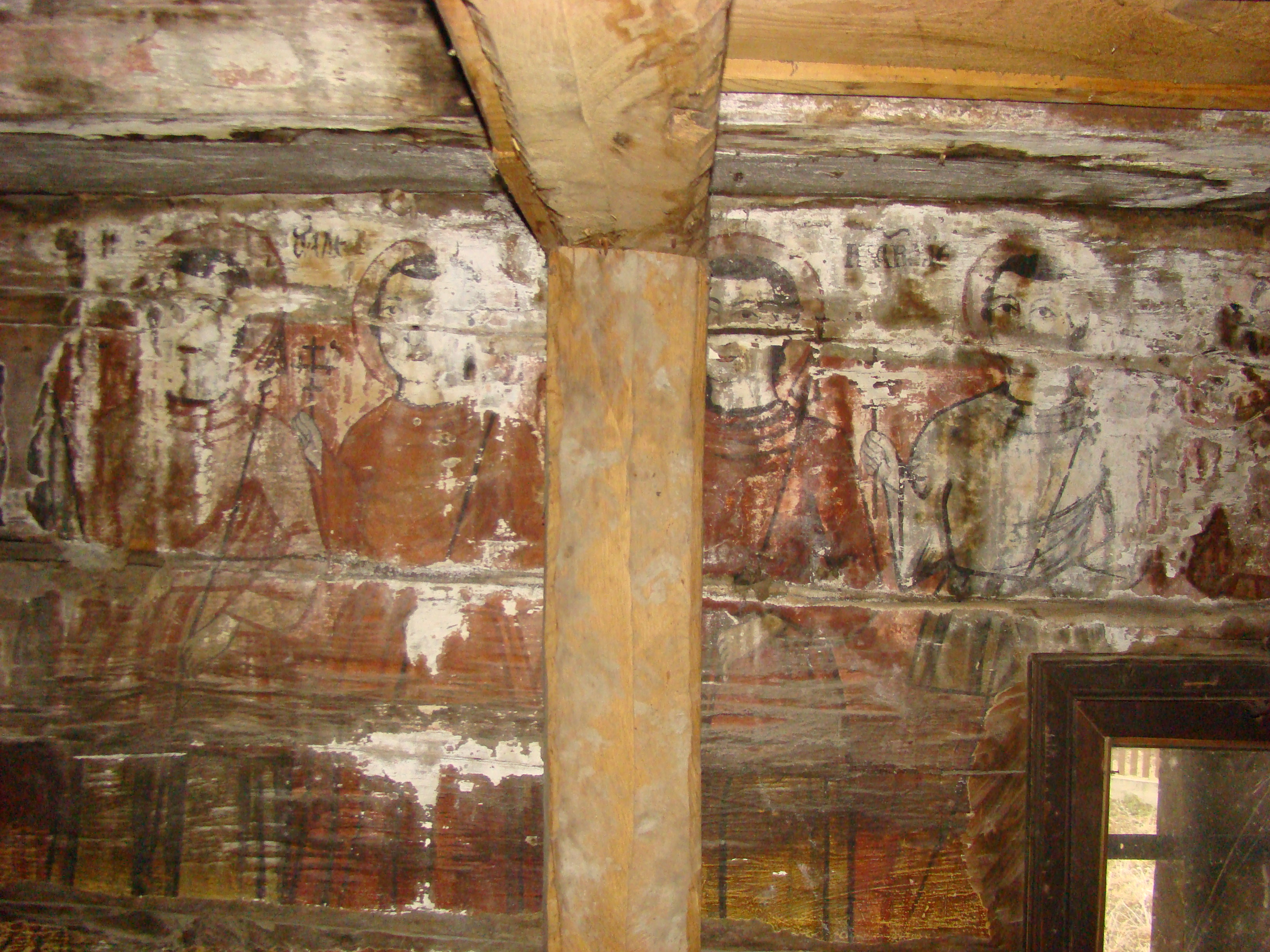
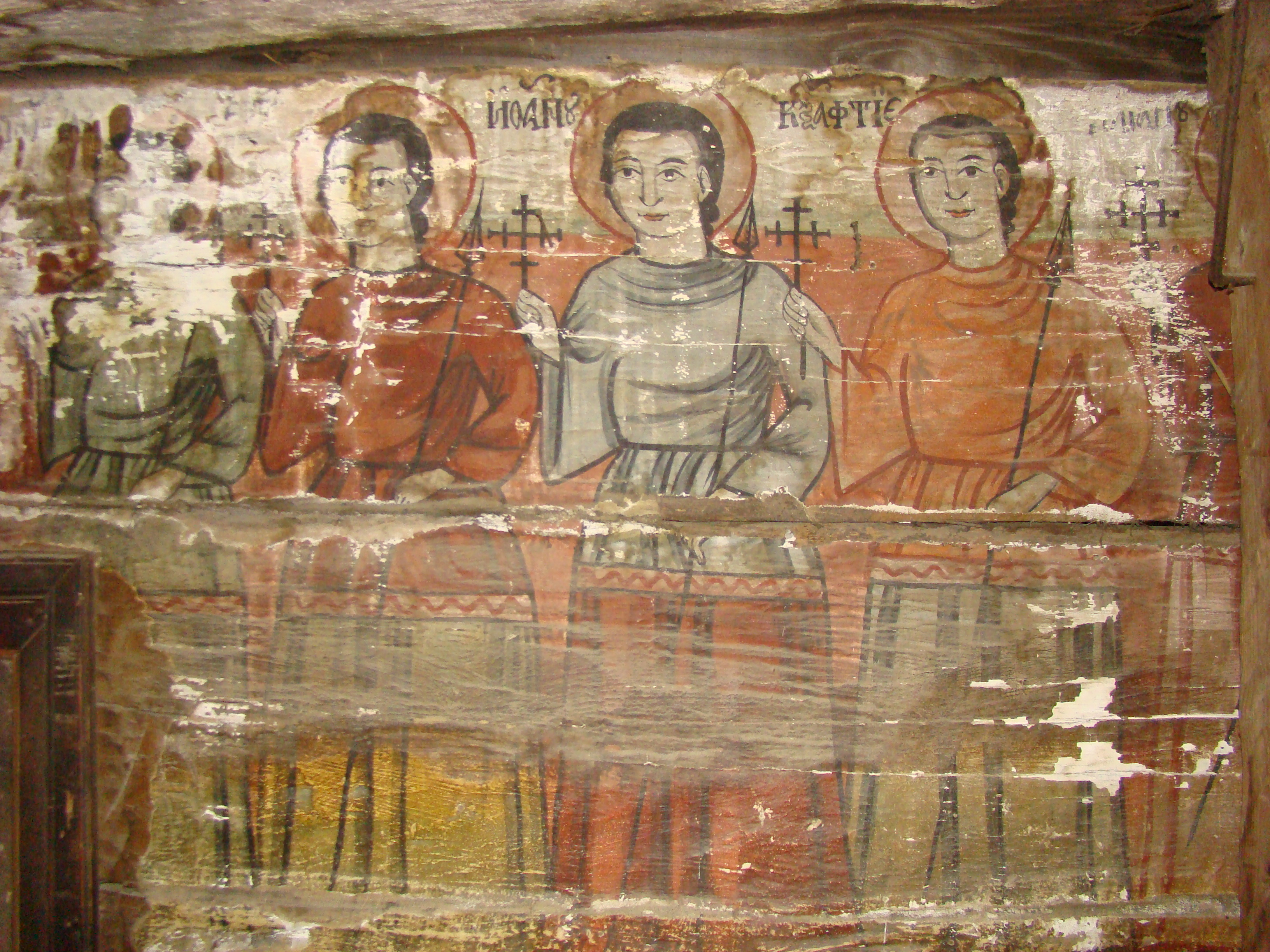
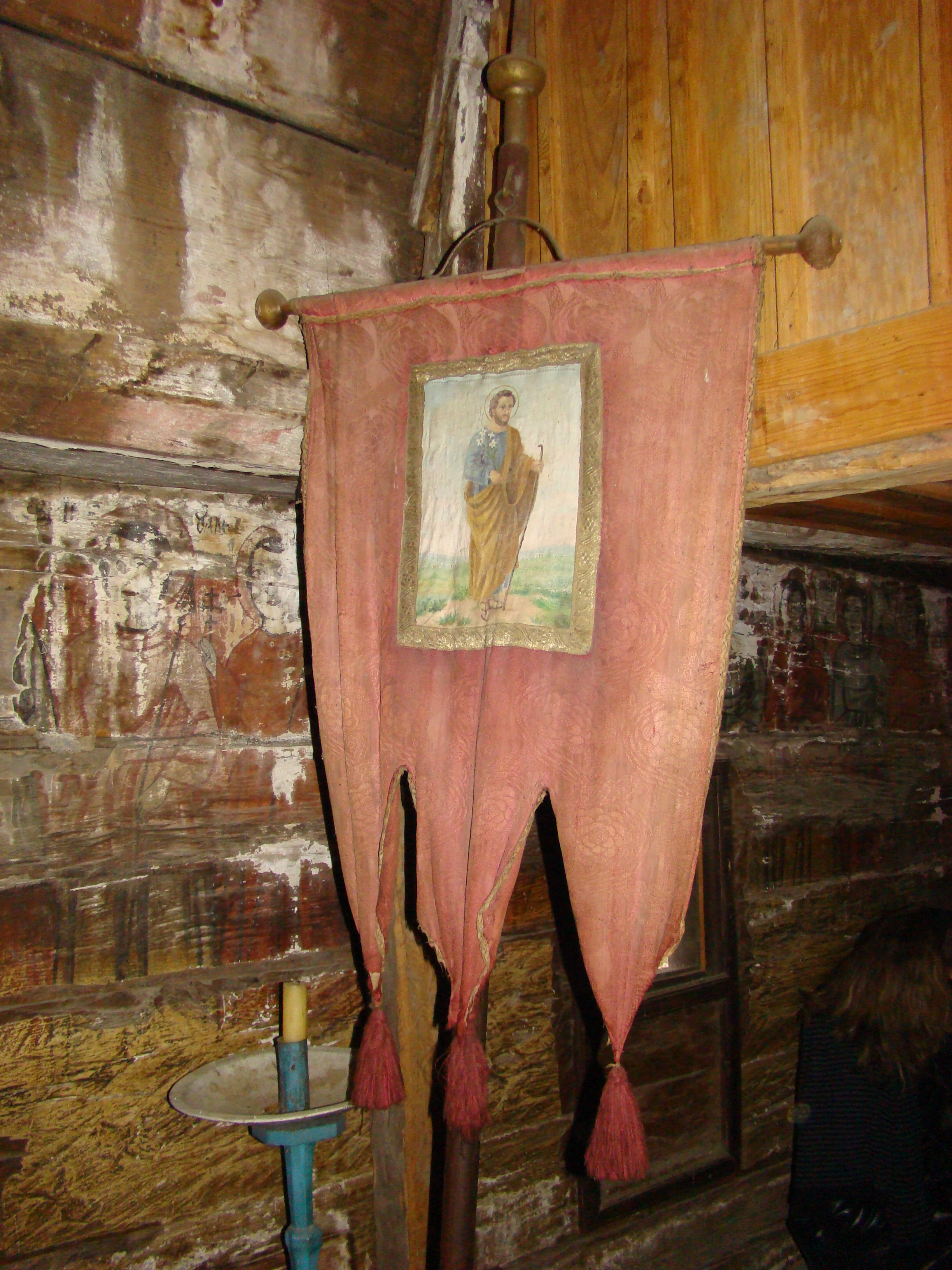
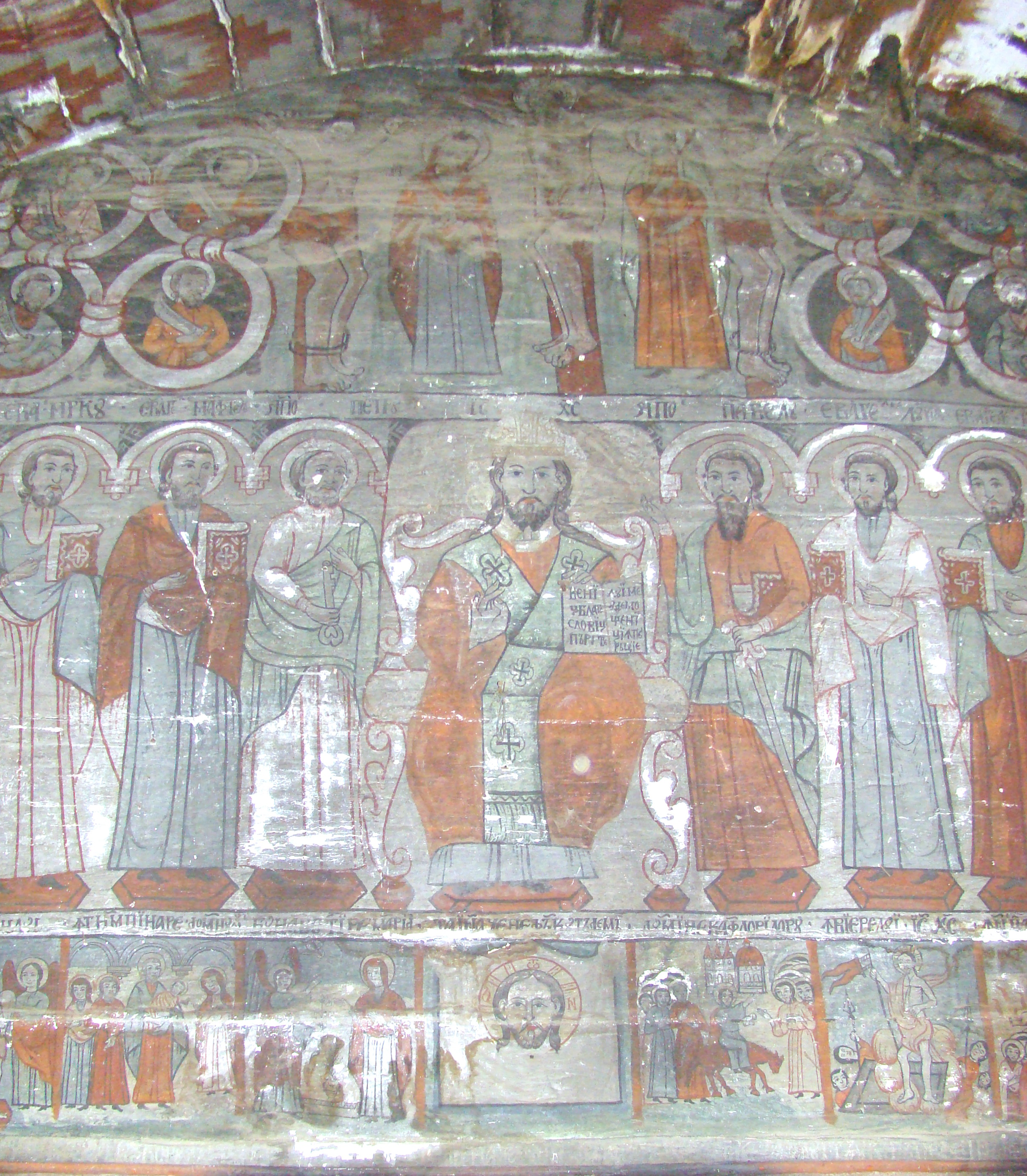
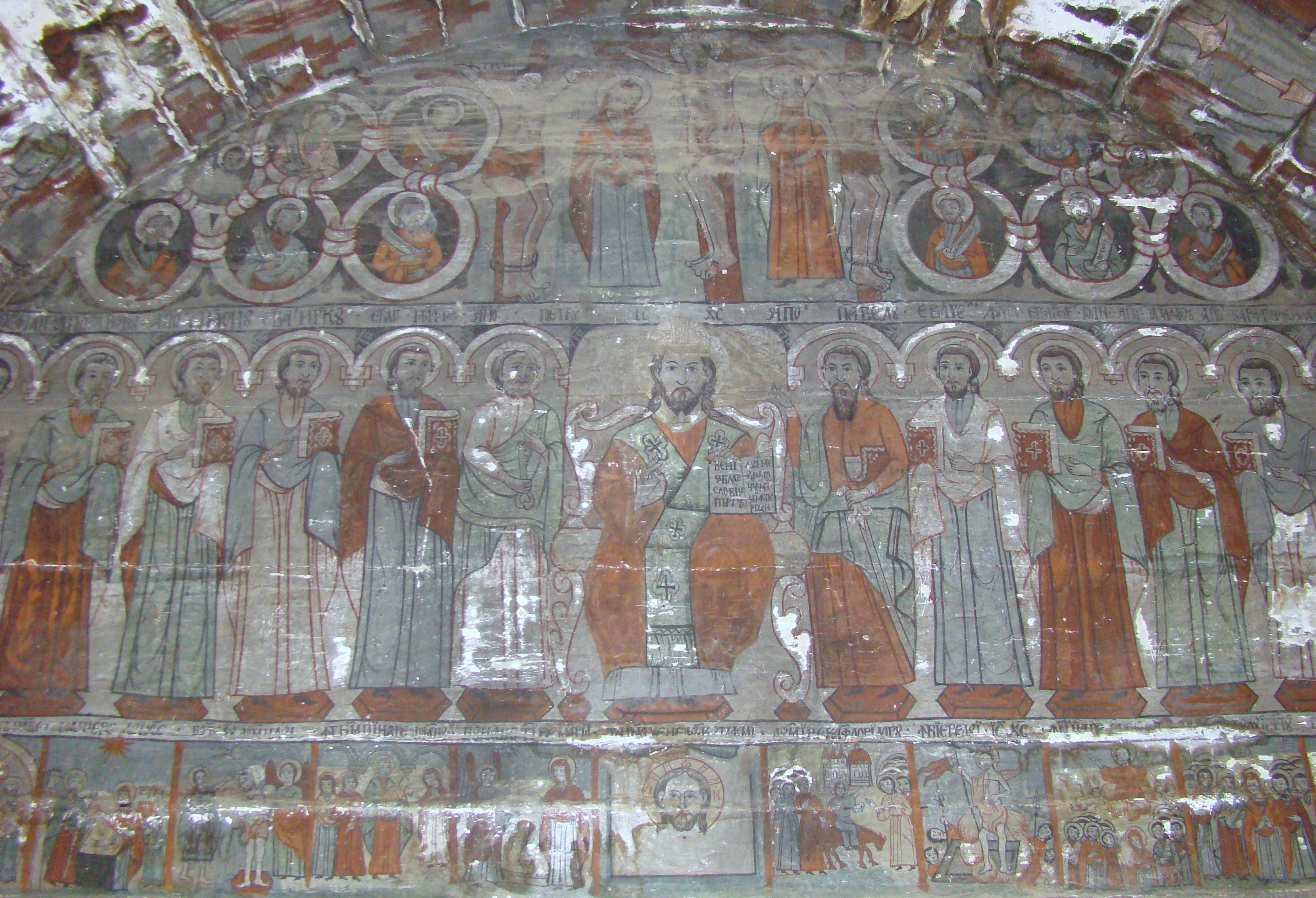
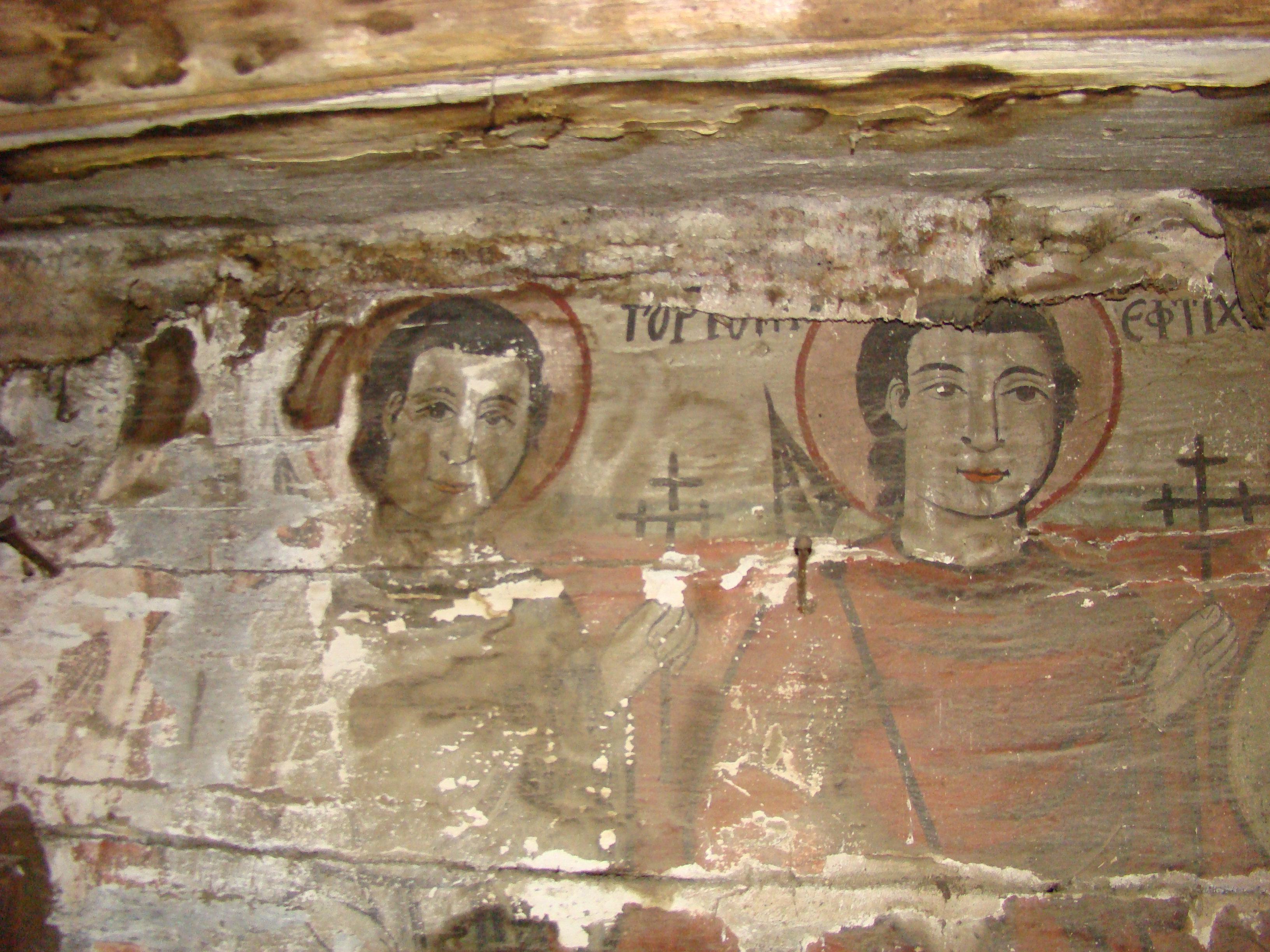
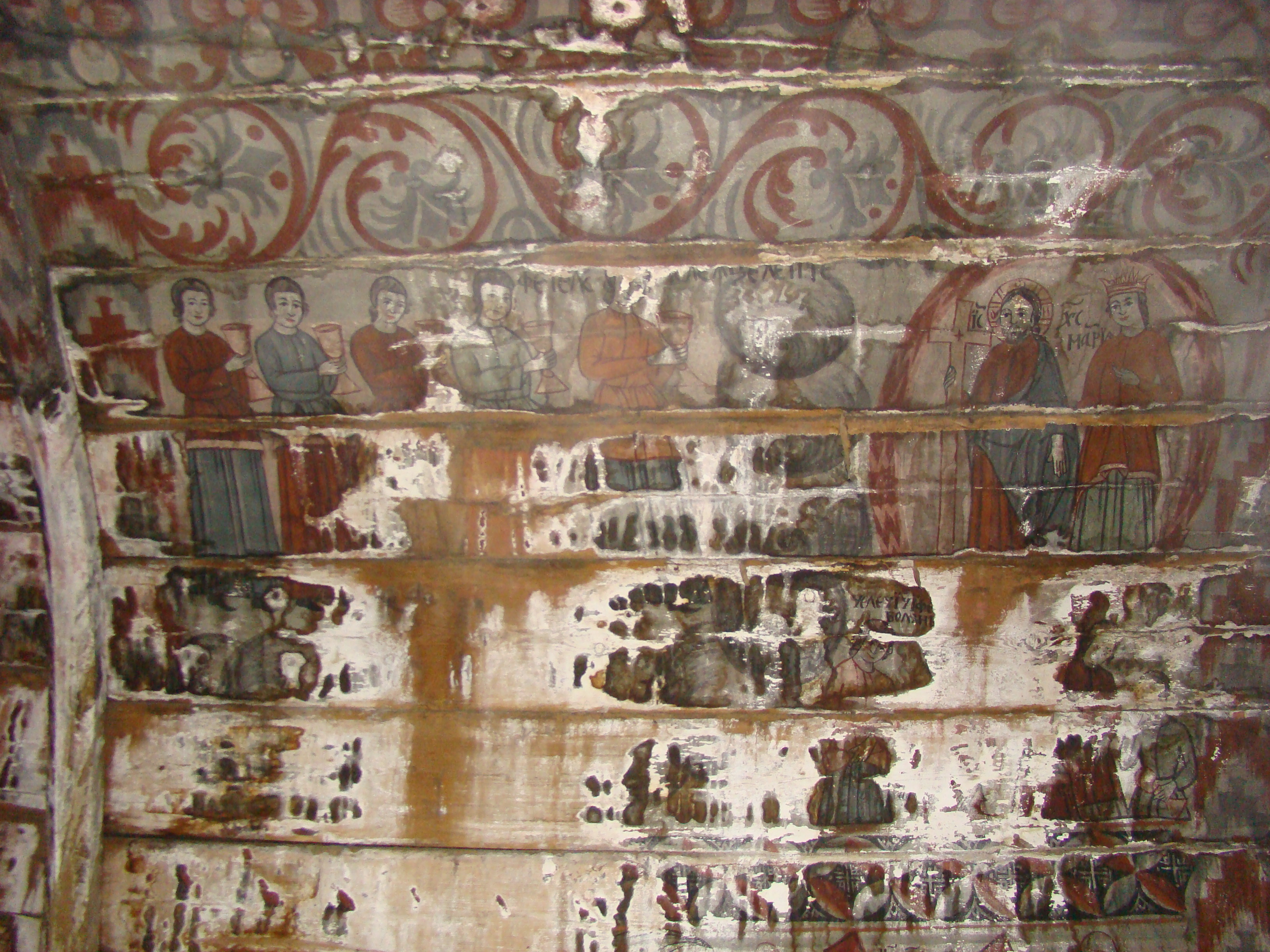
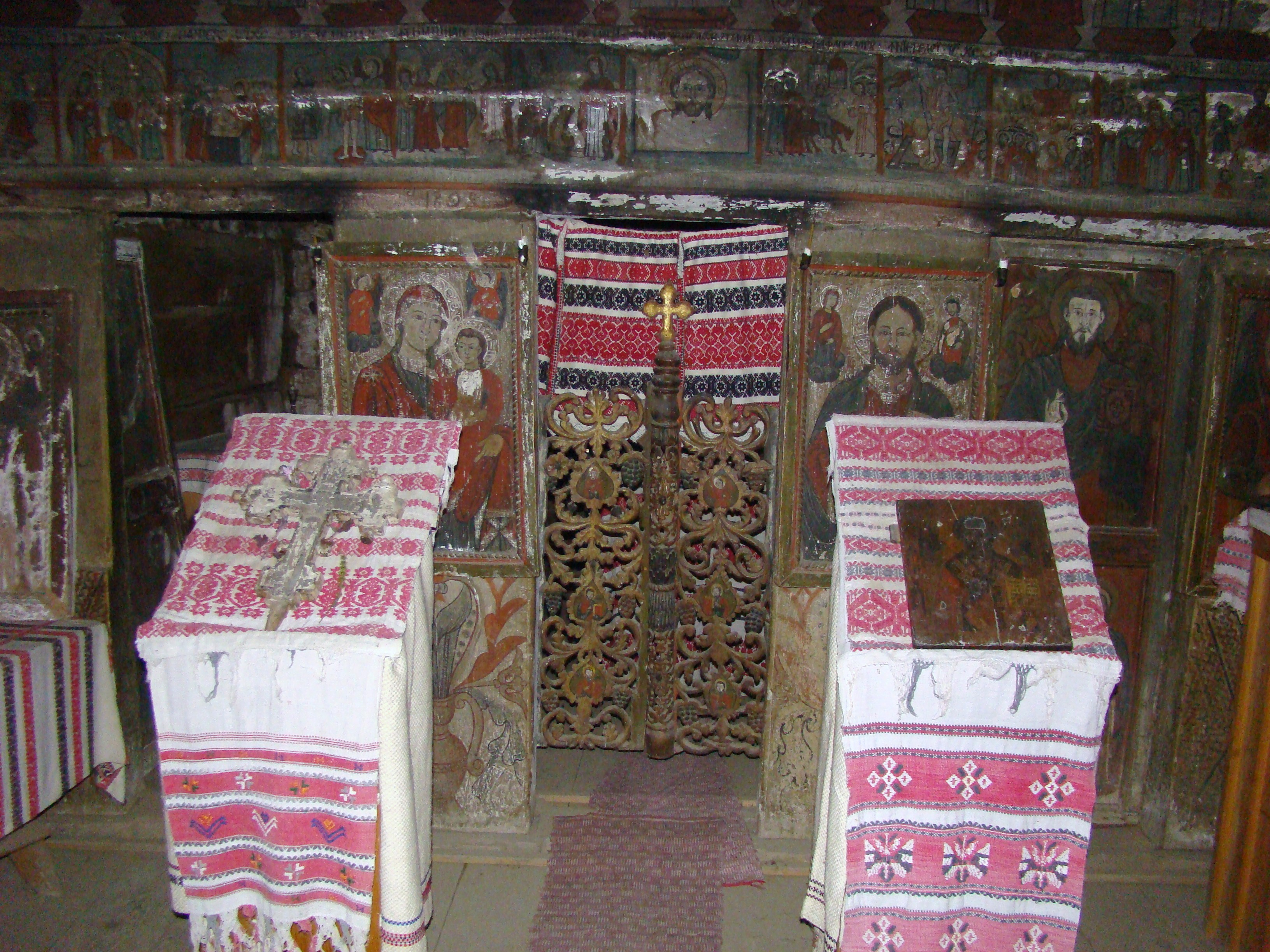
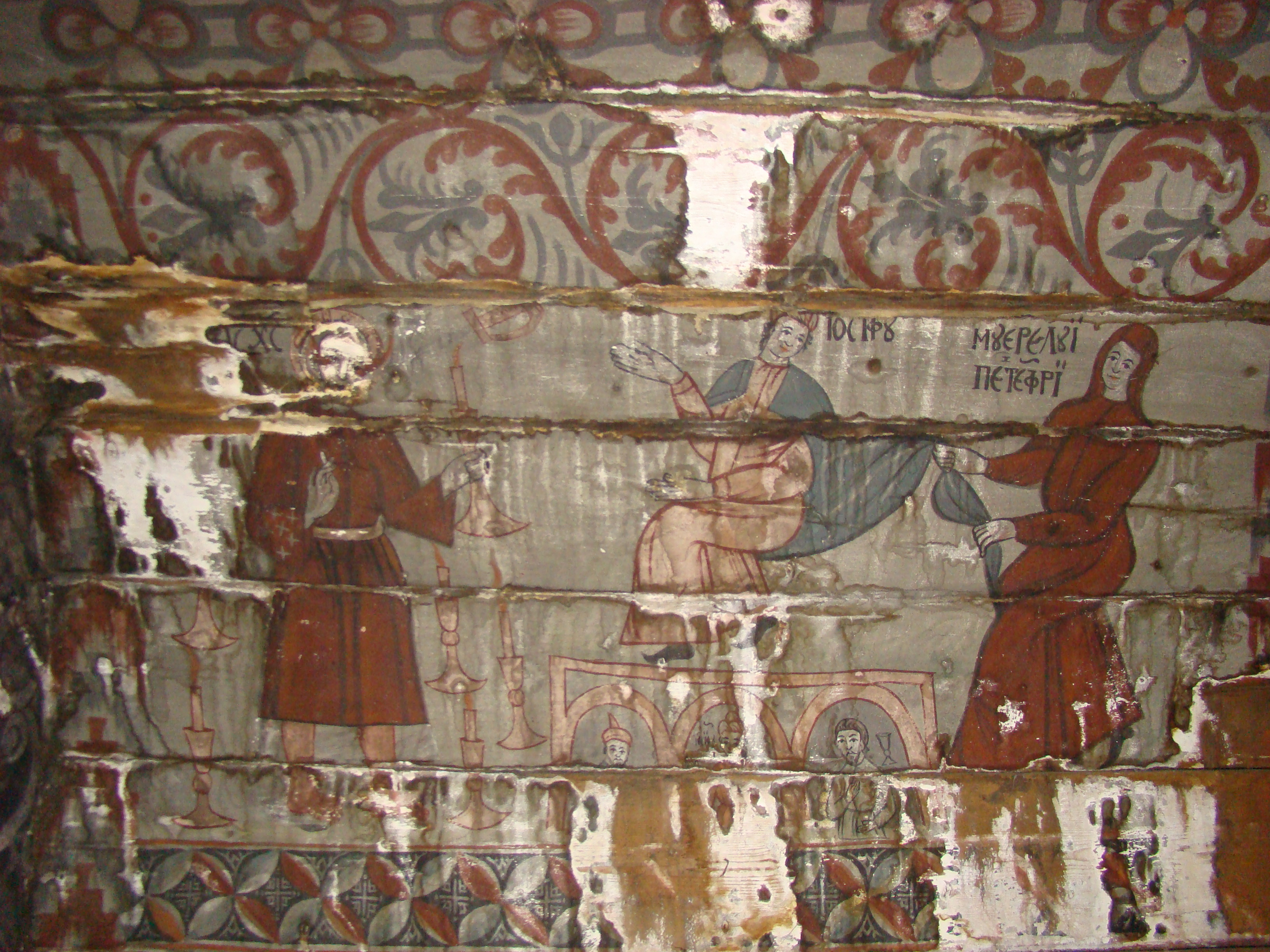
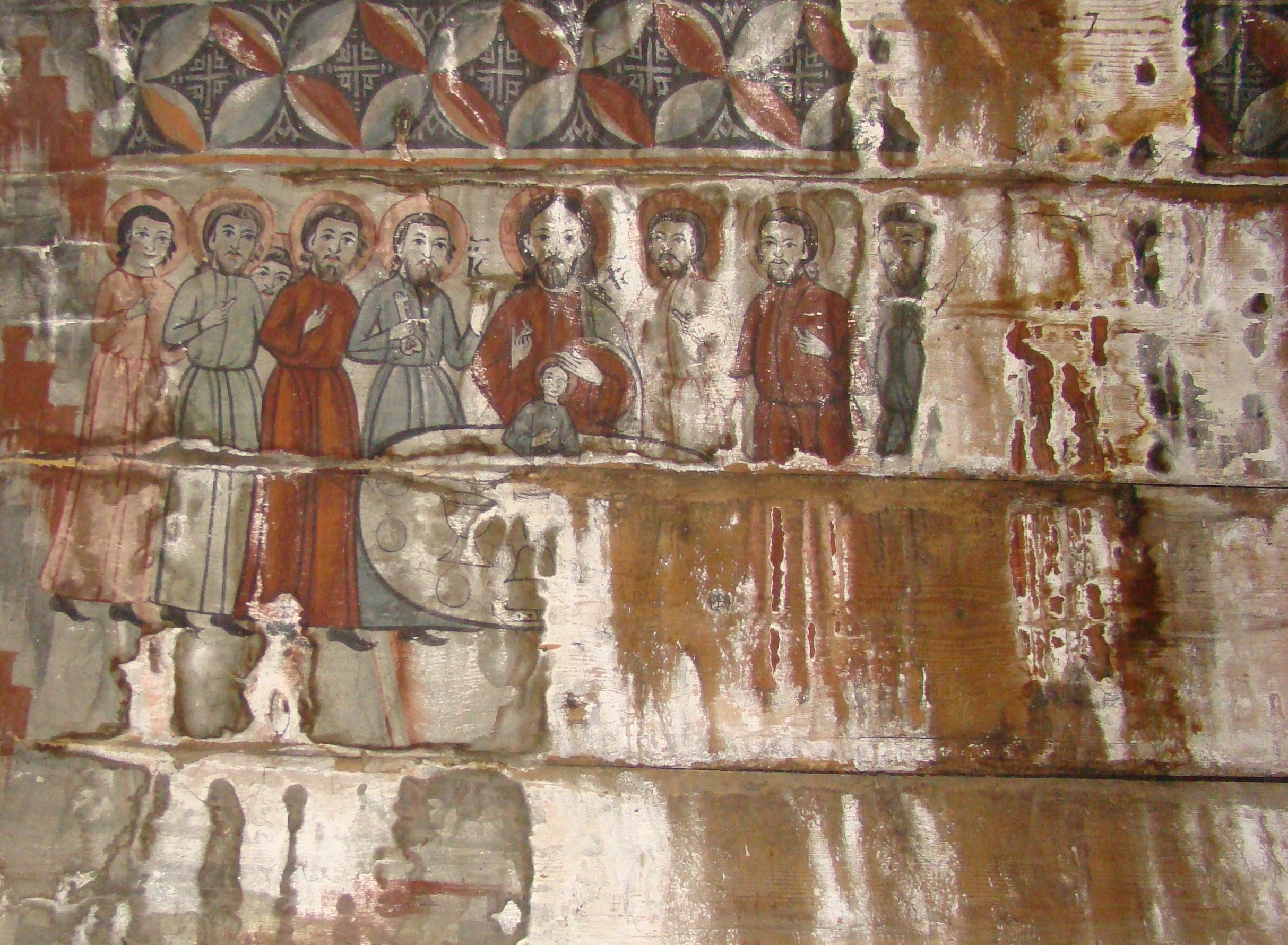
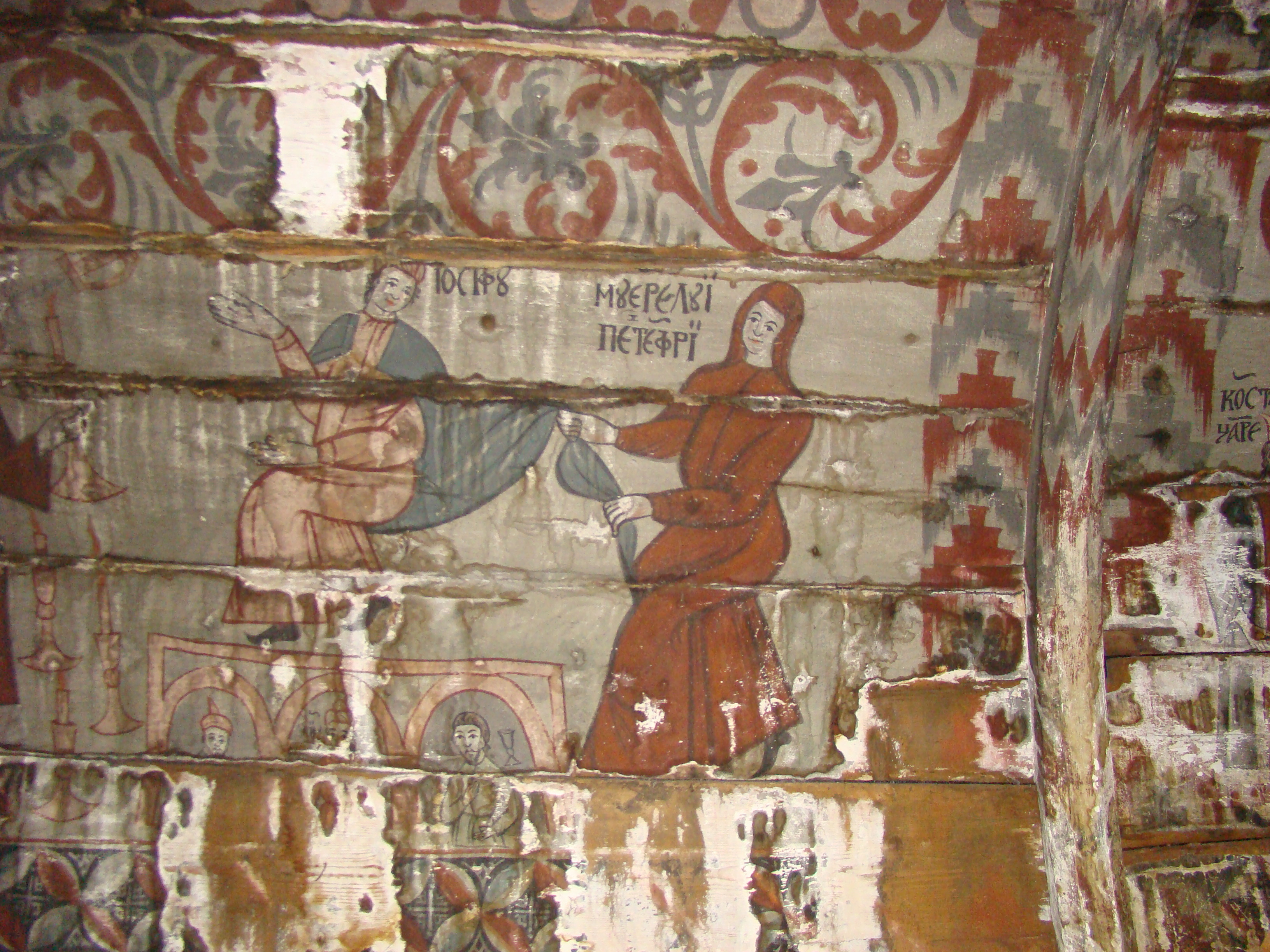
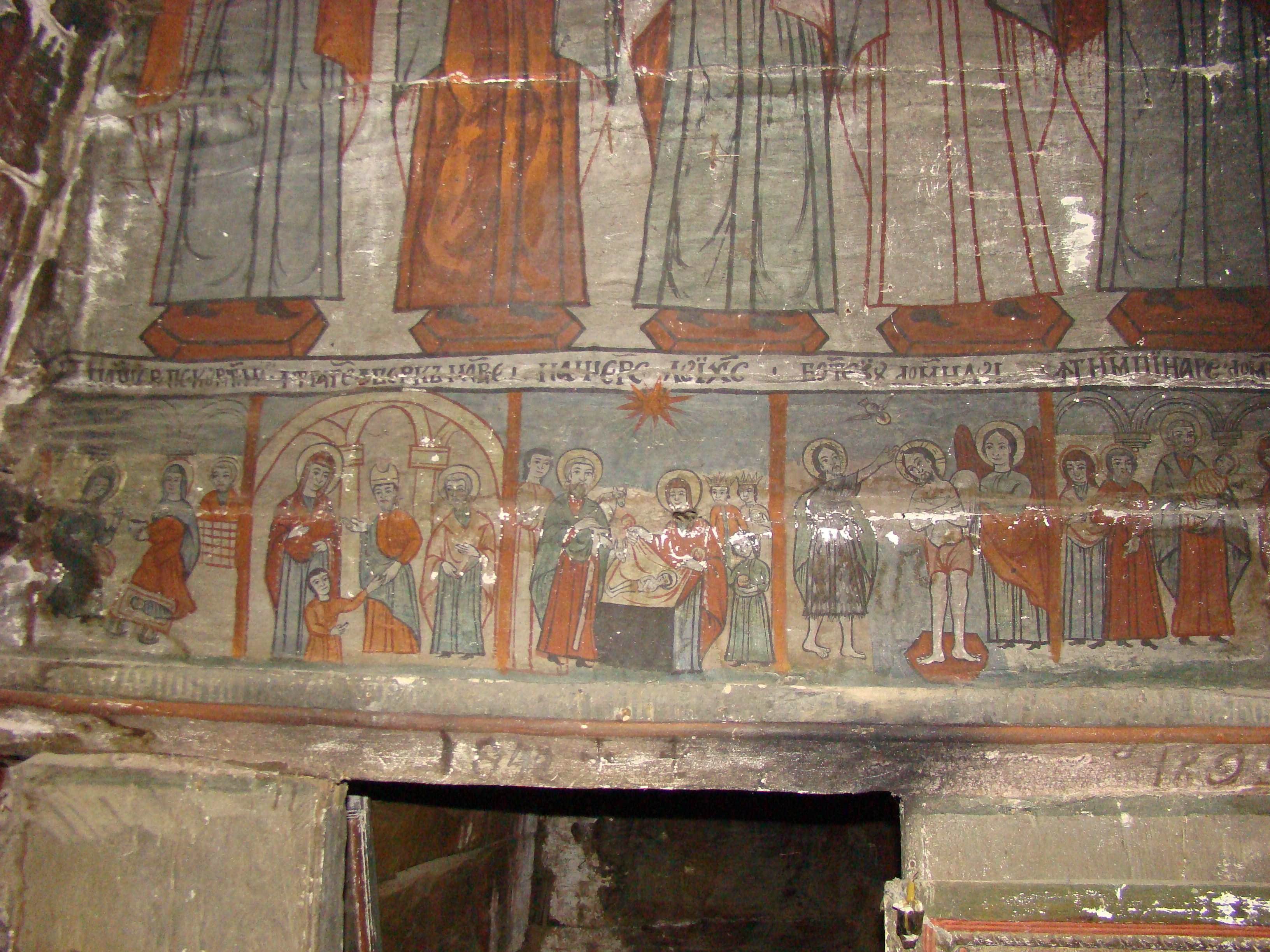
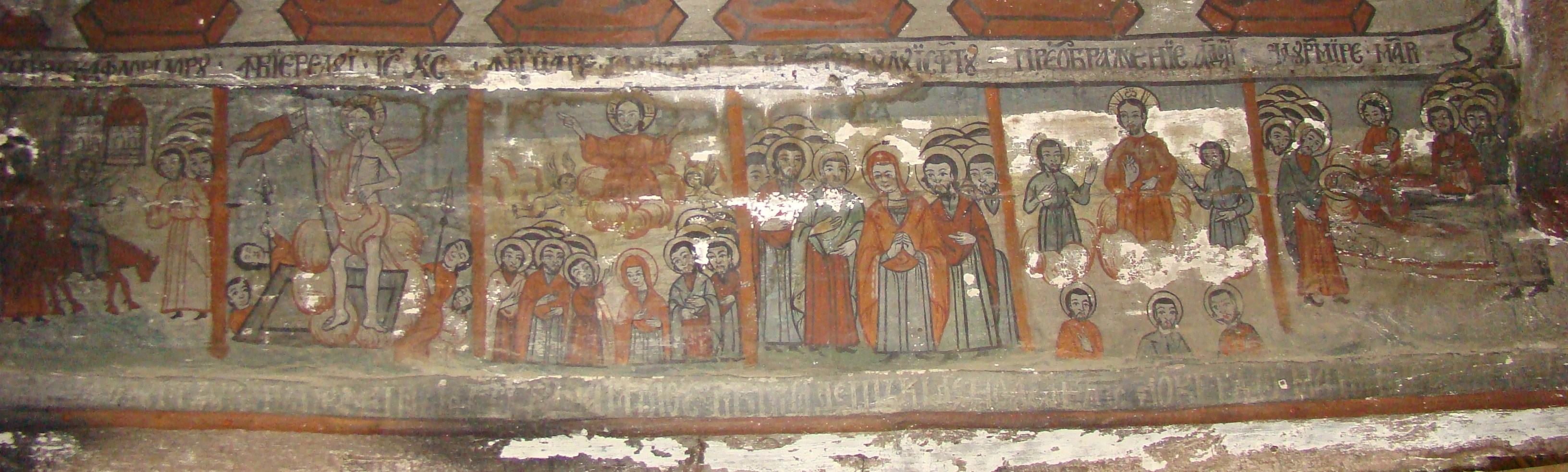
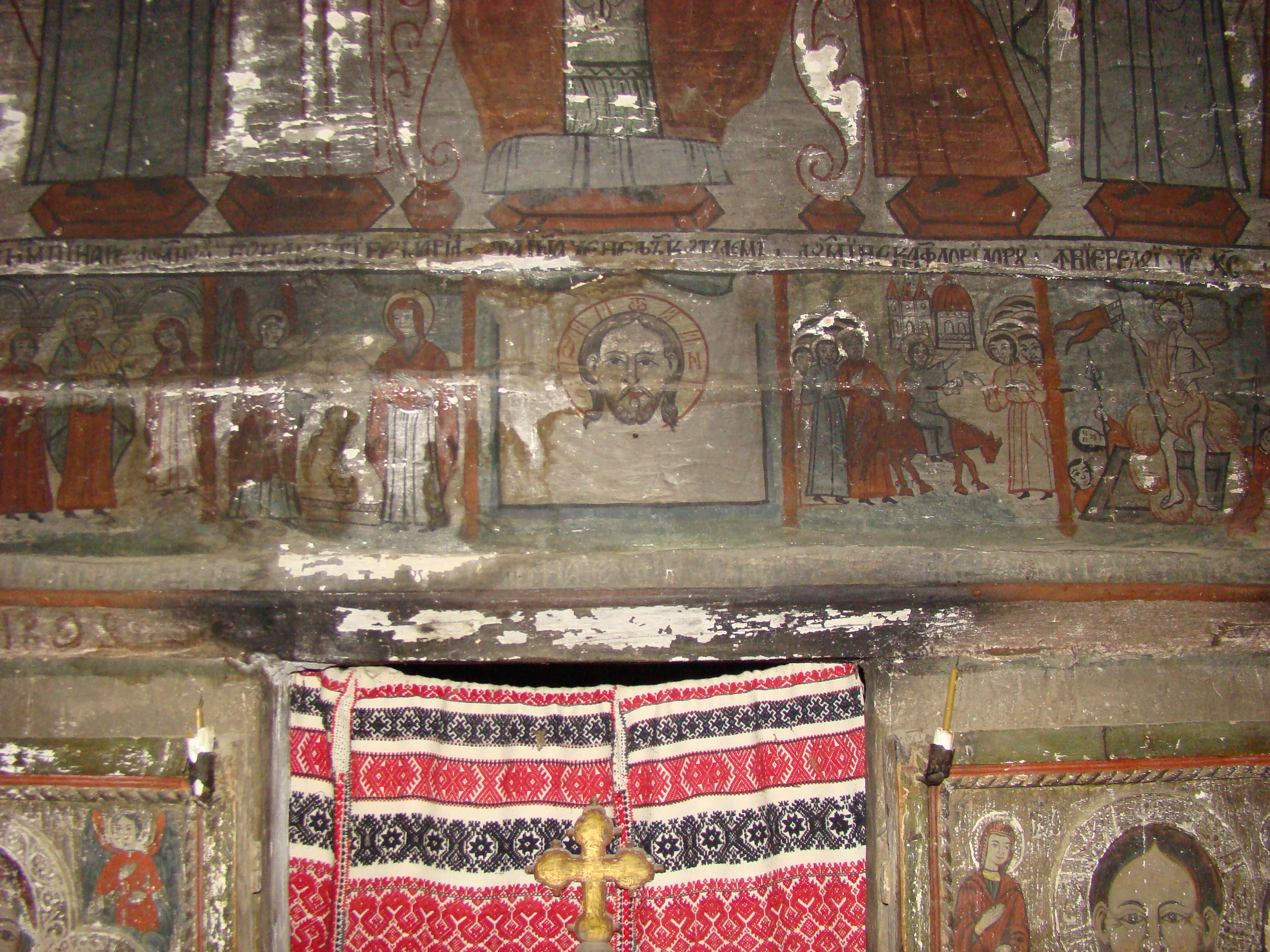
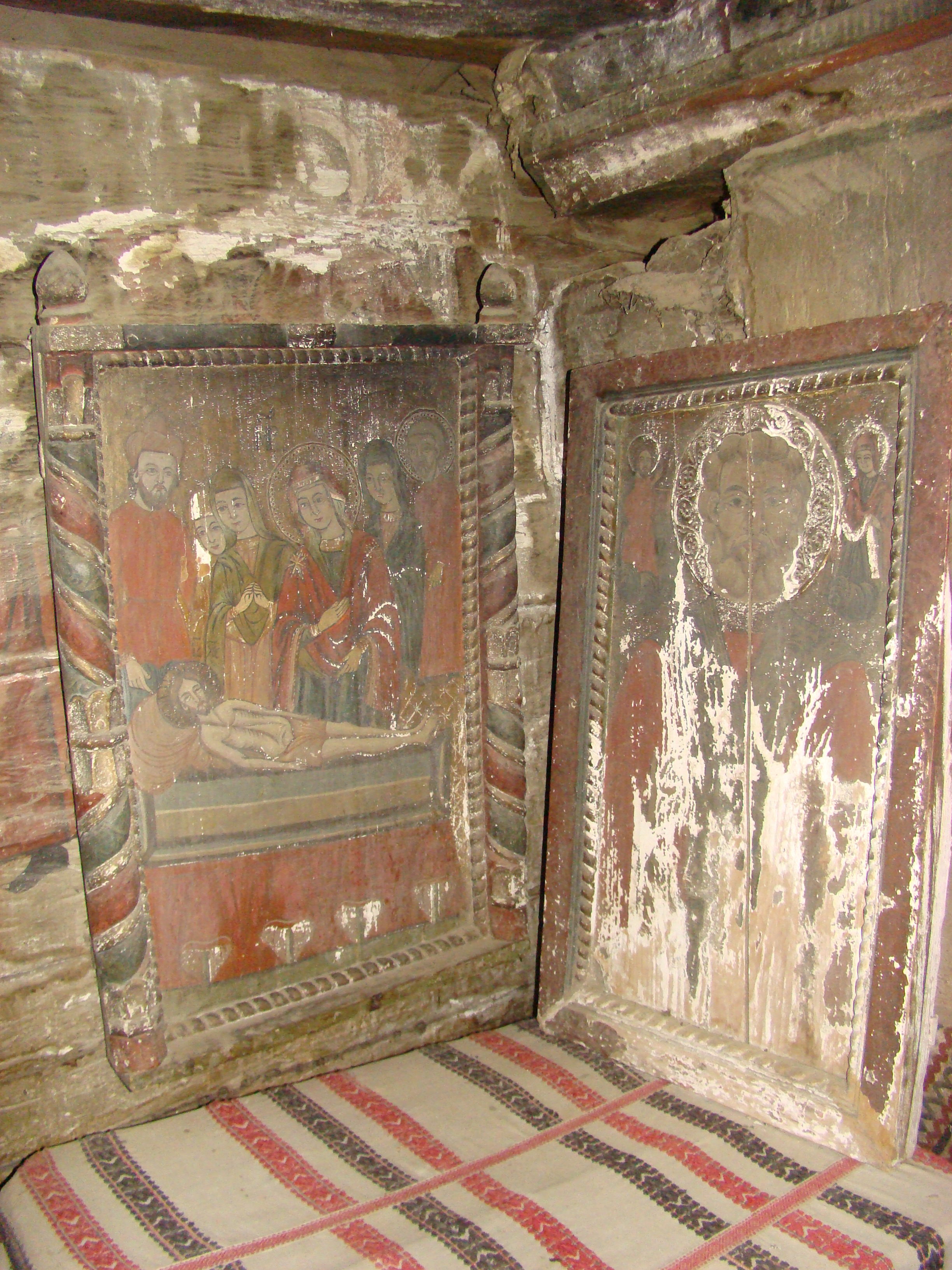
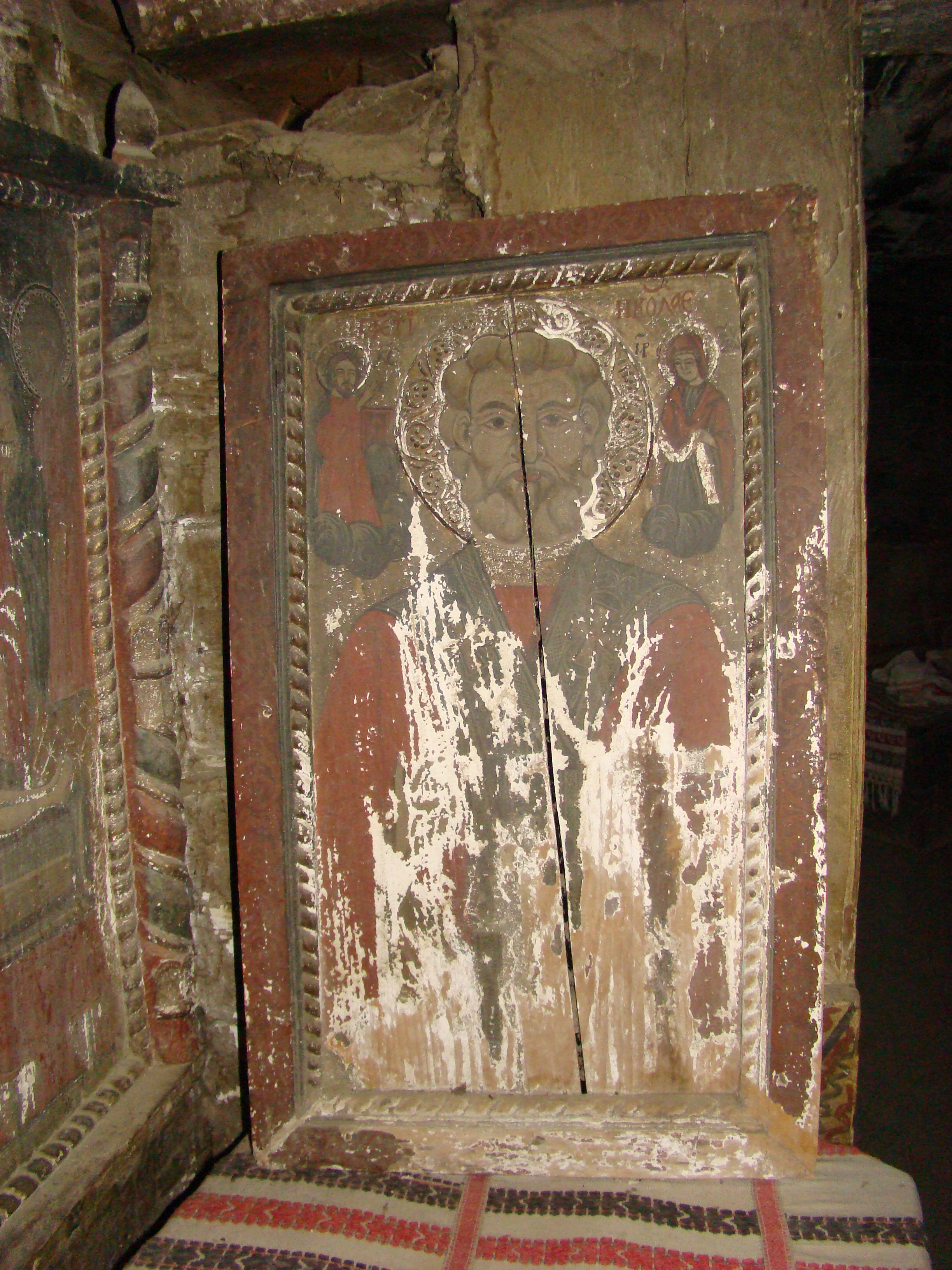
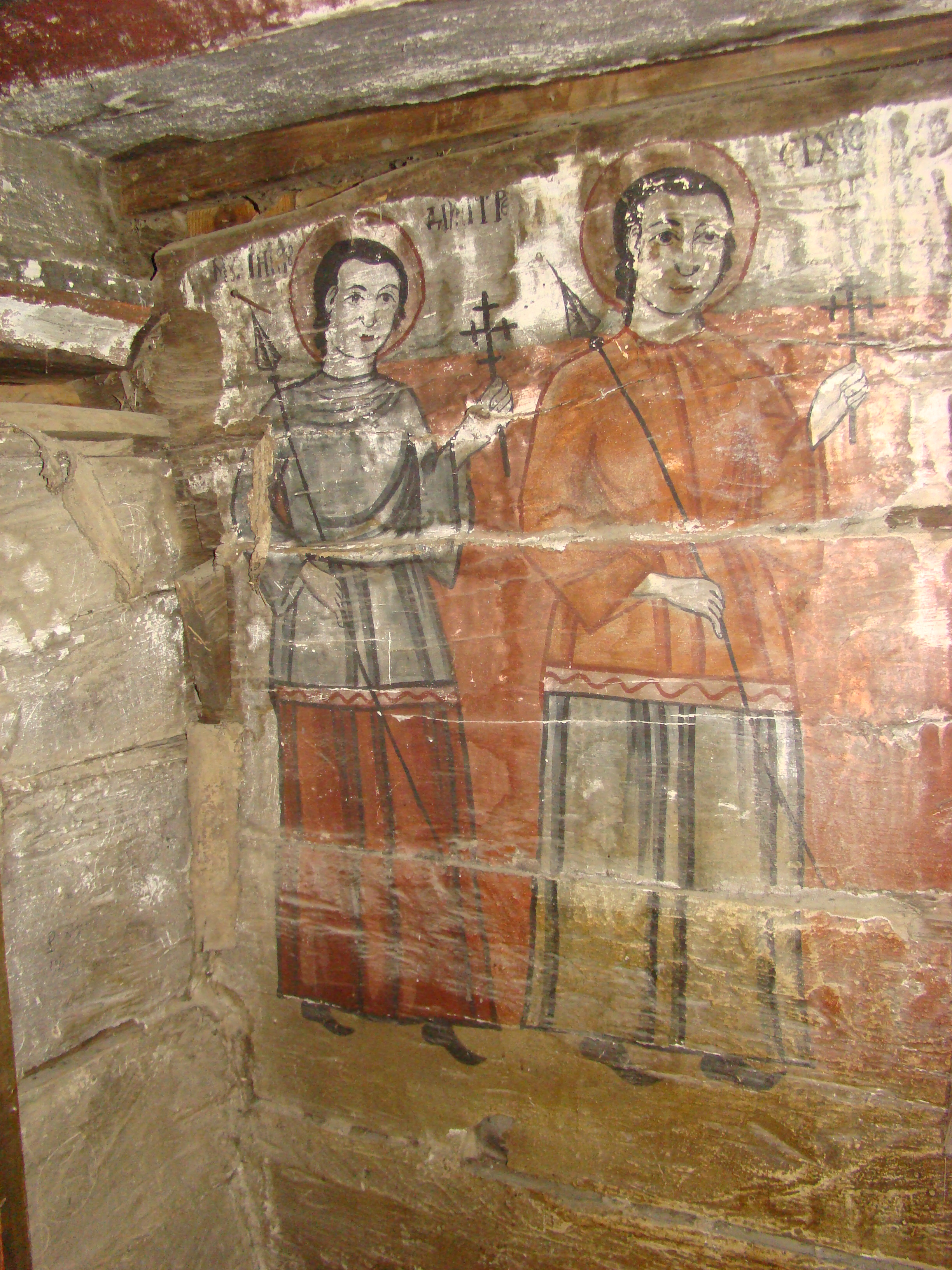
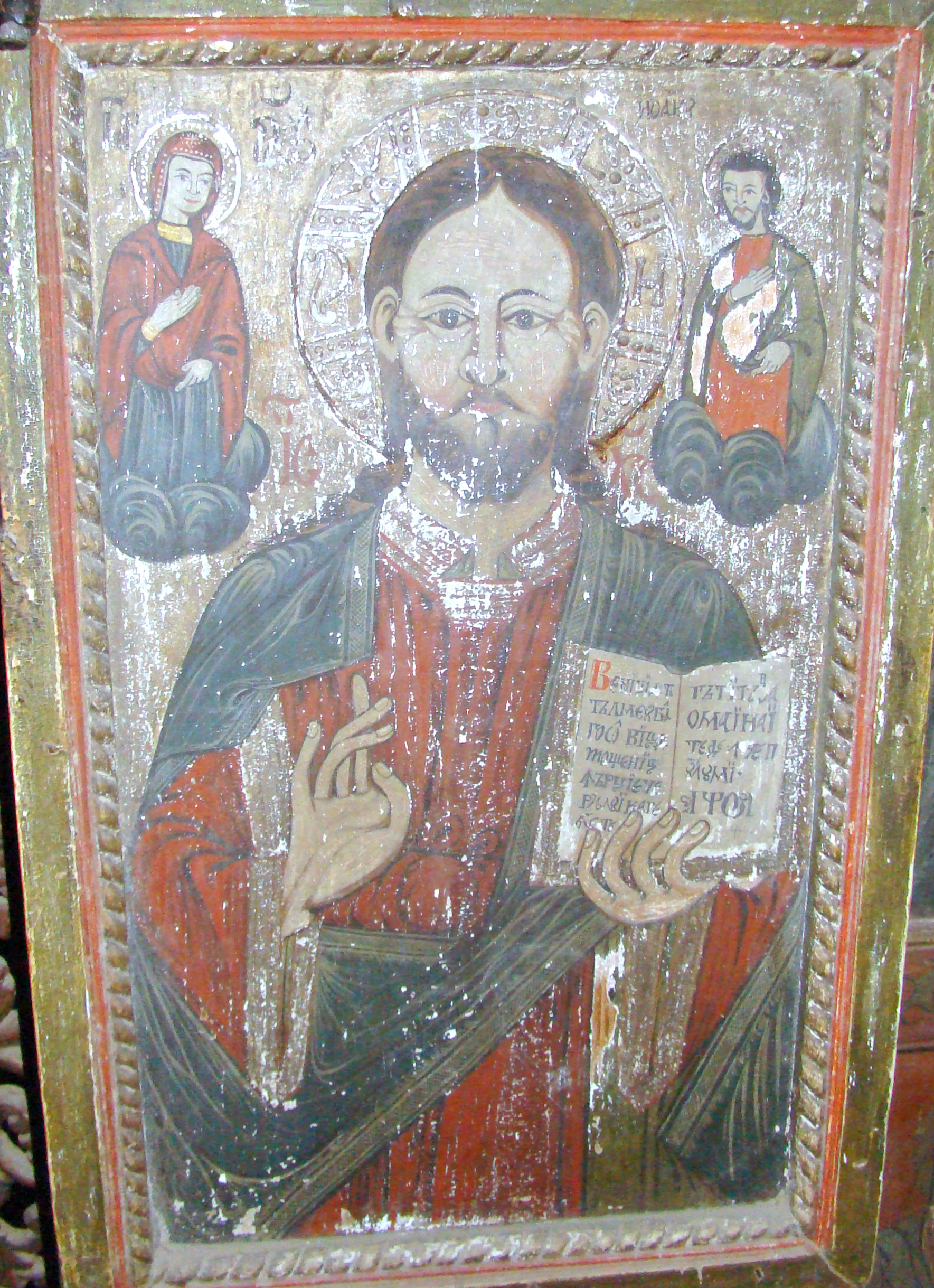
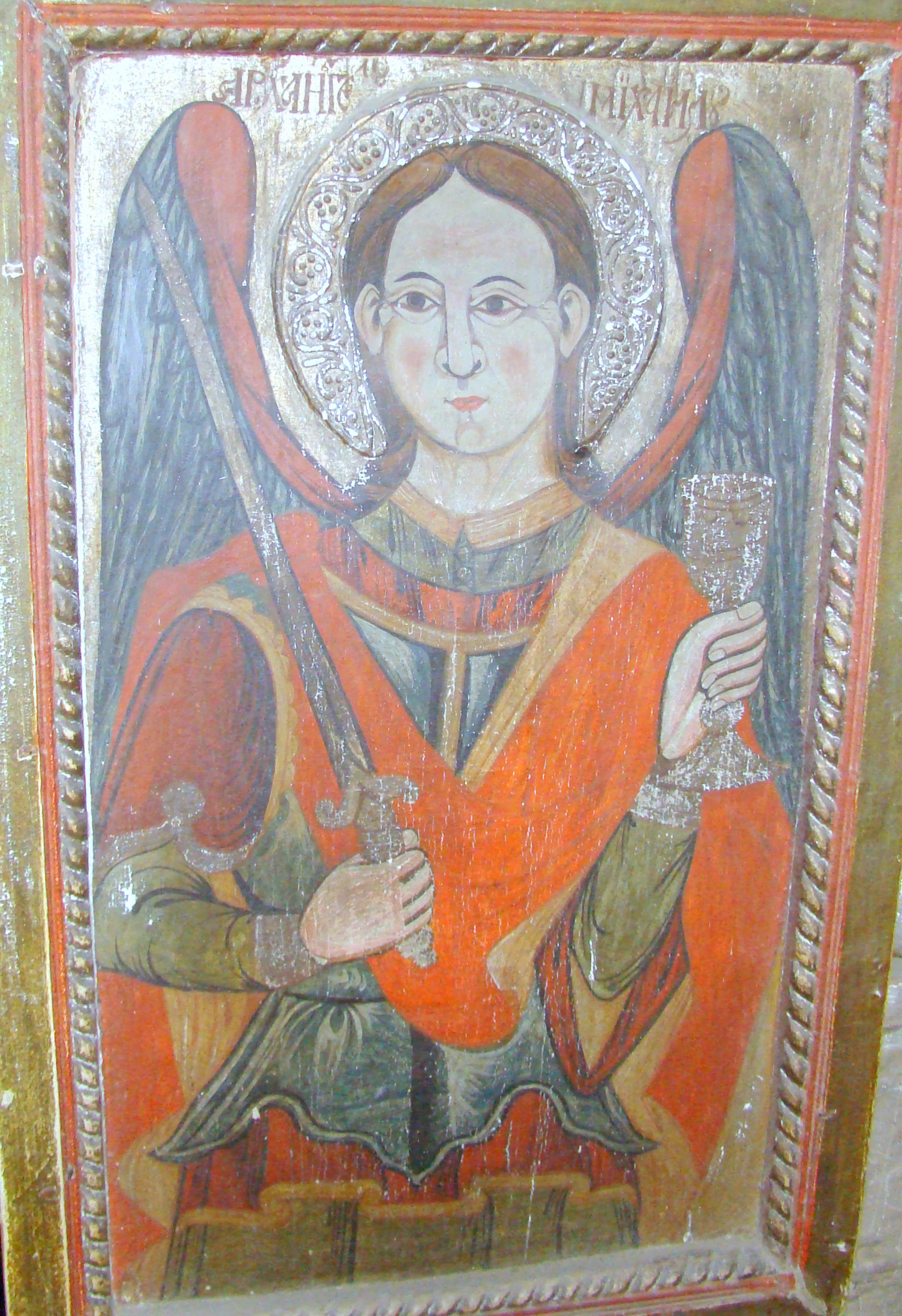
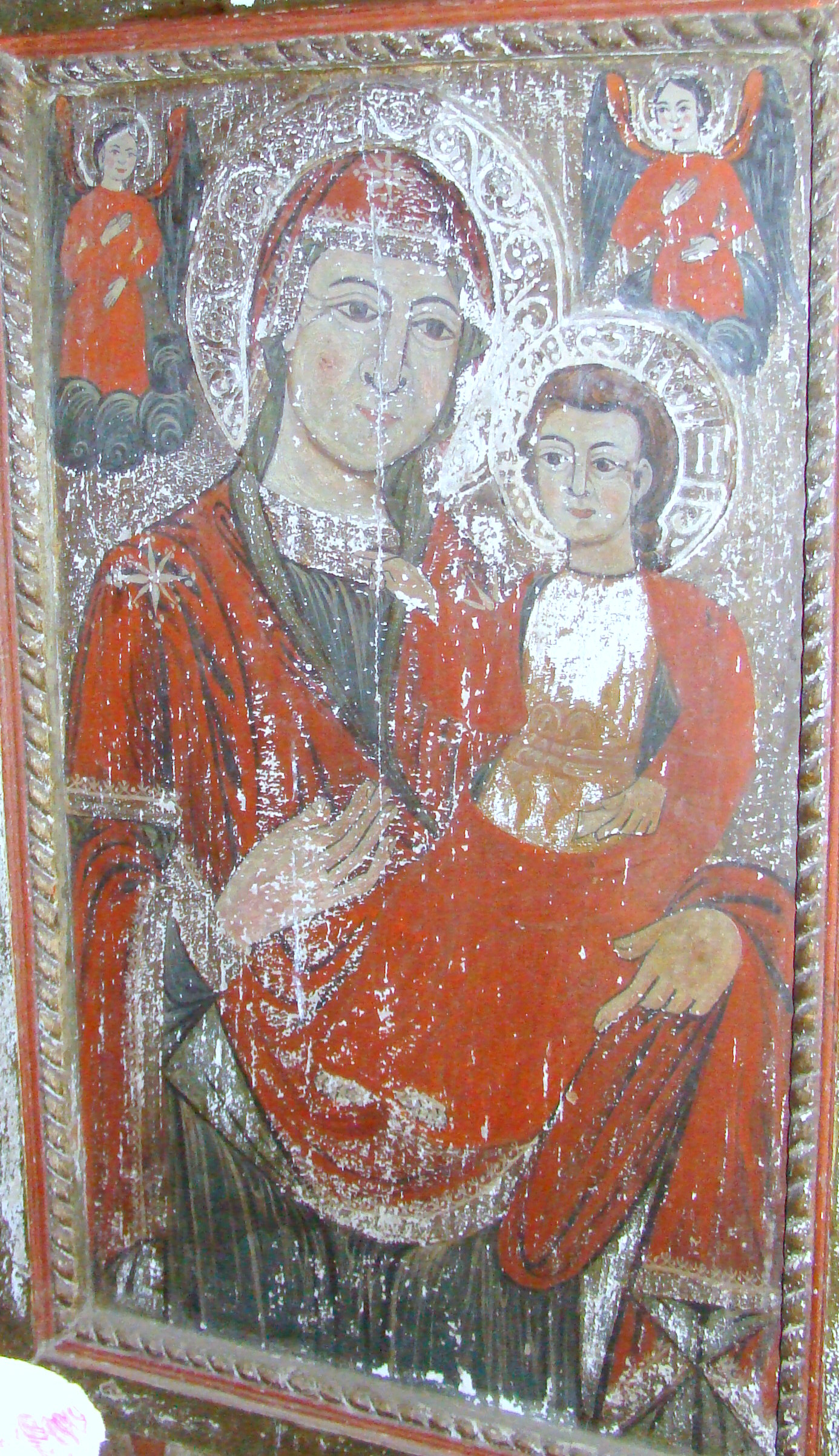
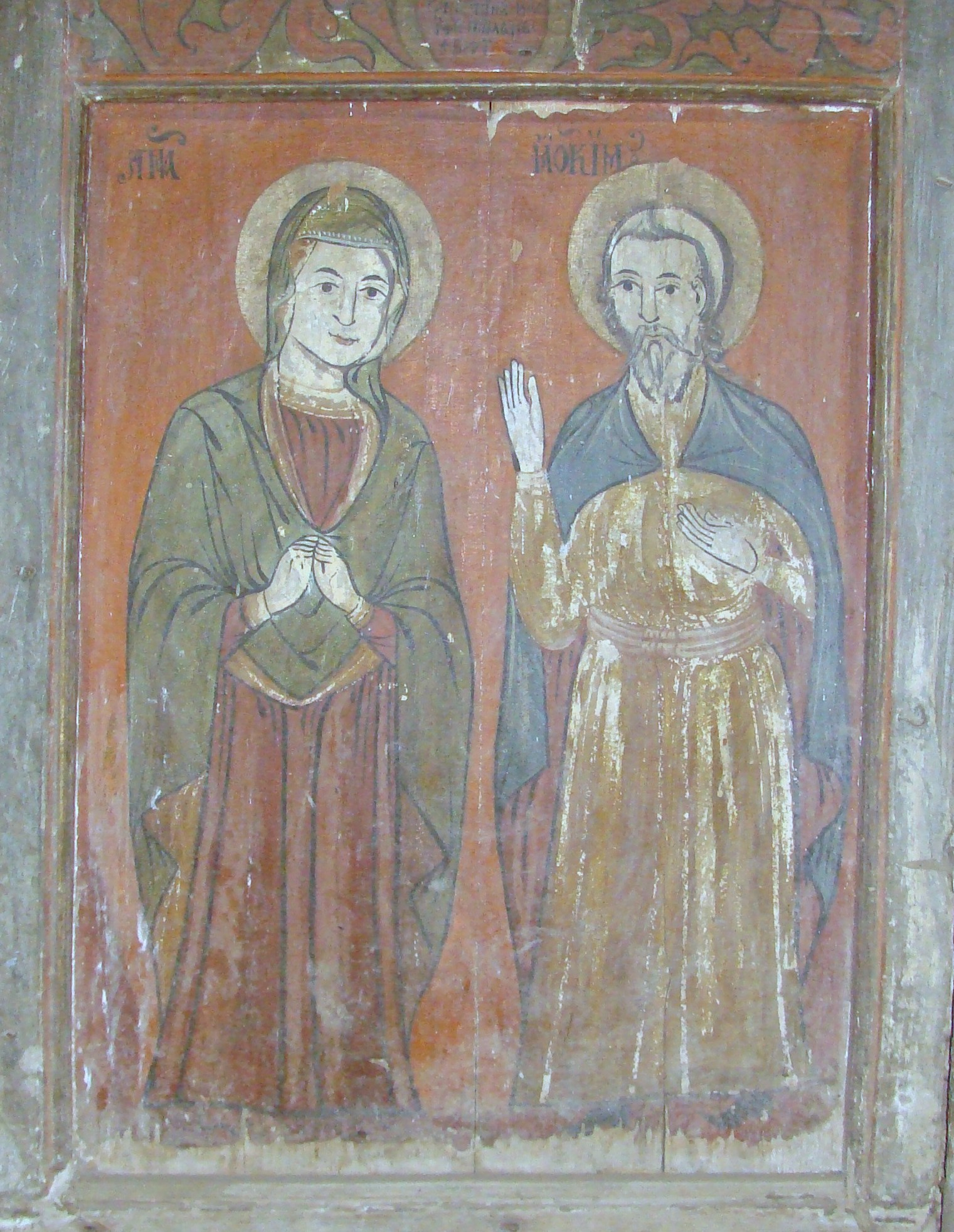
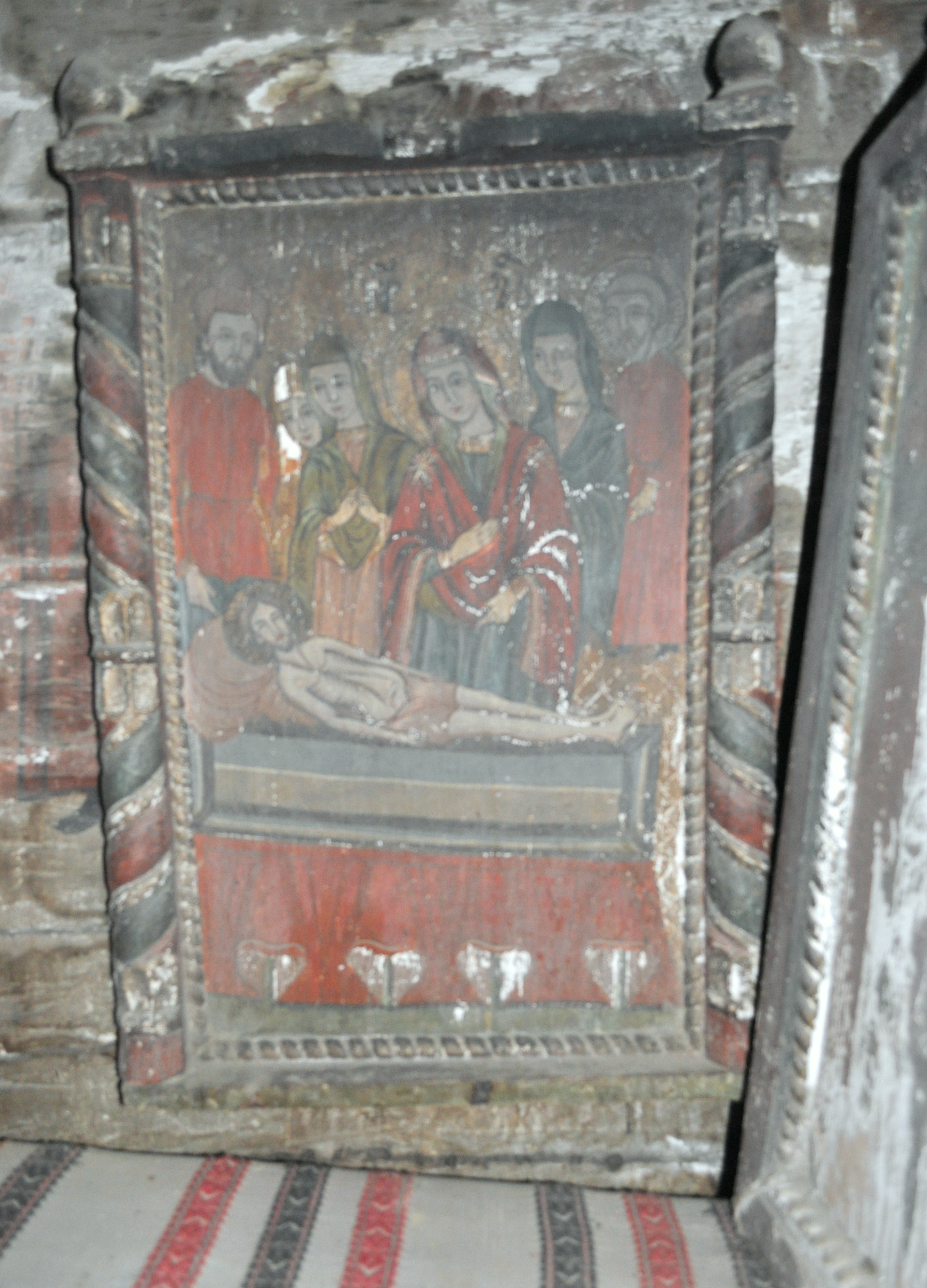
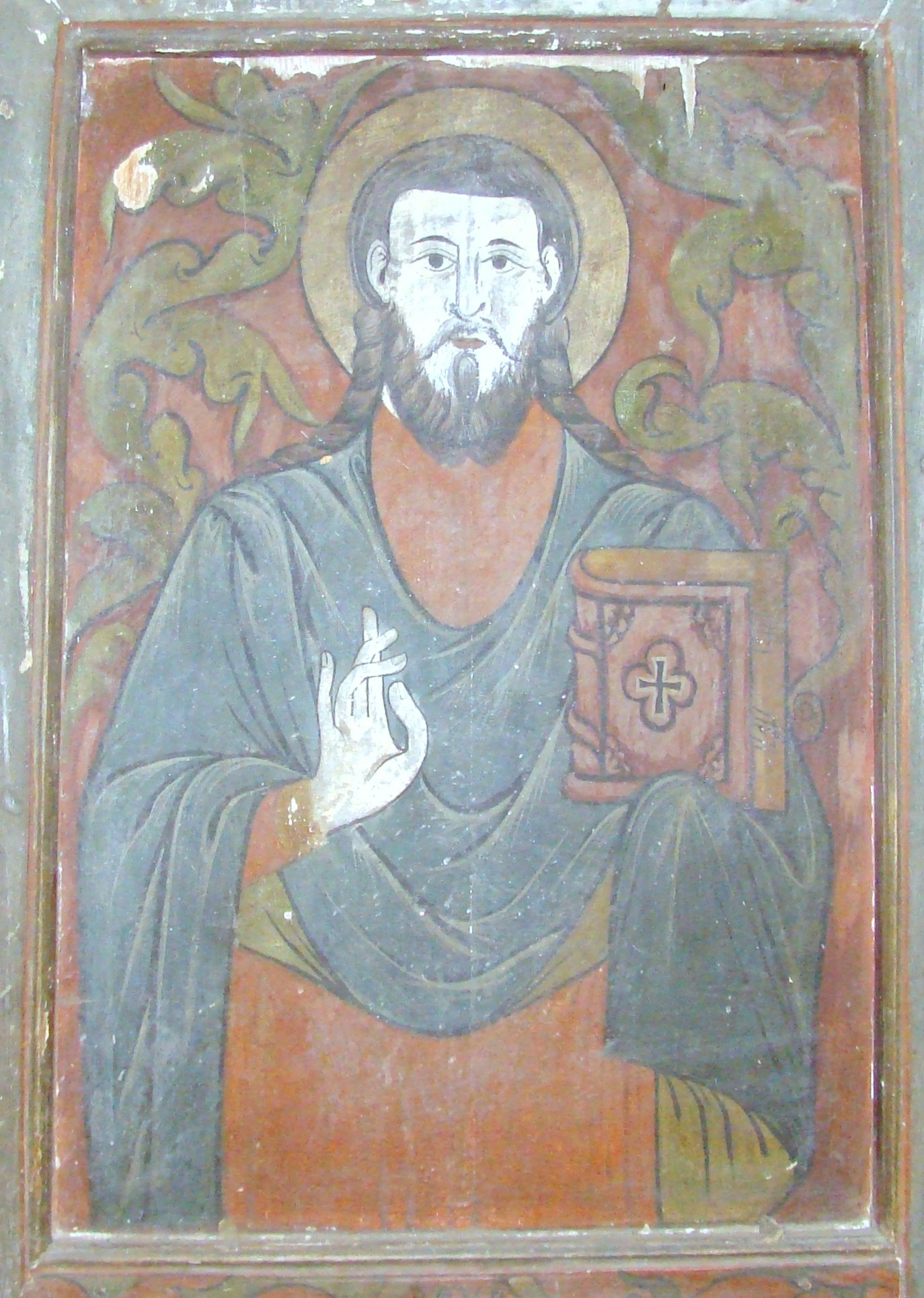
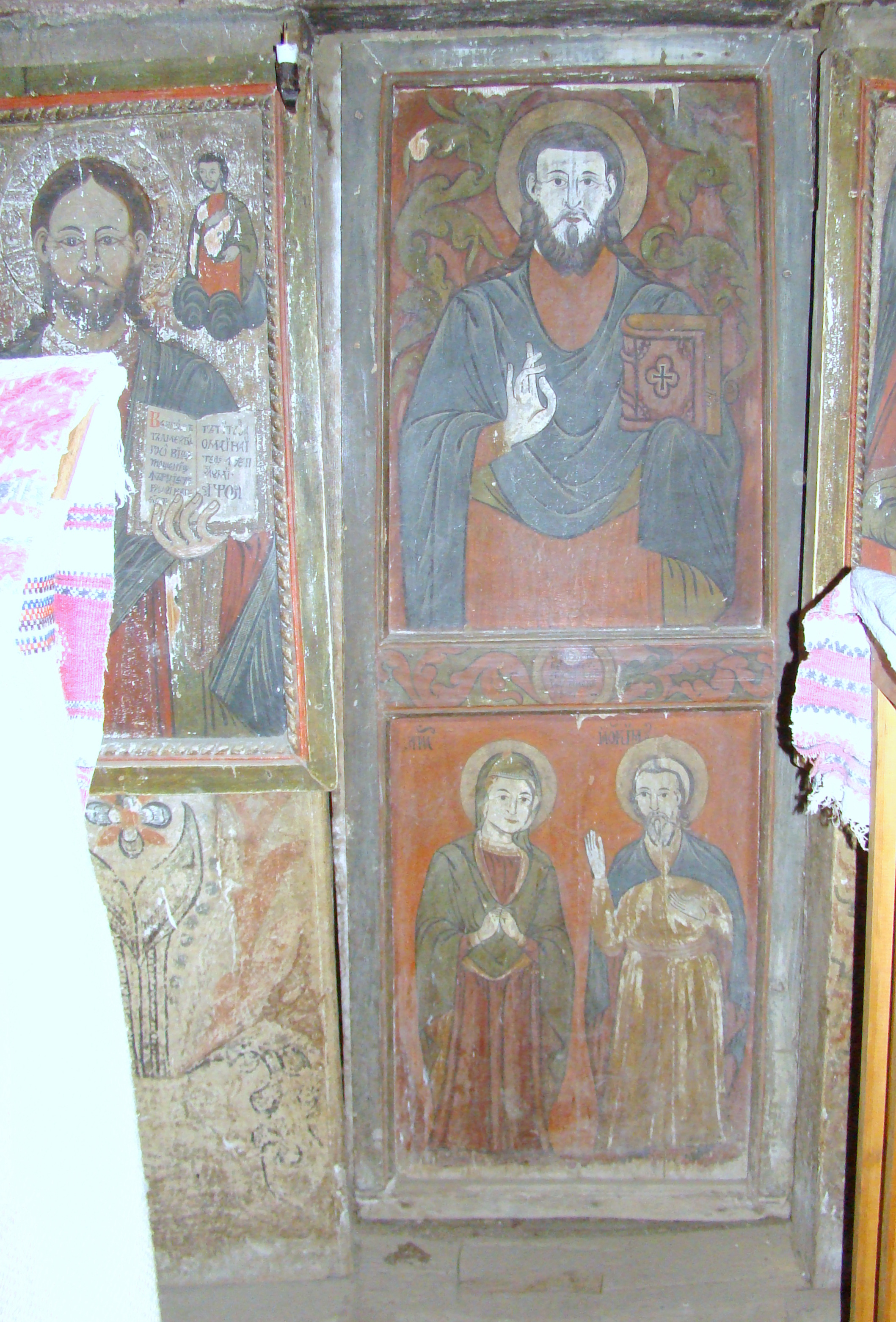
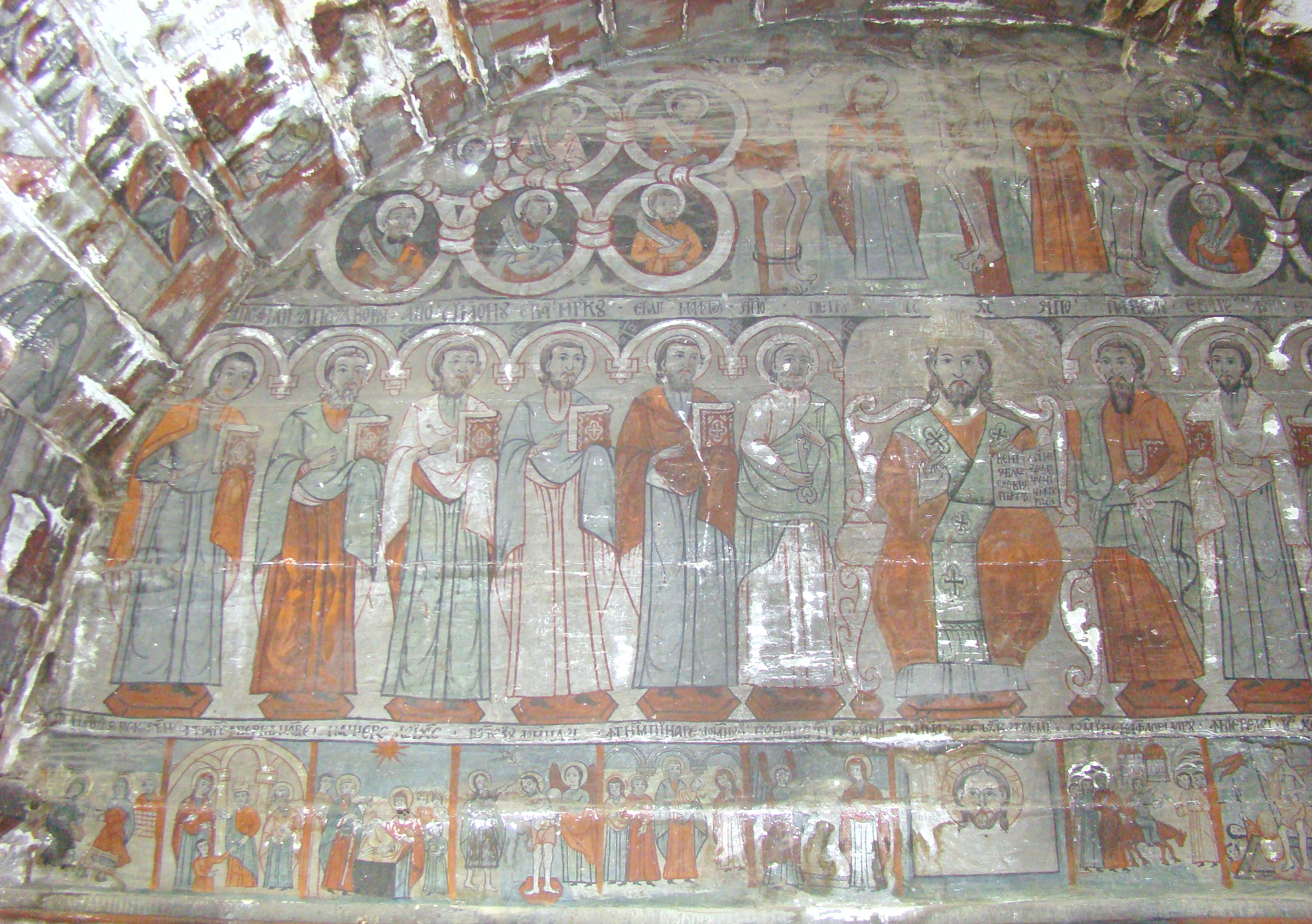
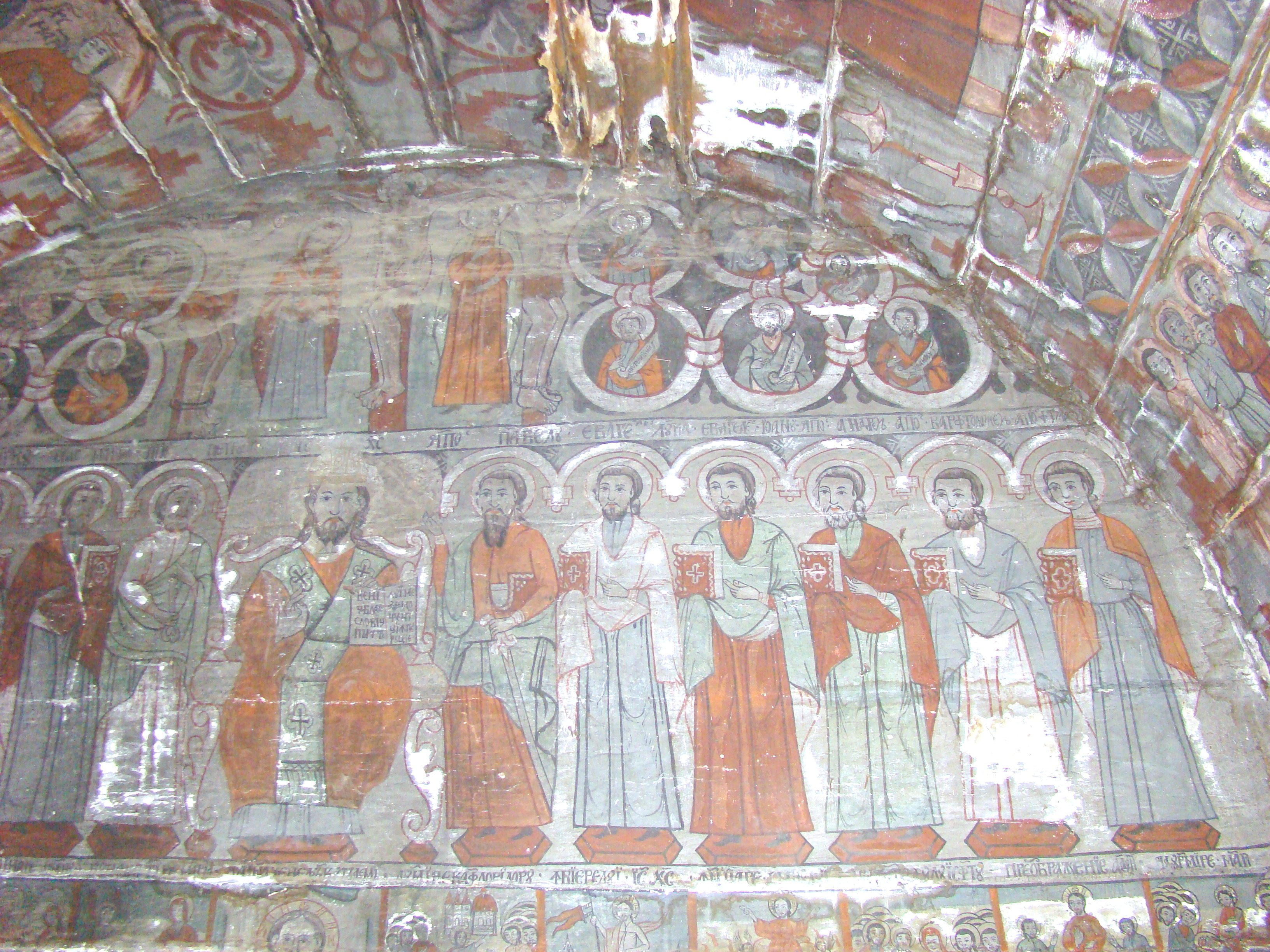
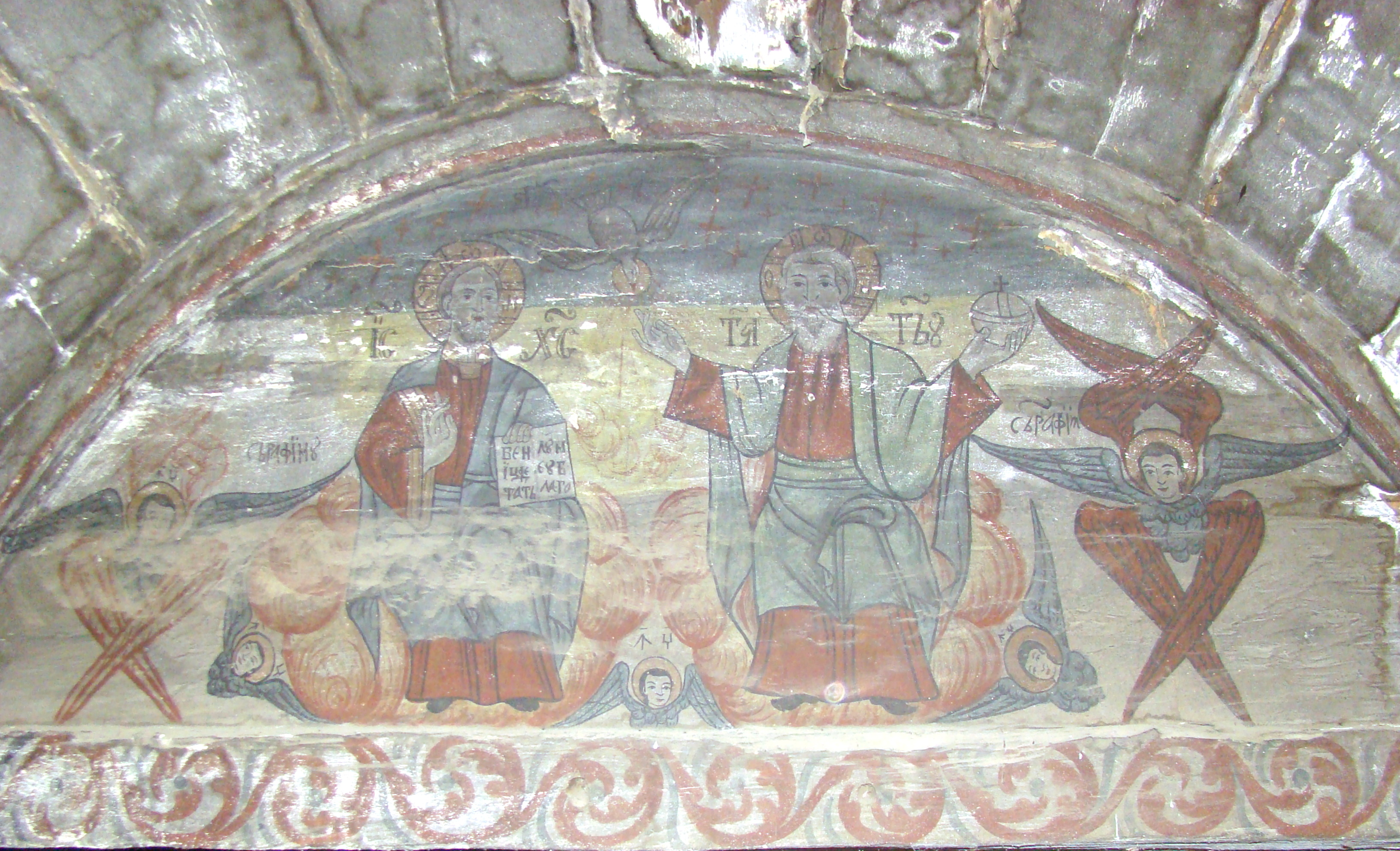
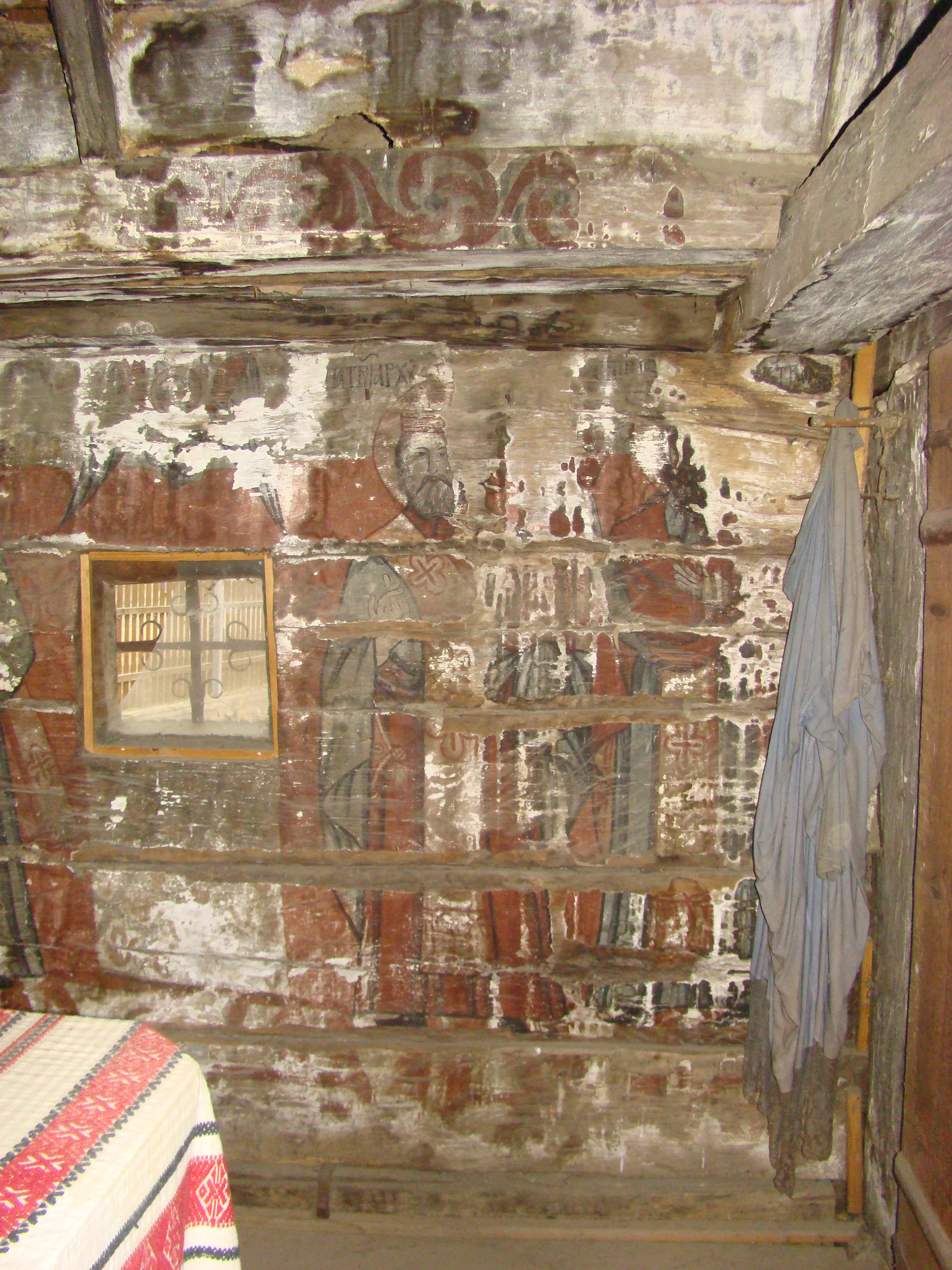
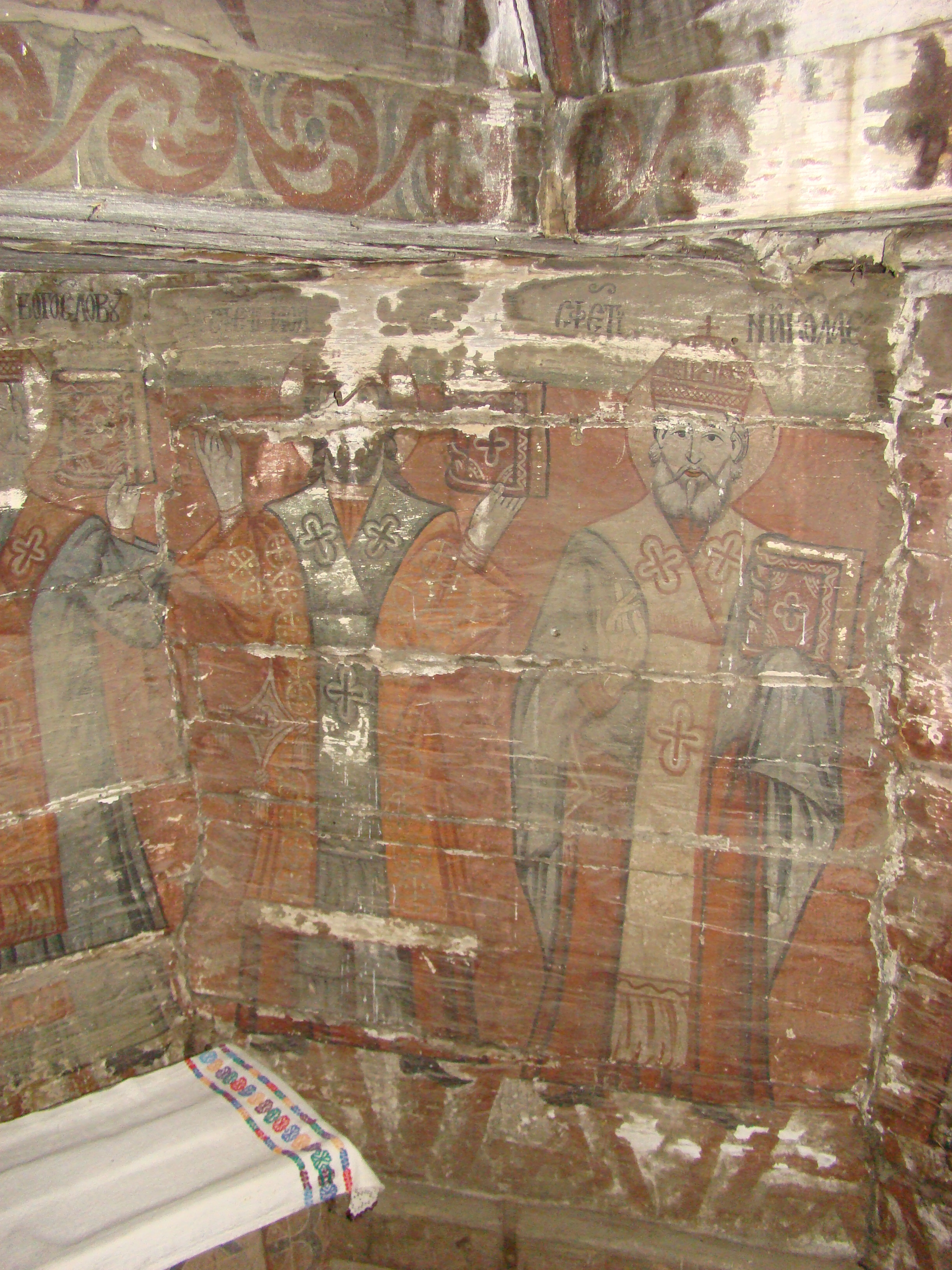
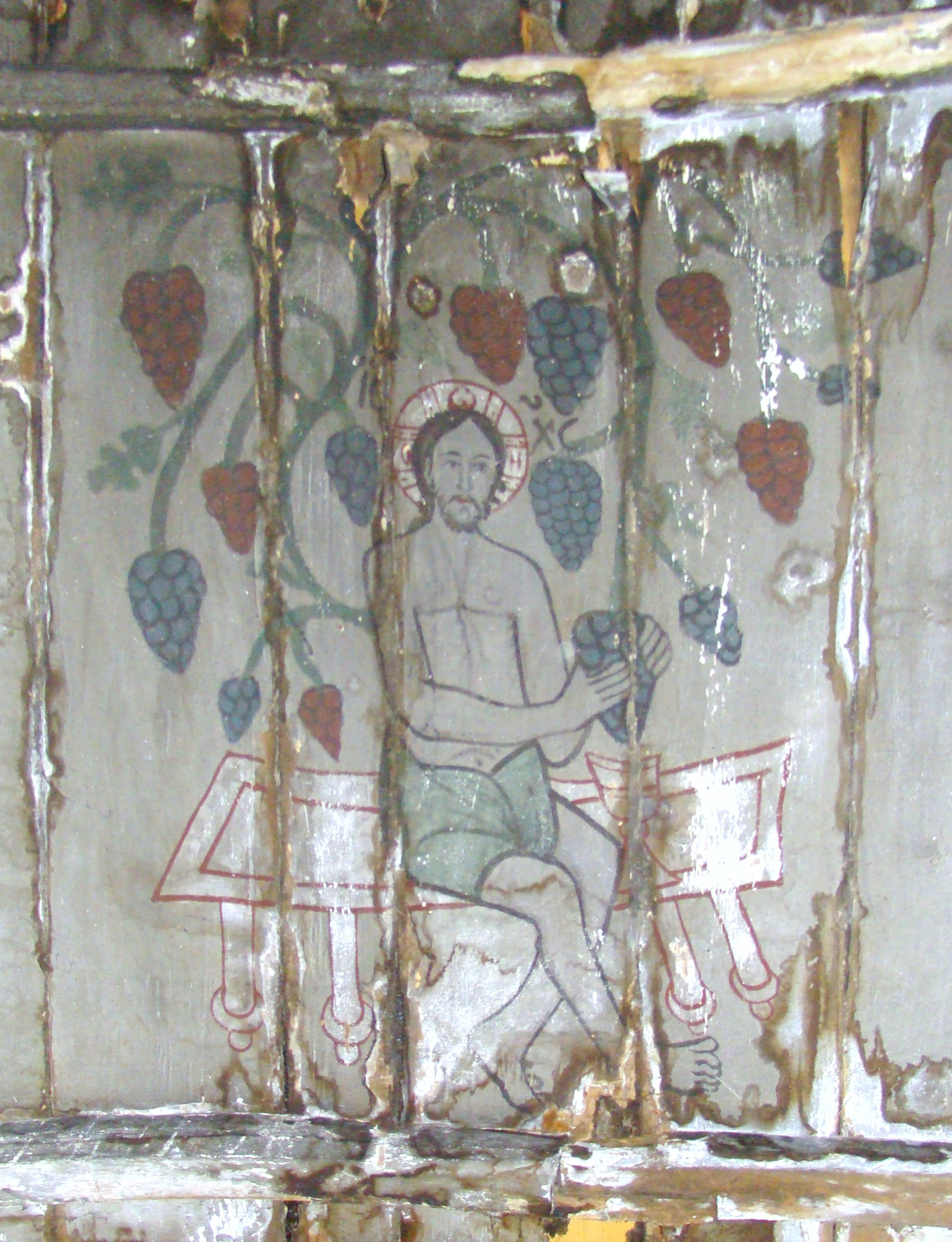
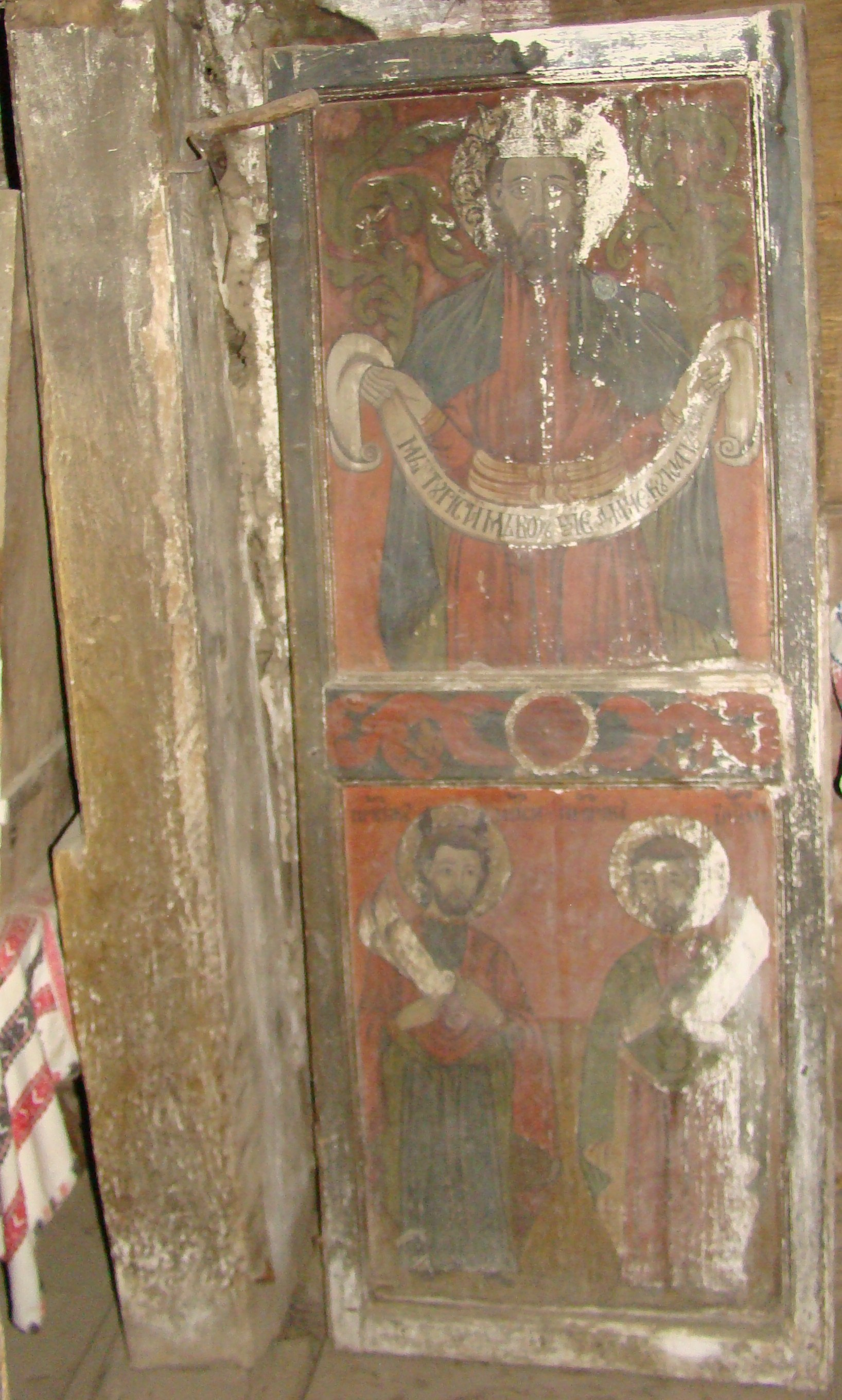
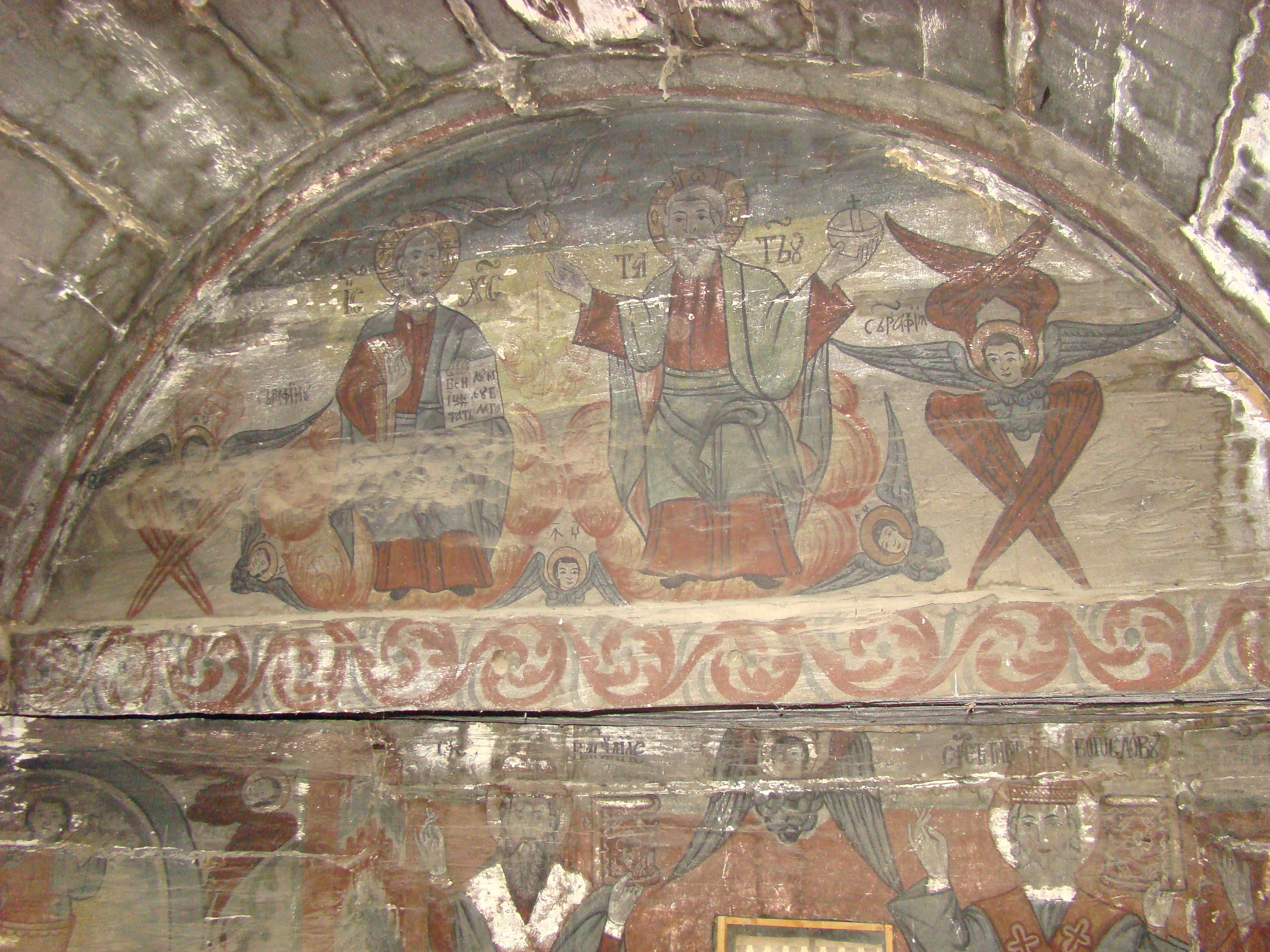
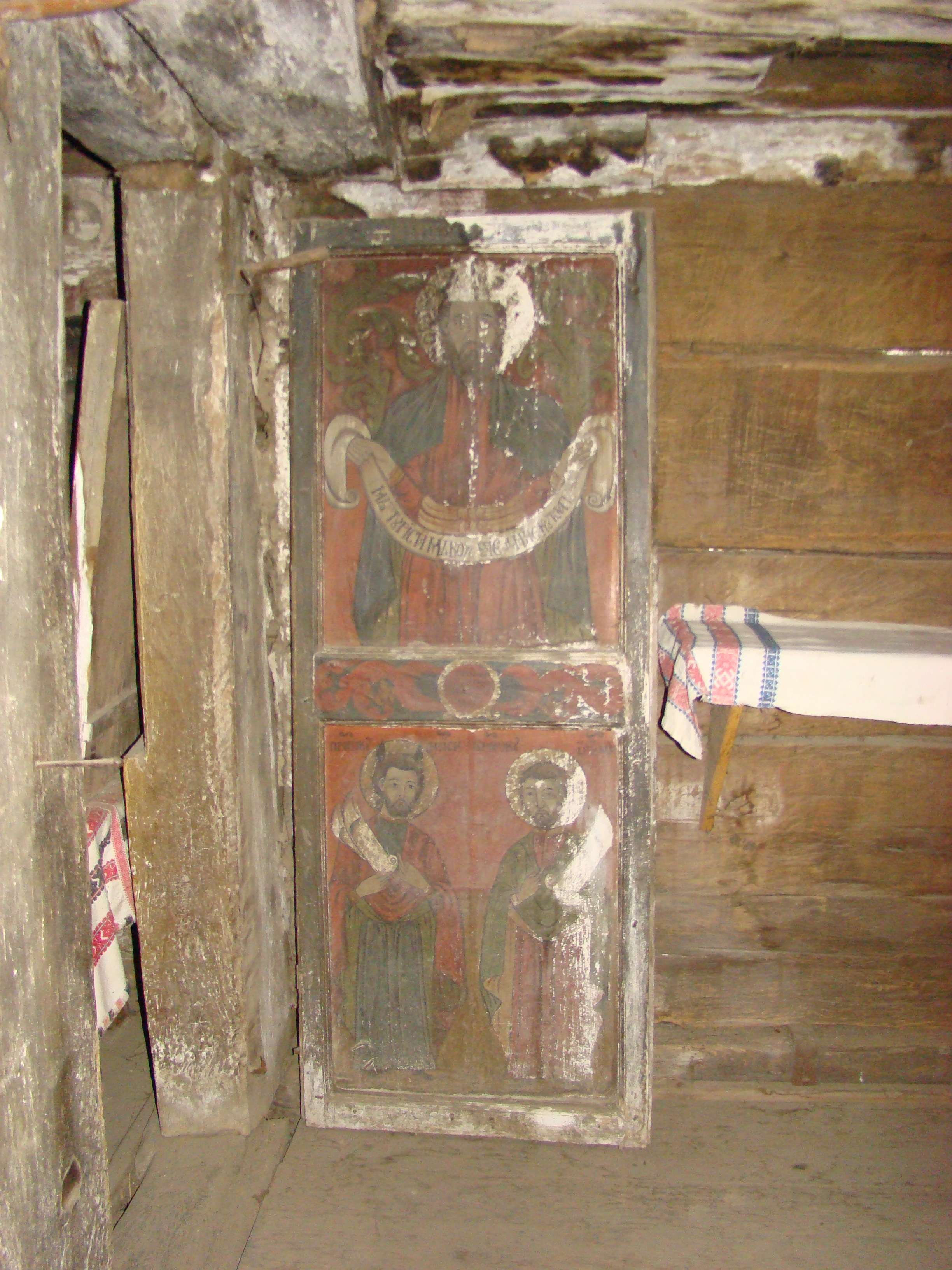
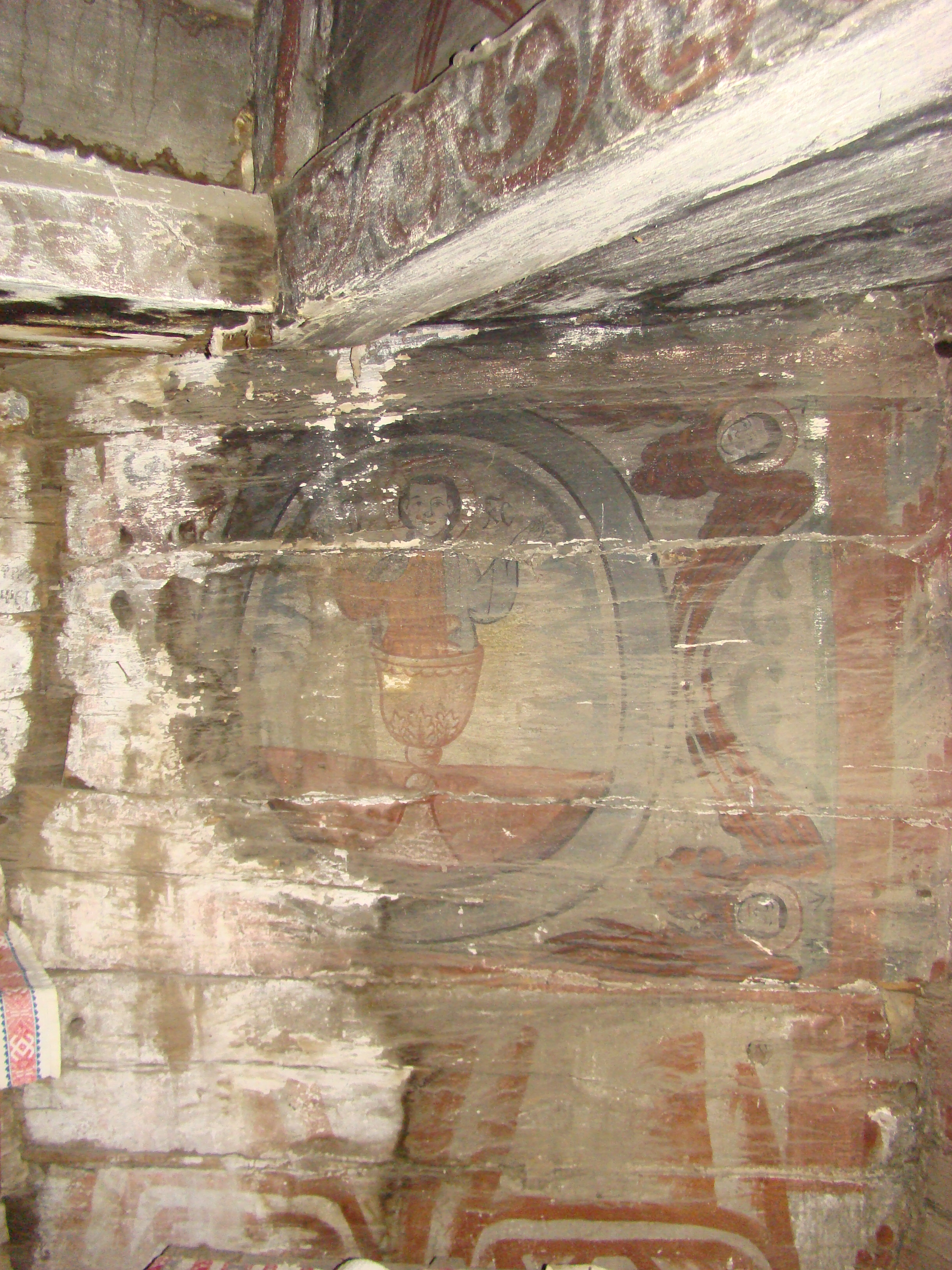
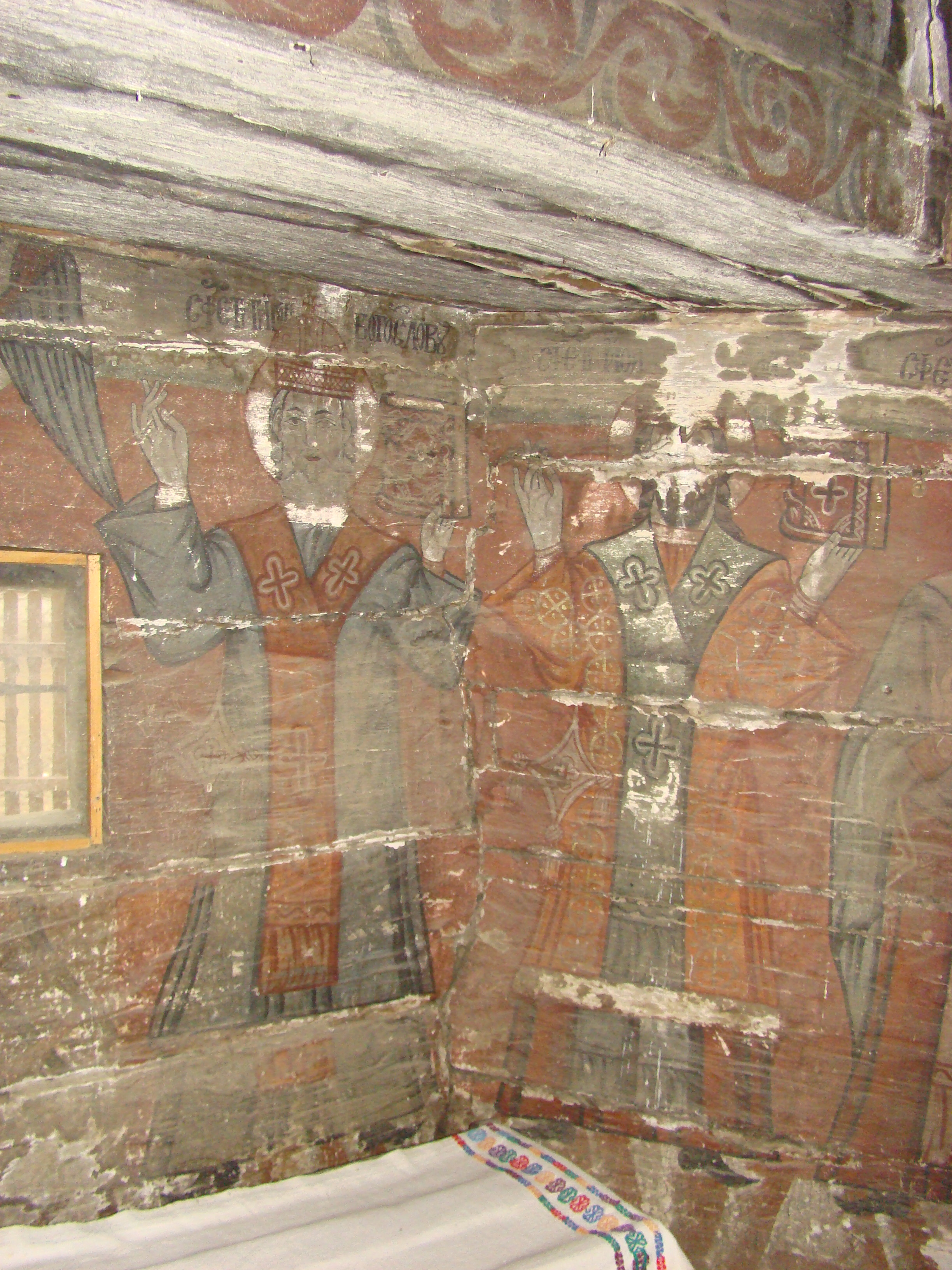
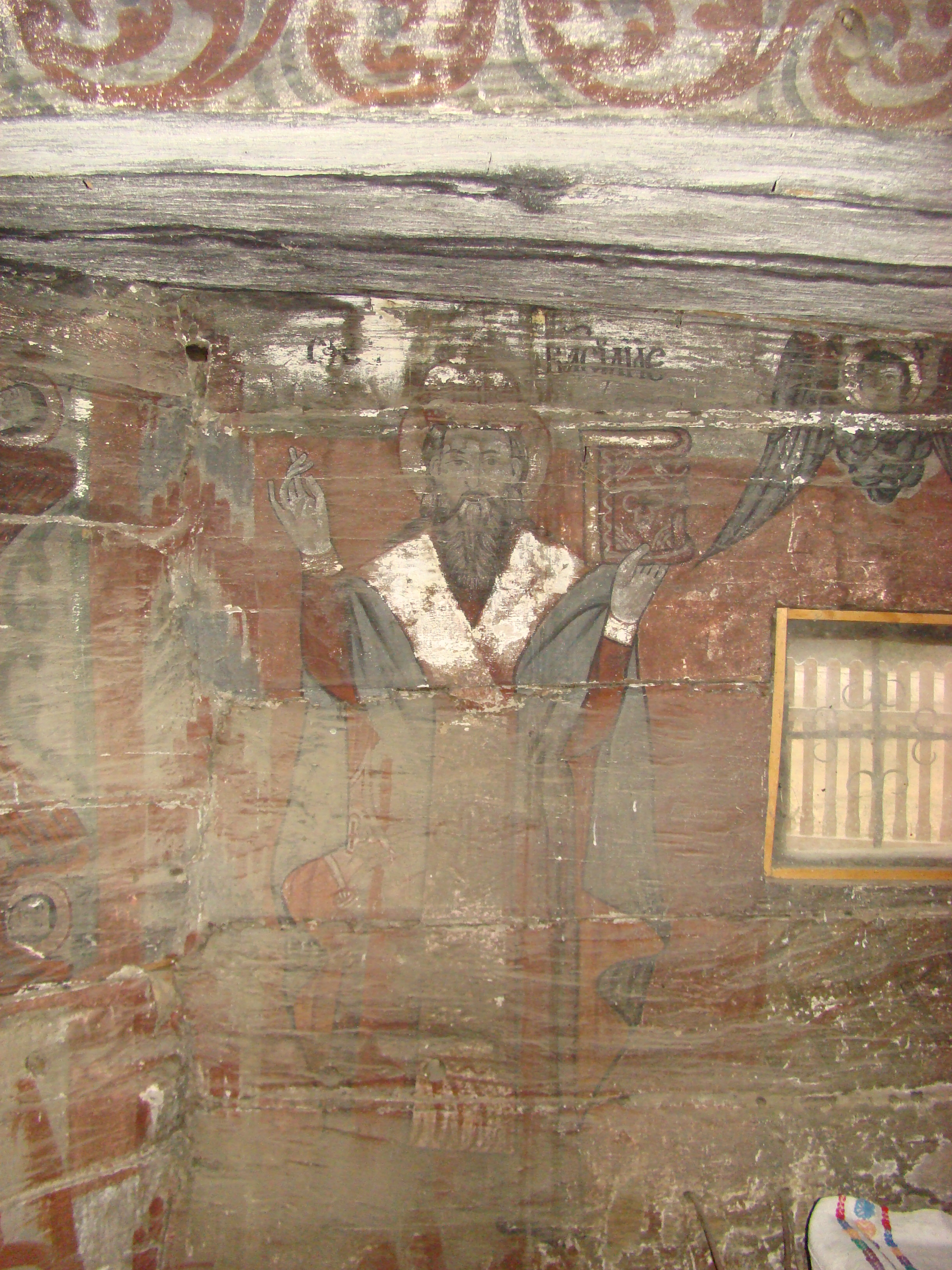